# التطور
نظرية التطور أو نظرية النشوء والارتقاء أو التطور أو تطور بيولوجي هو التغير في السمات الوراثية الخاصة بأفراد التجمع الأحيائي عبر الأجيال المتلاحقة. السيرورات التطورية تُحدث تنوعاً حيوياً في كل المستويات التصنيفية، بما فيها الأنواع، وأفراد الكائنات الحية، والجزيئات كالدنا والبروتينات. وينقسم التطور لنوعين وهما التطور الصغروي الذي يؤدي لتغيرات طفيفة داخل النوع الواحد، والتطور الكبروي الذي يؤدي لتغير نوع لنوع أخر عبر سلسلة طويلة من التغيرات الطفيفة في فترات زمنية هائلة، ويُعتقد حدوثه خلال ملايين السنين. ويُعد التطور النظرية العلمية السائدة بين علماء الأحياء كتفسير لتنوع الكائنات الحية علي الأرض. وتعتبر نظرية التطور مهمة جدًا في علم الأحياء. فقال ثيودوسيوس دوبزانسك، عالم الأحياء التطوري المعروف: «لا شيء في علم الأحياء منطقي إلا في ضوء التطور».
نشأت الحياة على الأرض ومن ثم تطورت من سلف شامل أخير منذ نحو 3.7 مليار سنة. يُستَدل على الانتواع المتكرر والتخلق التجددي للحياة بالنظر إلى المجموعات المشتركة من السمات الشكلية والكيميائية الحيوية أو من تسلسلات الدنا المشتركة. وهذه السمات والتسلسلات المتماثلة تكون متشابهة أكثر كلما كان السلف المشترك للأنواع أحدث. ويمكن استخدامها في إعادة بناء التاريخ التطوري بالاستناد إلى الأنواع الموجودة حالياً وأيضاً السجلات الأحفورية. أنماط التنوع الحيوي الموجودة تشكلت بفعل الانتواع والانقراض.
كان تشارلز داروين وألفرد راسل والاس أول من صاغوا محاججة علمية لنظرية التطور الذي يحدث بواسطة الاصطفاء الطبيعي، وتم توضيحها بالتفصيل في كتاب داروين "أصل الأنواع" عام 1859م. التطور بواسطة الاصطفاء الطبيعي هو عملية يُستدل عليها من عدة حقائق تخص التجمعات:
1. ظهرت الحياة علي الأرض تدريجيًا من كائنات بسيطة إلى أشكال أكثر تعقيدًا.[12]
2. النسل الذي يتم انجابه يكون أكبر عددا من ذاك القادر على النجاة.
3. السمات تتباين بين الأفراد، مما يؤدي لاختلاف معدلات النجاة والتكاثر
4. السمات يمكن أن تنتقل من جيل لآخر (وراثية).[13]

فأفراد التجمع الذين يموتون يُستبدلون بنسل الوالدِين الذين كانوا متكيفين أكثر على النجاة والتكاثر في البيئة التي حدث بها الاصطفاء الطبيعي. وهذه العملية تُنتِج سمات تبدو ملائمة للأدوار الوظيفية التي تقوم بها، وتحافظ عليها. الاصطفاء الطبيعي هو المسبب الوحيد المعروف للتكيف، ولكنه ليس المسبب الوحيد المعروف للتطور. فثمة مسببات غير تكيفية أخرى للتطور، ومنها الطفرات والانحراف الجيني.
في مطلع القرن العشرين، تم دمج علم الوراثة مع نظرية داروين للتطور بالاصطفاء الطبيعي في الوراثيات السكانية. وقُبلت أهمية الاصطفاء الطبيعي في توليد التطور في فروع علم الأحياء الأخرى. فضلا عن أن تصورات سابقة حول التطور، مثل نظرية استقامة التطور و«التقدم»، أصبحت مبطلة. ويواصل العلماء دراسة جوانب عدة من التطور عن طريق وضع فرضيات واختبارها، بناء نظريات علمية، استخدام معطيات ملاحظة، وإجراء تجارب مخبرية وميدانية. يُجمع علماء الأحياء على أن التحدر مع تغييرات (أي التطور) هو من أكثر الحقائق المؤكدة على نحو موثوق في العلوم. ووفقاً لإحصاء تم عام 1995، إنًّ 99.85% من علماء الأرض والأحياء في الولايات المتحدة يدعمون النظرية. وقد تجاوز تأثير الاكتشافات في علم الأحياء التطوري حدود فروع الأحياء التقليدية، ويتمثل ذلك بتأثيرها الهائل في مجالات أكاديمية أخرى (مثل علم النفس التطوري وعلم الإنسان) وفي المجتمع عامةً.
تشترك كل الكائنات الحية على كوكب الأرض في سلف شامل أخير عاش على الأرض منذ حوالي 3.5-3.8 مليار سنة. تحتوي سجلات المستحاثات على تدرج من الغرافيت حيوي المنشأ إلى مستحاثات الحصيرة الميكروبية إلى الكائنات متعددة الخلايا المتحجرة. تكونت الأنماط الحالية من التنوع البيولوجي من خلال تشكيلات متكررة من الأنواع الجديدة (الانتواع)، والتغيرات في النوع الواحد (التخلق التجددي)، وفقد الأنواع (الانقراض) على مدار التاريخ التطوري للحياة على كوكب الأرض. تتشابه السمات التشكلية والكيميائية الحيوية بين الأنواع التي تشترك في سلف مشترك أحدث، وبالتالي يمكن استخدامها لإعادة بناء شجرة تطور السلالات.
يستمر علماء علم الأحياء التطوري في دراسة جوانب متعددة من التطور من خلال تشكيل واختبار الفرضيات بالإضافة إلى تكوين نظريات مبنية على الدليل التجريبي من الميدان أو في المعمل أو بناء على البيانات المولدة بطرق علم الأحياء الرياضي. لم تؤثر اكتشافات العلماء فقط على تطور علم الأحياء، بل على العديد من المجالات العلمية والصناعية الأخرى، بما في ذلك الزراعة والطب وعلم الحاسوب.
ولكن مع زيادة الأحفورات التي جمعت من كل مكان و من جميع العصور الجيولوجية، بالإضافة إلى ظهور أنواع كثيرة من الحيوانات والطيور والحشرات والأشجار خلال نحو 10 مليون سنة في
انفجار الكمبري قبل نحو 500 مليون سنة ؛ هذا ومع زيادة معرفتنا بتركيب الدنا
منذ خمسينات القرن العشرين، وزيادة معرفتنا بتركيب الخلية الحية ونظام عملها (لم يفسر داروين نشأة الخلية الحية) ، أصبح علماء مثل جيرد بي. مولر، وكورت غودل وستيفن ماير، و ديفيد بيرلينسكي، و هيو روس وغيرهم يرون أنه لابد من إعادة النظر في نظرية التطور الكلاسيكية؛ ويرون أنها لا تتطابق مع الأحفورات التي جمعت خلال السبعين سنة الماضية .

## تاريخ الفكر التطوري

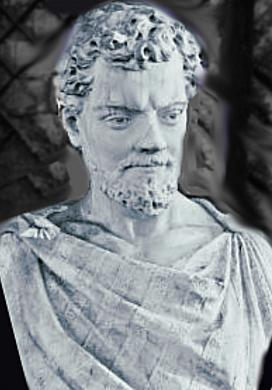
عرض الفيلسوف الروماني لوكريتيوس (99 ق.م- 55 ق.م) فكرة إنحدار الكائنات الحية من كائنات حية أخري في قصيدته الفلسفية "حول طبيعة الأشياء"

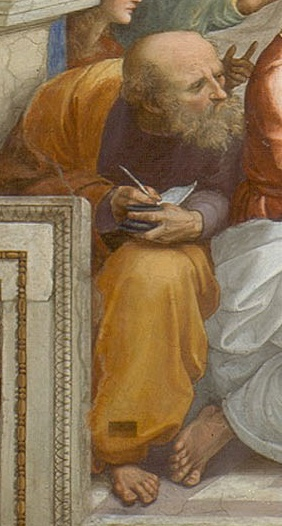
عرض الفيلسوف الإغريقي أناكسيماندر فكرة مفصلة أكثر، والتي تقول بأن أساس كل المواد هو مادة أبدية تتحول إلى أشكال المواد المعروفة، والتي بدورها تتغير وتتحد مع بعضها البعض استناداً إلى قاعدة العدل، وهي نوع من قواعد التوازن والتناسب.

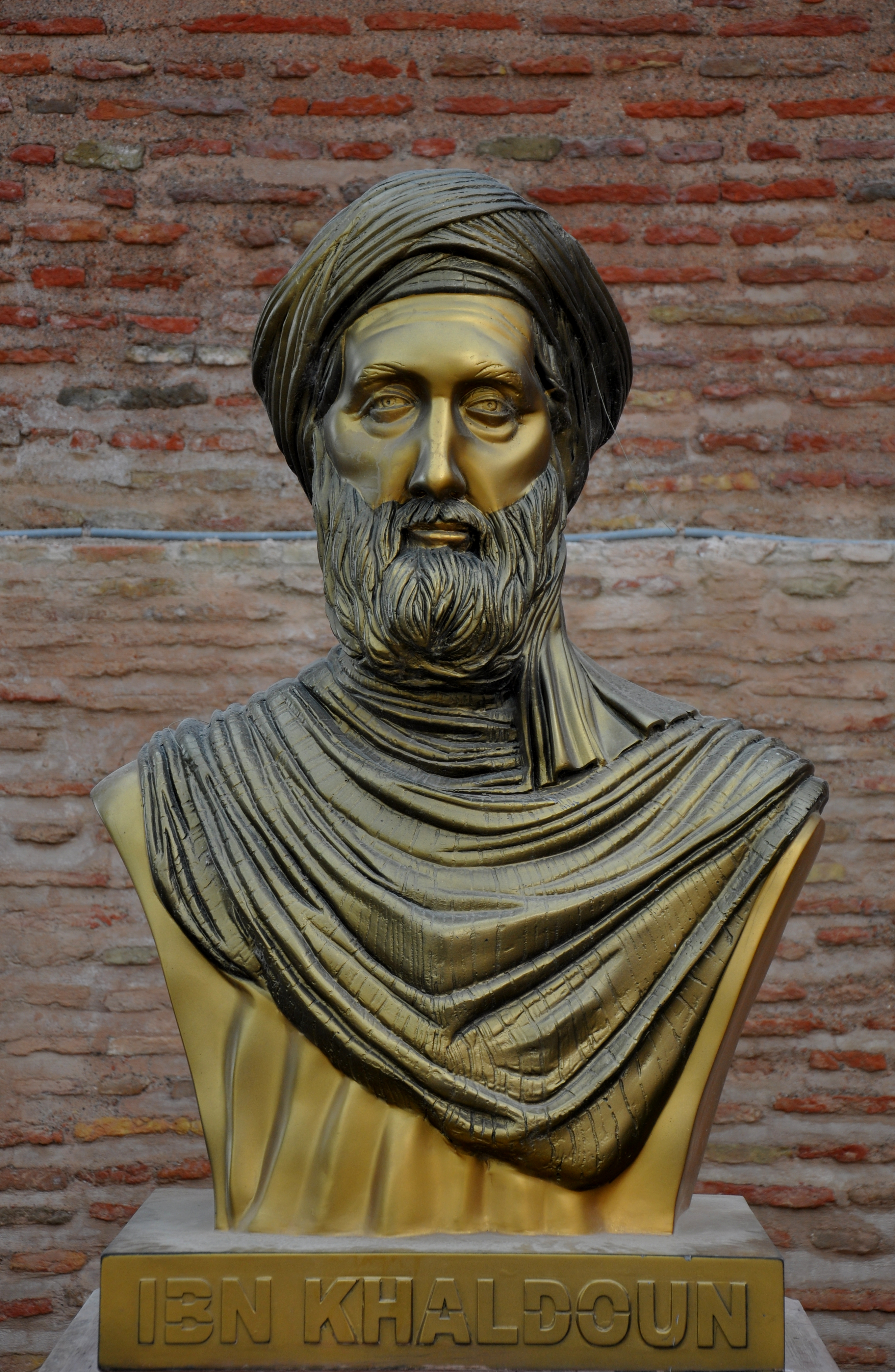
عرض الفيلسوف العربي بن خلدون في مقدمته فكرة تطور الأنواع واتصالها ببعضها وربط بين الإنسان والقرود لكن ضمن ما يُسمي بالتطور الخلقي أي ان الله خلق القرود أولا ثم رأي أن يخلق الإنسان أشبه بالقرود وتختلف عن نظرية التطور الداروينية التي لا تحتاج لخالق بل تعتمد علي الصدف والعشوائية.

الاعتقاد بأن أنواع الحيوانات يمكن أن تتحدر من أنواع أخرى، يعود إلى زمن الفلاسفة الإغريقيين قبل سقراط مثل أناكسيماندر وإيمبيدوكليس. وبخلاف آرائهما المادية، نظر أرسطو إلى كل الأشياء الطبيعية، وليس فقط الكائنات الحية، على أنها تحقيق غير مثالي لاحتمالات طبيعية ثابتة تُعرف «بالأشكال» أو «الأفكار» أو (بالترجمة اللاتينية: «الأنواع»). وهذا كان جزءاً من رؤيته الغائية للطبيعة، إذ كل شيء فيها يؤدي دوراً معداً له في نظام كوني إلهي. اقترح الشاعر والفيلسوف الروماني لوكريتيوس فكرة احتمال حدوث تغيرات تطورية بالكائنات الحية. وشكلت صيغاً مختلفة لهذه الفكرة الفهم العام في العصور الوسطى، وتم ضمها إلى تعاليم المسيحية.
لم يتفق منهج العلم الحديث في القرن السابع عشر مع مأخذ أرسطو، وكان لا بد من البحث عن تفسيرات لظواهر طبيعية بحسب قوانين الطبيعة، والتي كانت تنطبق على كل الأشياء المرئية على حد سواء، ولم تكن هناك حاجة لافتراض أي تصنيفات طبيعية ثابتة أو أي نظام كوني إلهي. ولكن هذا المنهج الجديد أخذ وقتاً ليترسخ في العلوم الأحيائية، والتي أصبحت آخر حصن لمفهوم التصنيفات الطبيعية الثابتة. استعمل جون ري مصطلحاً كان في السابق عاماً أكثر بإشارته إلى التصنيفات الطبيعية الثابتة، ألا وهو «الأنواع»، وذلك للإشارة إلى تصنيفات النبات والحيوان. ولكن بخلاف أرسطو، عرَّف ري بتشدد كل تصنيف من الكائنات الحية على أنه نوع، واقترح أنَّ كل نوع يمكن تمييزه بخواصه التي تدوم مع مرور الأجيال. وكانت هذه الأنواع، وفقاً لري، مصممة من قبل الله، ولكن الاختلافات التي تظهرها سببها الظروف المحلية. التصنيف الحيوي الذي عرضه كارولوس لينيوس عام 1735 كانت الأنواع بحسبه أيضاً ثابتة بموجب تنظيم إلهي.
ومما هو جدير بالذكر أن ابن خلدون، المؤرخ الإسلامي، كان يعتقد بتطور الخلق. وكتب ذلك في كتابه «المقدمة» (أقرأ [**]).
قام بعض علماء التاريخ الطبيعي الآخرون بنفس الفترة الزمنية بوضع فرضيات عن تغير الأنواع التطوري عبر الزمن وفقاً للقوانين الطبيعية.
كتب موبرتيوس عام 1751 عن تغيرات طبيعية تحدث خلال التكاثر وتتراكم عبر أجيال عديدة إلى أن تؤدي لإنتاج أنواع جديدة. واقترح بوفون أنَّ الأنواع قد تتحول إلى كائنات حية مختلفة، واقترح إراسموس داروين أنَّ كل الحيوانات ذات الدم الحار يمكن أن تكون قد تحدرت من كائن حي مجهري واحد أو «خيط». في عام 1809، قام جان-باتيست لامارك بوضع نظريته «تحول الأنواع»، وهي أولى النظريات العلمية الكاملة للتطور، والتي تصور فيها أنَّ تولداً ذاتياً يُنتج باستمرار أشكال حياة بسيطة تطور تعقيدها بسلالات متوازية بنزعة تقدمية فطرية، وأنَّ هذه السلالات، على مستوى محلي، تتكيف مع المحيط عن طريق وراثة التغيرات التي يسببها عدم استعمال الميزات في جيل الآباء. وفيما بعد أُطلق على هذه السيرورة الأخيرة اللاماركية. استنكر هذه الأفكار علماء تاريخ طبيعي معتمدون واعتبروها فرضية تفتقد للدعم التجريبي. وبالتحديد أصر جورج كوفييه على أنَّ الأنواع ثابتة ولا تربطهم صلة قرابة، والتشابهات بينهم تعكس تصميمها الإلهي الخادم للحاجات الوظيفية. وفي هذه الأثناء كان ويليام بيلي قد طوَّر أفكار ري عن التصميم الهادف فأصبحت لاهوتاً طبيعياً، والذي اقترح أنَّ التكيفات المعقدة دليلٌ على التصميم الإلهي، وقد أعجب تشارلز داروين بها.

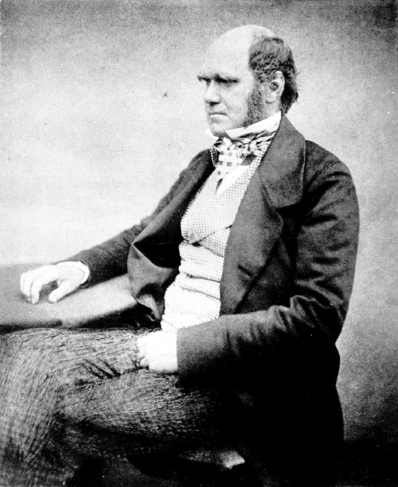
في عام 1842 كتب تشارلز داروين أول مسودة لأصل الأنواع.

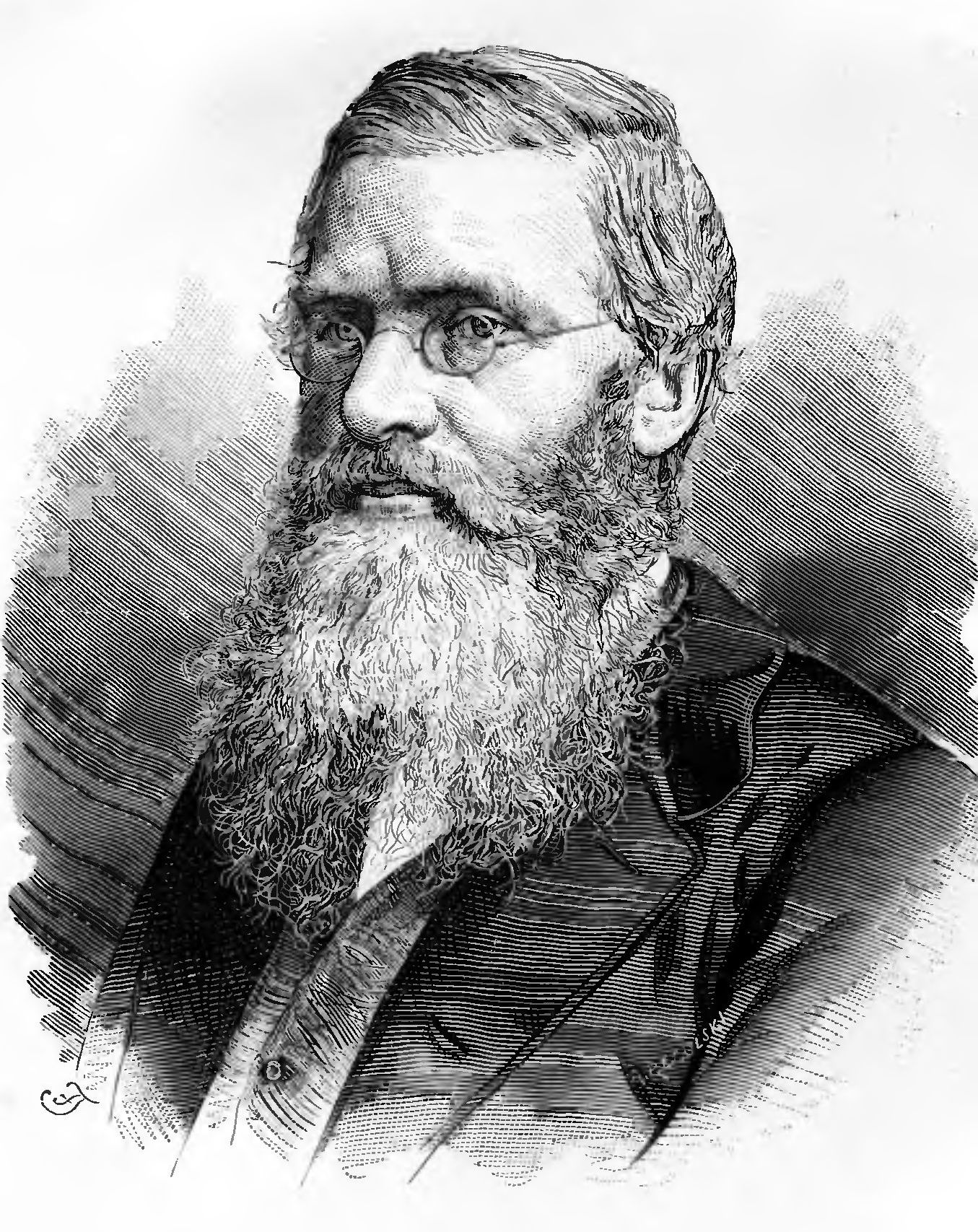
ألفرد راسل والاس اشتهر بتطوير نظريّة التطوّر من خلال الانتقاء الطبيعي بالإشتراك مع تشارلز داروين.

إنَّ الانطلاق الرئيسي من مفهوم الأنواع الثابتة في الأحياء بدأ مع نظرية التطور عن طريق الاصطفاء الطبيعي، والتي صاغها تشارلز داروين. ذكر داروين أنَّ نمو الكثافة السكانية قد يؤدي إلى «صراع من أجل البقاء»، بحيث تسود التنوعات المحبذة فيما البقية تتلاشى. مع كل جيل، الكثير من النسل لا يقدر على البقاء حتى سن البلوغ والتكاثر بسبب الموارد المحدودة. عمل داروين على تطوير نظرية «الاصطفاء الطبيعي» الخاصة به منذ عام 1838، حتى أرسل له ألفرد راسل والاس نظريته المشابهة عام 1858. وعَرَضَ كل منهما على حده دراسته على جمعية لندن اللينية. في آخر عام 1859، الطريقة التي شُرح بها الاصطفاء الطبيعي في كتاب أصل الأنواع لداروين أدت لقبول واسع آخذ بالازدياد للتطور الدارويني. وقام توماس هنري هكسلي بتطبيق أفكار داروين على البشر، وذلك بالاستناد إلى علم الأحياء القديمة والتشريح المقارن من أجل تقديم دليل قوي على أن البشر والقردة لديهم سلف مشترك. والبعض انزعج من هذه الفكرة لكونها تتضمن تلميحاً إلى أنه ليس للبشر مكانة مميزة في الكون.
هناك أمور بقيت لغزاً مثل الآليات المحددة التي تحدث بها الوراثة التناسلية ومصدر السمات الجديدة. ولذلك قام داروين بتطوير نظريته المؤقتة المسماة شمولية التخلق. في عام 1865، أعلن غريغور مندل أنَّ السمات تُورث بشكل يمكن التنبؤ به بواسطة التوزيع المستقل وفصل العوامل (أصبحت تُعرف بالجينات فيما بعد). في نهاية المطاف استبدلت قوانين مندل الوراثية معظم نظرية شمولية التخلق لداروين. قام أوغست وايزمان بالتمييز بين الخلايا المُنتِشة (البيوض والحيوانات المنوية) وبين الخلايا الجسدية، بحيث وضَّح أنَّ الوراثة تمرُّ عن طريق الخط الإنتاشي فقط. هيوغو دا فريس ربط نظرية شمولية التخلق لداروين مع تمييز وايزمان بين الخلية الجسدية والإنتاشية، واقترح أنَّ الجينات الشاملة في نظرية داروين كانت متركزة في نواة الخلية، وعندما يُعَبَّر عنها جينياً تنتقل إلى السيتوبلازما لتقوم بتغيير تركيبات الخلايا. دا فريس كان أيضاً أحد الباحثين الذين جعلوا أعمال مندل تشتهر، إذ اعتقد أنَّ السمات المندلية توافقت مع انتقال الاختلافات الوراثية عبر الخط الإنتاشي. من أجل تفسير كيفية نشوء الاختلافات، طوَّر دا فريس نظرية طفور أدت إلى ظهور انشقاق مؤقت بين الذين قبلوا التطور الدارويني وبين الأخصائيين في الإحصاء الحيوي الذين تحالفوا مع دا فريس. وفي مطلع القرن العشرين، قام روادٌ في مجال الوراثيات السكانية، مثل جون هالدين، سيوال رايت، ورونالد فيشر، بوضع أسس التطور في فلسفة إحصائية. وهكذا تم حل التناقض الخاطيء بين نظرية داروين، الطفرات الجينية، والوراثة المندلية.
في سنوات العشرينات والثلاثينات، ربط الاصطناع التطوري الحديث بين الاصطفاء الطبيعي ونظرية الطفور والوراثة المندلية، ووحَّدها في نظرية تنطبق بوجه عام على أي فرع في علم الأحياء. من خلال الاصطناع التطوري الحديث يمكن تفسير الأنماط الملاحظة في الأنواع بالتجمعات الأحيائية، وذلك باستعمال الأحافير الانتقالية في علم الأحياء القديمة، وأيضاً بواسطة الآليات الخلوية المعقدة في علم الأحياء النمائي. إنَّ نشر مبنى الدنا لجيمس واتسون وفرنسيس كريك عام 1953 عرض أساساً مادياً للوراثة. وقد حسَّن علم الأحياء الجزيئي من فهمنا للعلاقة بين النمط الظاهري والنمط الجيني. حدثت تقدمات في النظاميات الفيلوجينية، وبتخطيط انتقالات السمات في إطار مقارن وقابل للاختبار باستعمال الشجرة التطورية. في عام 1973، كتب عالم الأحياء التطوري ثيودوسيوس دوبجانسكي: «لاشيء في علم الأحياء يكون منطقياً إلا في ظل التطور»، وذلك لأن التطور وضَّح العلاقات بين حقائق ظهرت على أنها منفصلة في التاريخ الطبيعي، وجعلها مجموعة معارف تفسيرية متماسكة تصف وتتنبأ بالكثير من الحقائق الملاحظة عن الحياة في هذا الكوكب.
ومنذ ذلك الحين، تم توسيع الاصطناع الحديث أكثر ليشمل تفسير الظواهر الأحيائية في السلم الكامل والتكاملي للتدرج الحيوي، من الجينات للأنواع. وسُمي هذا التوسيع «بإيكو-إيفو-ديفو» (بالإنجليزية: eco-evo-devo).

## الوراثة

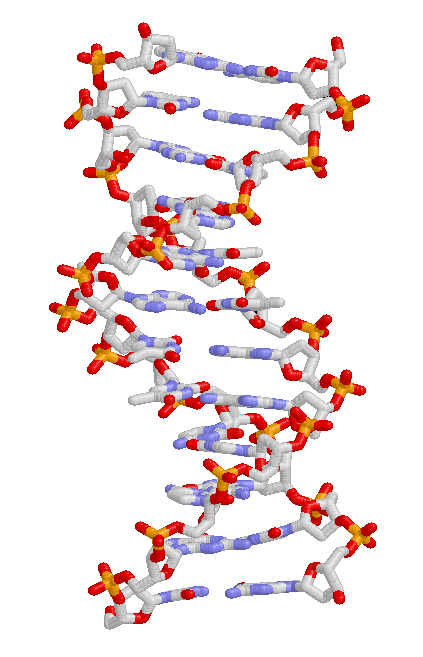
بنية الدنا. القواعد في المركز، محاطة بسلاسل فوسفات-سكر على شكل حِلِزُّ مزدوج.

التطور في الكائنات الحية يحدث بفعل التغيّرات التي تطرأ على السمات الوراثية، وهي صفات محددة قابلة للتوريث في الكائن الحي. فمثلاً، لون العينين في الإنسان يُعَدّ صفة وراثية، إذ يمكن للشخص أن يرث سمة «العينين البنيتين» من أحد أبويه. الجينات هي التي تتحكم بهذه السمات الوراثية. مجموعة الجينات الكاملة الموجودة في الجينوم الخاص بالكائن الحي تُسَمَّى بالنمط الجيني لذاك الكائن.
مجموعة السمات الظاهرية التي تشكل بنية الكائن الحي وسلوكه تُسَمَّى النمط الظاهري لذاك الكائن. هذه السمات تتأتى عن تفاعل نمط الكائن الحي الجيني مع بيئته، ولهذا السبب الكثير من السمات الظاهرية لا تُوَرَّث. على سبيل المثال، التسفع يحدث نتيجة لتفاعل النمط الجيني للشخص مع أشعة الشمس، ولذلك الذرية لا ترث السمرة. إلا أنَّ الاختلاف بين الأفراد بالنمط الجيني ينتج عنه تفاوت بقابلية التأثر بأشعة الشمس. أبرز مثال على ذلك هم من يملكون سمة المهق (الألبينية)، إذ لا يمكنهم الاسمرار أبداً وهم أكثر عرضة للإصابة بحروق الشمس.
تُنقل السمات الوراثية من جيل لآخر بواسطة الدنا، وهو جزيء يحتوي على معلومات وراثية. وهو بوليمر طويل مُكوَّن من أربعة أنواع من النوكليوتيدات. إنَّ تسلسل هذه النيوكليوتيدات في جزيء الدنا هو الذي يحدد المعلومات الوراثية، مثلما يحدد تسلسل الأحرف معنى الجملة. قبل كل انقسام خلوي، يتضاعف جزيء الدنا الخاص بالخلية، فتحصل كل من الخليتين الابنتين على سلسلة دنا تحمل نفس المعلومات الوراثية. كل قسم من الدنا يمثِّل وحدة وظيفية واحدة يسمَّى بالجين؛ الجينات المختلفة تحتوي على تسلسلات مختلفة من النيوكليوتيدات. تنتظم تسلسلات الدنا في الخلايا لتشكل بُنى مكَدَّسة تُعْرَف بالكروموسومات. الموضع المحدد الذي يحتله تسلسل دنا معين في الكروموسوم يُسمَّى الموضع الكروموسومي (locus). تسلسلات الدنا التي تشغل مواضع كروموسومية متناظرة قد تختلف بين الأفراد بترتيب النيوكليوتيدات، وهذه الصيغ المختلفة لتسلسلات الدنا يُطلق عليها ألائل. الاختلاف بين تسلسلات الدنا يمكن أن يحدث بسبب الطفرات، وينتج عن ذلك ألائل جديدة. عندما تحدث طفرة في الجين، فإنَّ الأليل الجديد الناتج يمكن أن يؤثر على السمات التي يتحكم بها ذاك الجين، مما يؤدي بالتالي لحدوث تغيير في النمط الظاهري للكائن الحي الذي حدثت به الطفرة. إلا أنَّ هذه العلاقة البسيطة المباشرة بين الأليل والنمط الظاهري تتحقق في بعض الحالات فقط. فمعظم سمات النمط الظاهري هي أكثر تعقيداً من ذلك، وتكون ناتجة عن تفاعل بين عدة جينات تتحكم بهذه السمات.
لقد أثبتت نتائج دراسات حديثة أنَّ بعض التغيّرات القابلة للتوريث لا يمكن أن تعزى لتغيّر تسلسل القواعد في الدنا. هذه الظاهرة تُصَنَّف على أنها نظام وراثي لاجيني. وقد تم اكتشاف أنظمة وراثية لاجينية على مستوى الكائنات الحية في المجالات التالية:
- دمغ الكروماتين عن طريق مثيلة الدنا (بالإنجليزية: DNA methylation).
- عمليات أيضية مستديمة ذاتياً (بالإنجليزية: self-sustaining metabolic loops). تُطِيلُ فيها البروتينات الناتجة عن جين ما فعاليَّة نفس الجين.
- إسكات الجين عن طريق تداخل الحمض النووي الريبوزي.
- بنية البروتينات الفراغية ثلاثية الأبعاد، مثل البريون.[82][83]

اقترح العلماء المختصون بعلم الأحياء النمائي أنَّ التفاعلات المعقدة التي تحدث في الشبكات الجينية وعمليات التواصل بين الخلايا، قد تتسبب في نشوء تنوعات جينية قابلة للتوريث يمكن أن تمثِّل الأساس الذي تقوم عليه بعض الآليات في التكيفية النمائية والمتانة. التوريث قد يحدث أيضاً على نطاقات أوسع، فمثلاً التوريث البيئي الذي يحدث كنتيجة لعمليات بناء الموطن (بالإنجليزية: niche construction)، يعرَّف على أنه النشاطات المنتظمة والمتكررة التي تقوم بها الكائنات في بيئتها. وهذا يولد، بمرور الزمن، إرثاً من التأثيرات البيئية التي تعدل في نظام الانتخاب الطبيعي الذي سيقع على الأجيال اللاحقة. هكذا ترث الذرية الجينات، بالإضافة للخصائص البيئية التي تولدت عن نشاطات الأسلاف البيئية. هنالك أمثلة أخرى على وراثات لا تتحكم بها الجينات بشكل مباشر، ومنها توريث السمات الثقافية، وأيضاً ما يعرف بالنشوء التعايشي.

## التنوع

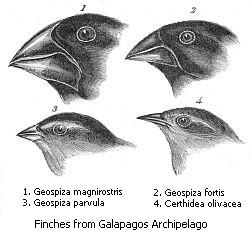
أنتجت العزلة الجغرافية للعصافير في جزر غالاباغوس أكثر من اثني عشر نوعًا جديدًا.

النمط الظاهري لأي كائن حي يتأتى من نمطه الجيني وتأثره بالبيئة التي يعيش بها. جزء كبير من الاختلاف في الأنماط الظاهرية بين الكائنات الحية يعود للاختلاف في أنماطها الجينية. الاصطناع التطوري الحديث يُعرّف التطور على أنه التغير الذي يطرأ على التنوع الجيني (بالإنجليزية: genetic variation) بمرور الزمن. يمكن قياس مقدار التنوع الجيني في التجمعات من خلال حساب تواتر الألائل. تواتر أليل معين هو نسبة عدد نسخ هذا الأليل إلى عدد نسخ كل ألائل نفس الجين، ومدى تواتر الأليل قد يزداد أو يقل بالمقارنة مع الألائل الأخرى لنفس الجين. التنوع يختفي عندما يصل أليل جديد لمرحلة التثبيت (بالإنجليزية: fixation)، هذا يعني إما أنه يختفي تماماً أو يستبدل الأليل السلفي بالكامل.

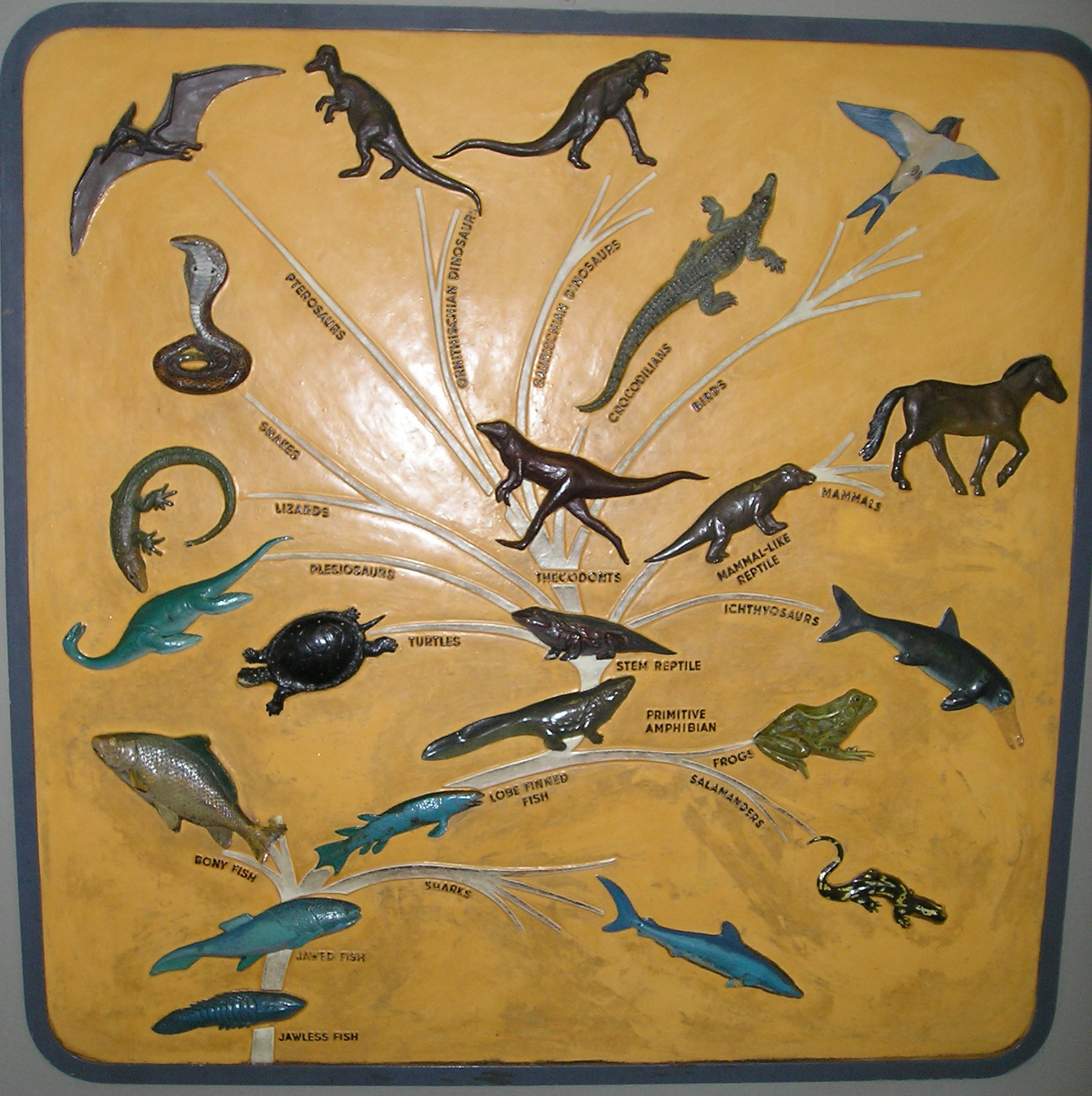
تطور الفقاريات.

الانتخاب الطبيعي يسبِّب التطور فقط إذا توفَّر لدى التجمع قدرٌ كافٍ من التنوع الجيني. قبل اكتشاف علم الوراثة المندلي، إحدى الفرضيات السائدة كانت الوراثة الخلطية. ولكن بالوراثة الخلطية التنوع الجيني يُفقد بسرعة، الأمر الذي يجعل التطور من خلال الانتخاب الطبيعي بعيد الاحتمال. مبدأ هاردي-واينبيرغ يقدم حلاً للكيفية التي يُحَافَظُ بها على التنوع في التجمع الأحيائي بتوافق مع الوراثة المندلية. تواتر الألائل في التجمع الأحيائي يبقى ثابتاً بغياب كلٍ من الاصطفاء، الطفرات، الهجرة، والانحراف الوراثي.
مصادر التنوع الجيني هي: حدوث الطفرات في المادة الوراثية، وإعادة خلط الجينات عن طريق التكاثر الجنسي أو بواسطة الهجرة ما بين التجمعات الأحيائية (ما يُعْرَف بانسياب الجينات). رغم تَسَبُّب الطفرات وانسياب الجينات بإدخال مستمر للتنوعات الجينية، إلا أنَّ الأفراد التابعين لنفس النوع يتطابقون في معظم الجينوم الخاص بهم. ولكن حتى الاختلافات الضئيلة نسبياً في النمط الجيني قد تؤدي لاختلافات جذرية في الأنماط الظاهرية. فالاختلاف بين جينوم الإنسان وجينوم الشامبانزي، على سبيل المثال، هو حوالي 5% فقط.

### الطفرة

تضاعف جزء من كروموسوم

الطفرات هي تغيّرات تحدث في تسلسل الدنا الخاص بجينوم خلية ما. عندما تحدث الطفرات، قد لا يكون لها أي تأثير، أو قد تُحدث تغييراً في النواتج الجينية، أو قد تعطل الجين وتمنعه عن العمل. وبناءً على دراسات تمَّت على ذباب الفاكهة (بالإنجليزية: Drosophila melanogaster)، أشير إلى أنَّ التغيير الذي تُحدِثه الطفرة في بروتين أنتجه الجين، من الممكن أن يكون مؤذياً، إذ تصل نسبة الطفرات ذات التأثيرات الضارّة إلى 70%، أما البقية منها فتكون إما محايدة، أو نافعة لدرجة ضئيلة.
تحدث الطفرات أحياناً عن طريق تضاعف أجزاء كبيرة من الكروموسوم (عادةً بواسطة التأشيب الجيني)، الأمر الذي قد يُدخل إلى الجينوم نسخاً زائدة من الجين. وتمثِّل هذه النسخ الزائدة المصدر الرئيسي للمواد الأولية اللازمة لنشوء جينات جديدة. هذا الأمر مهم لأن معظم الجينات الجديدة تتطور ضمن عائلات جينية من جينات سابقة الوجود ترجع لأسلاف مشتركة. فمثلاً، العين البشرية تستعمل أربعة جينات لتصنع التراكيب التي تستشعر الضوء: ثلاثة لرؤية الألوان، وواحد للرؤية الليلية. وجميعها تنحدر من سلف مشترك واحد.
يمكن أن تتولد جينات جديدة من جين سلفي عندما تحدث طفرة في نسخة زائدة له ومن ثم تكتسب وظيفة جديدة. وهذه السيرورة تصبح أسهل ما إن يتضاعف الجين، وذلك لأن إضافية النظام (بالإنجليزية: redundancy) تزداد، إذ تكتسب إحدى النسختين وظيفة جديدة بينما تحافظ النسخة السلفية على وظيفتها الأصلية. وهناك أنواع أخرى من الطفرات يمكنها أن تُوَلِّد جينات جديدة كلياً من أجزاء الدنا غير المُشَفِّرَة (بالإنجليزية: noncoding DNA)‏.
توليد جينات جديدة يمكن أن يتم أيضاً عن طريق تضاعف قطع صغيرة من جينات مختلفة، بحيث تختلط هذه القطع فيما بعد، وتتحِّد لتكوِّن جينات جديدة ذات وظائف جديدة. في هذه الحالة، أي عندما تُجمَّع جينات جديدة عن طريق خلط قطع موجودة سابقاً، فإنَّ النطاقات البروتينية الناتجة عن ترجمة هذه الجينات تتصرف كوحدات ذات وظائف مستقلة وبسيطة، التي يمكن تجميعها لإنشاء توليفات جديدة بوظائف جديدة ومعقدة. يُعَدّ مثالاً على ذلك الإنزيم المُصنِّع لمتعدد الكيتيد (بالإنجليزية: polyketide synthase) - إنزيم كبير مسؤول عن تصنيع المضادات الحيوية - الذي يحتوي على ما يقارب المئة نطاق بروتيني مستقل. وكل نطاق يقوم بخطوة مخصصة له من العملية الكلية، وبذلك يسّرع ويحفّز الإنتاج، على غرار نظام خط الإنتاج.

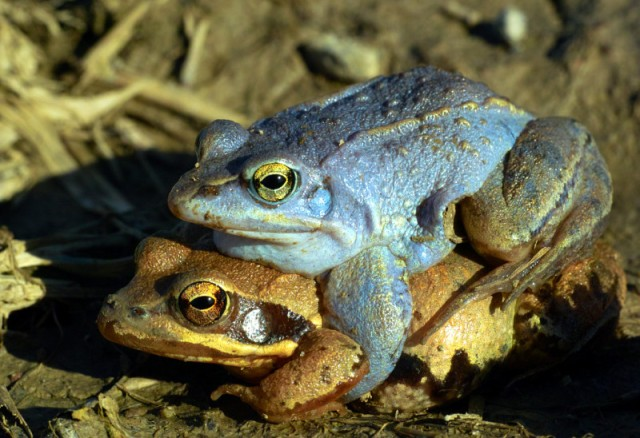
تصبح ذكور الضفادع زرقاء اللون خلال ذروة موسم التزاوج. قد يكون الانعكاس الأزرق شكلاً من أشكال التواصل بين الجنسين. من المفترض أن الذكور ذوي اللون الأزرق الفاتح قد يشيرون إلى قدر أكبر من اللياقة الجنسية والوراثية.

### الجنس والتأشيب
في التكاثر اللاجنسي، تُوَرَّث الجينات سوياً، بحيث تكون مترابطة. فهي لا تختلط مع أي جينات لكائنات حية أخرى عند التكاثر. بينما في التكاثر الجنسي، يرث النسل مزيجاً عشوائياً من كروموسوما الأبوين، الذي ينشأ بموجب مبدأ التوزيع المستقل (بالإنجليزية: independent assortment)، الذي ينصّ على أنَّ توارث صفة معينة بنمطٍ مندلي لا يؤثر على توارث سمات أخرى بأي شكلٍ من الأشكال. وفي سيرورة أخرى ذات صلة، المعروفة بالتأشيب المتماثل، يتمّ في الكائنات الحية الجنسية تبادُل الدنا بين كروموسومين متماثلين. لا ينتج عن التأشيب أو إعادة التوزيع أي تغيير في تواتر الألائل، وإنما في الترابطات بينها، مما ينتج سلالة ذات توليفات جديدة من الألائل. العملية الجنسية في العادة تزيد من التنوع الجيني، وفي بعض الأحيان تزيد من معدل التطور.

مقاومة المضادات الحيوية.

### انسياب الجينات
الانسياب الجيني (بالإنجليزية: gene flow) هو تبادل الجينات الذي يتم بين التجمعات الأحيائية أو الأنواع، وبذلك يمكن أن يمثِّل الانسياب مصدراً لتنوعات جديدة بالنسبة للتجمع أو النوع. ما يمكن أن يسبب الانسياب الجيني هو تنقل الأفراد بين تجمعات أحيائية منفصلة. فالانسياب قد يسببه، على سبيل المثال، تنقل الفئران بين المناطق الداخلية والساحلية. أو، كمثال آخر، تنقل اللواقح بين تجمعات الأعشاب المُتحمِّلة للفلزات الثقيلة وتلك الحساسة لها.
انتقال الجينات بين الأنواع يحدث من خلال تهجين الأحياء، أو نقل الجينات الأفقي. إنَّ ما يُقصد بهذا الأخير هو نقل المعلومات الوراثية من كائن حي لآخر ليس من ذريته. هذه العملية هي شائعة أكثر ما يكون لدى البكتيريا. وفي الطب، هذا الأمر يسهم في نشر مقاومة المضادات الحيوية. فحين تحصل إحدى البكتيرات على الجينات التي تُكْسِبُها المقاومة، يصبح بإمكانها نشرها بسرعة لأنواع أخرى من البكتيرات. في بعض الحالات قد تنتقل الجينات من بكتيريا إلى الخلايا حقيقيات النواة. وقد أثبت هذا مخبريا في حالات كخميرة الجعة (بالإنجليزية: Saccharomyces cerevisiae) وخنافس لوبيا أزوكي (بالإنجليزية: Callosobruchus chinensis).‏ وأحد الأمثلة على الانتقالات الجينية واسعة النطاق هو الدوارات العلقية، إذ أنها تلقَّت جينات من البكتيرات، الفطريات والنباتات. الفيروسات أيضاً يمكنها نقل معلومات وراثية بين الكائنات، متيحةً للجينات الانتقال حتى عبر الإمبراطوريات.
وقد حدث انتقال جيني على نطاق واسع أيضاً بين أسلاف الخلايا حقيقية النواة وأسلاف البكتيرات، وذلك خلال الفترة التي تمَّ فيها اكتساب الصانعات اليخضورية، والمايتوكوندريا. ومن المحتمل أنَّ حقيقيات النواة كانت قد نشأت من الانتقال الأفقي للجينات فيما بين البكتيرات والعتائق.

## آليات التطور
من منظور الدارونية الجديدة (بالإنجليزية: Neo-Darwinism)، التطور يحدث عندما يتغير تواتر الأليل في تجمع أحيائي يتزاوج أفراده فيما بينهم، كما في حال ازدياد تواتر أليل اللون الأسود في تجمع من العثات. الآليات التي تؤدي لتغيّر توافر الأليل تتضمَّن: الاصطفاء الطبيعي، الانحراف الوراثي، الترافق الجيني، الطفرات، وانسياب الجينات.

### الاصطفاء الطبيعي

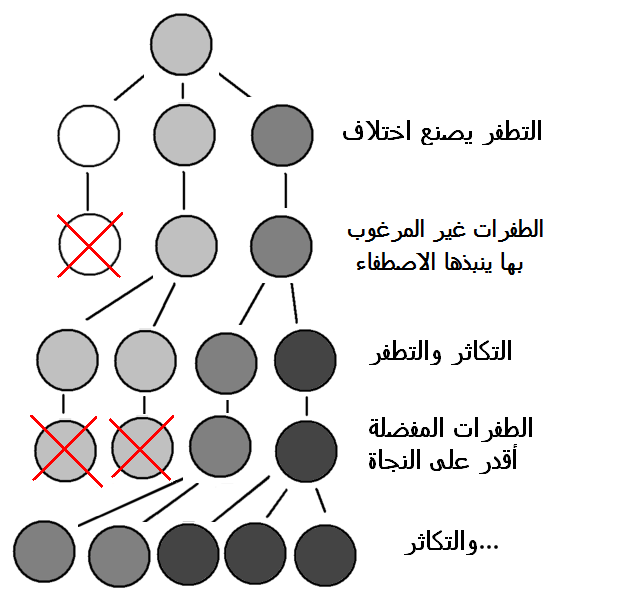
طفرة متبوعة باصطفاء طبيعي، ينتج عنها تجمع ذو لون أغمق

التطور من خلال الاصطفاء الطبيعي هو العملية التي تصبح فيها الطفرات الجينية التي تحسن من فرص تكاثر النوع شائعة أكثر في الأجيال التجمع اللاحقة. كثيراً ما توصف هذه الآلية بأنها بديهية، وذلك لأنها تنبع من ثلاث حقائق بسيطة:
- يوجد تنوع قابل للتوريث في كل تجمُّع أحيائي.
- عدد النسل الكلّي الذي تنجبه الكائنات الحية يزيد عن عدد النسل الذي يستطيع النجاة والتكاثر.
- يتباين أفراد هذا النسل بمقدرتهم على النجاة والتكاثر.

تخلق هذه الظروف تنافساً على فرص البقاء والتكاثر بين الأفراد. وعلى هذا، الكائنات الحية التي تحمل سمات تعطيها أفضلية على منافسيها، تعيش وتتكاثر لتُوَرِّث تلك السمات النافعة للأجيال اللاحقة، في حين لا تُوَرَّث السمات التي لا تمنح أي أفضلية لأصحابها.

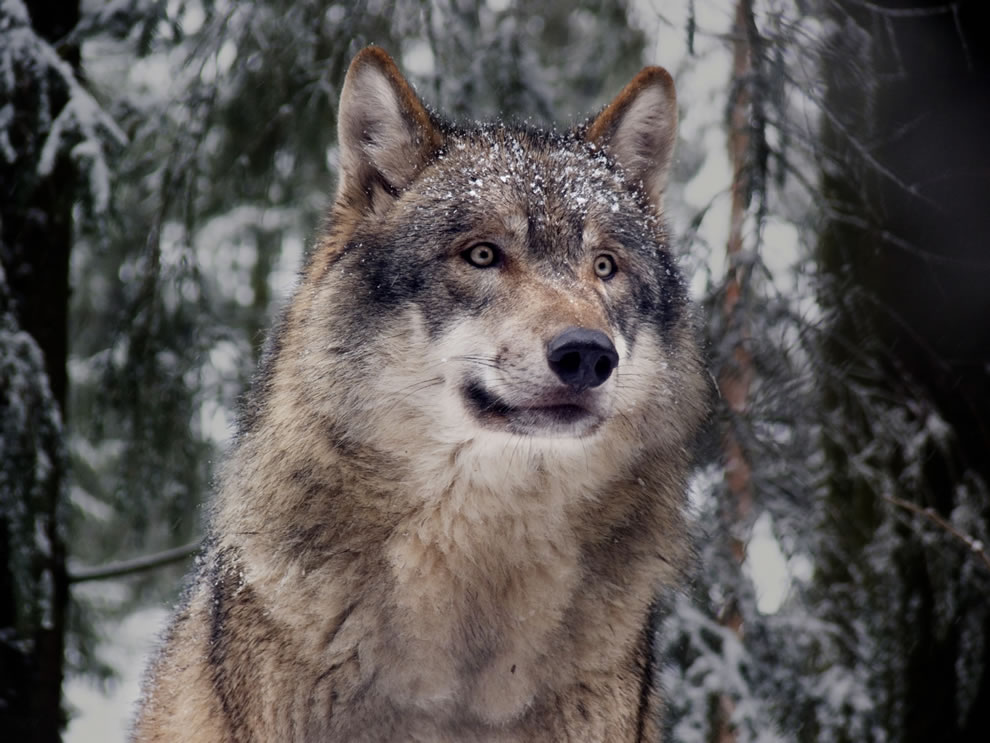
تنحدر الذئاب والثعالب والكلاب من سلف مشترك ضمن فصيلة الكلبيات.

الفكرة المحورية في الاصطفاء الطبيعي هي الصلاحية التطورية (بالإنجليزية: evolutionary fitness) للكائن الحي.

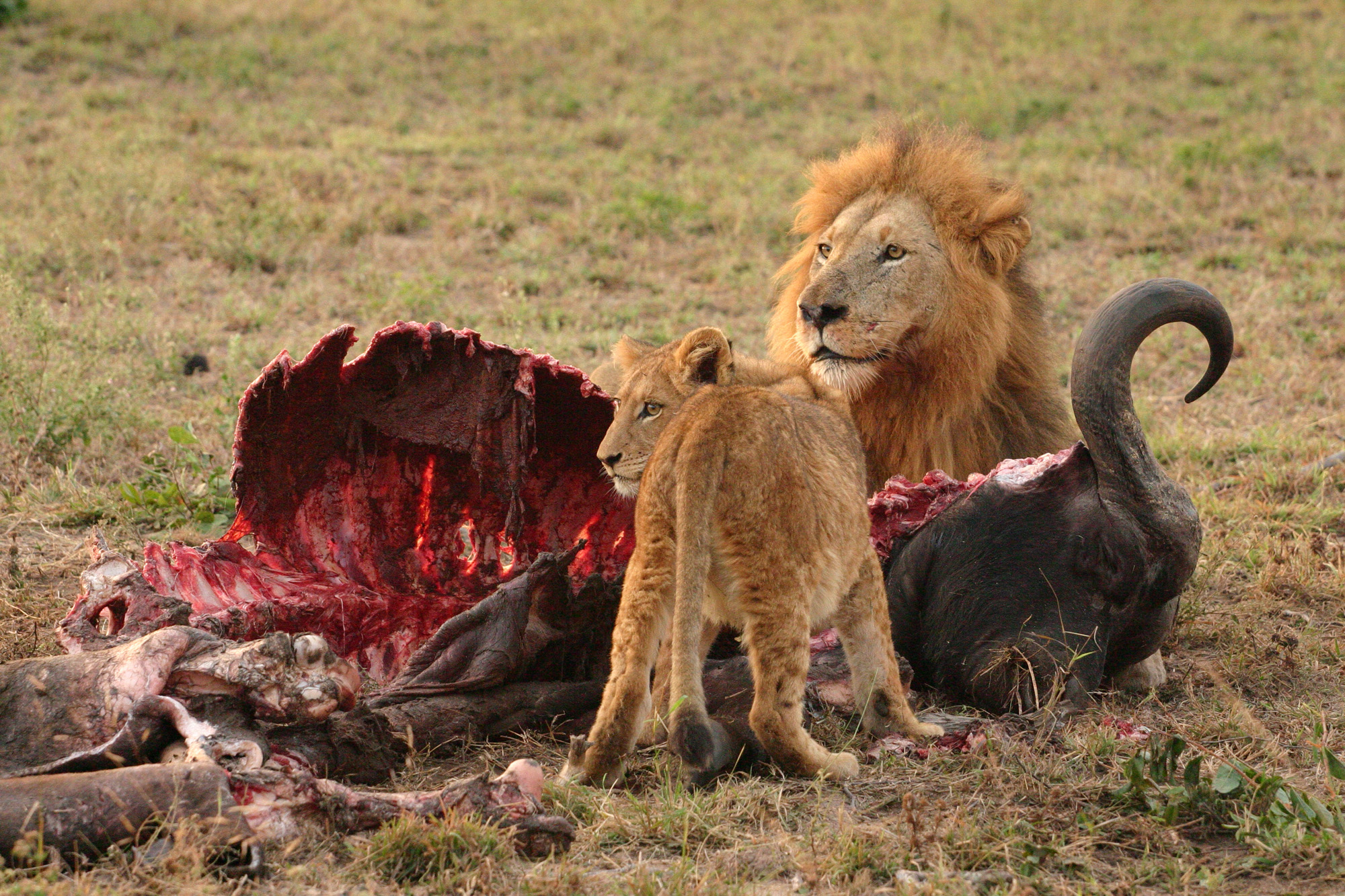
الصراع من أجل البقاء بين الكائنات الحية.

الصلاحية تُقاس بقدرة الكائن الحي على البقاء والتكاثر، وهذا ما يُحدد حجم مساهمته بتوريث الجينات للأجيال اللاحقة. على أن صلاحية الكائن لا يُعَبَّر عنها بعدد النسل الذي ينجبه، وإنما بنسبة الأفراد الحاملين لجيناته في الأجيال اللاحقة. على سبيل المثال، الكائن الحي القادر على النجاة بفعالية والتكاثر بسرعة، لكن بنفس الوقت ذريته ضعيفة وغير قادرة على النجاة والتكاثر، تُعتبر مساهمته الجينية للأجيال اللاحقة قليلة، مما يجعله قليل الصلاحية.

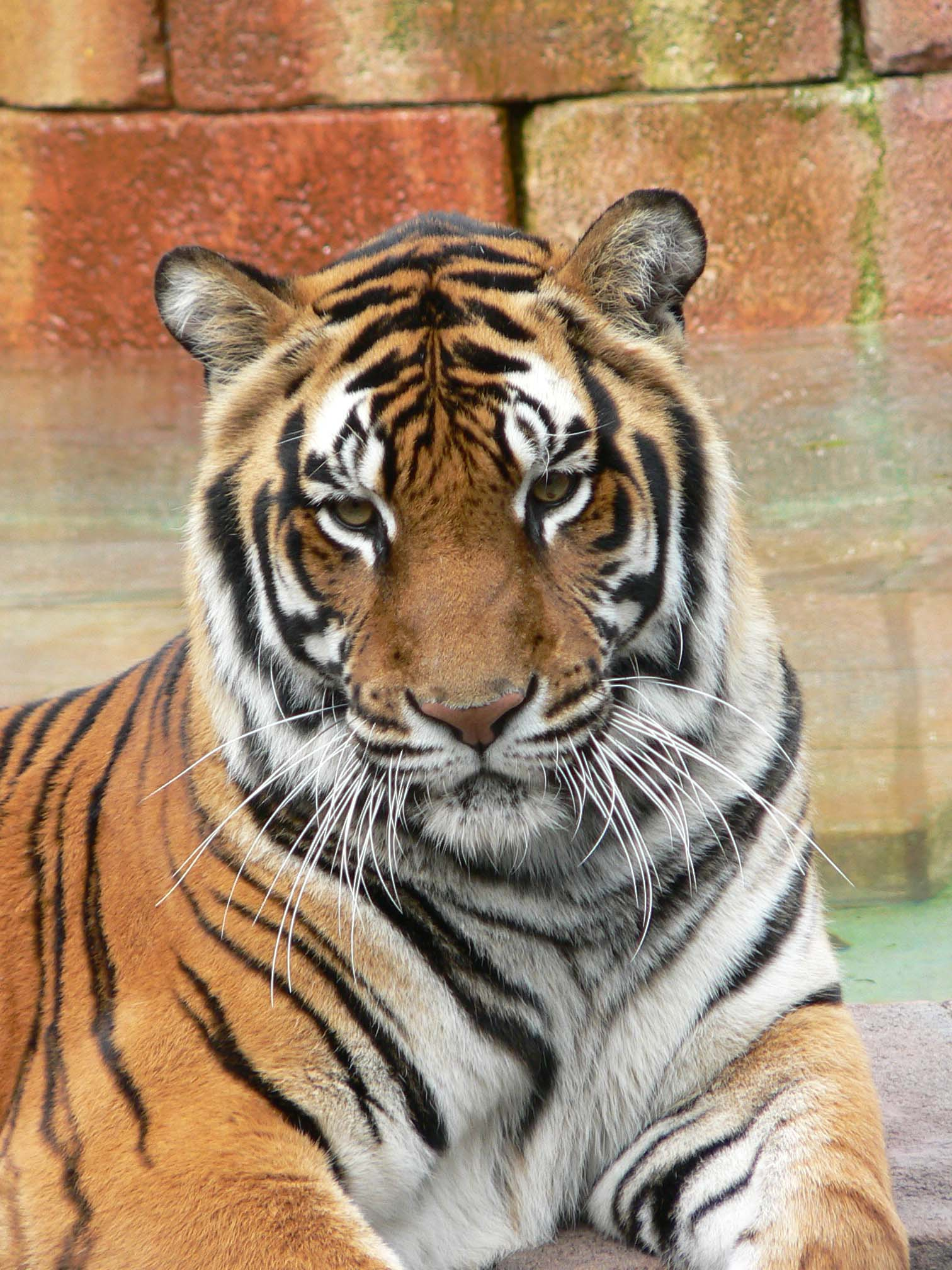
تنحدر النمور والأسود والفهود من سلف مشترك مع القطط ضمن فصيلة السنوريات.

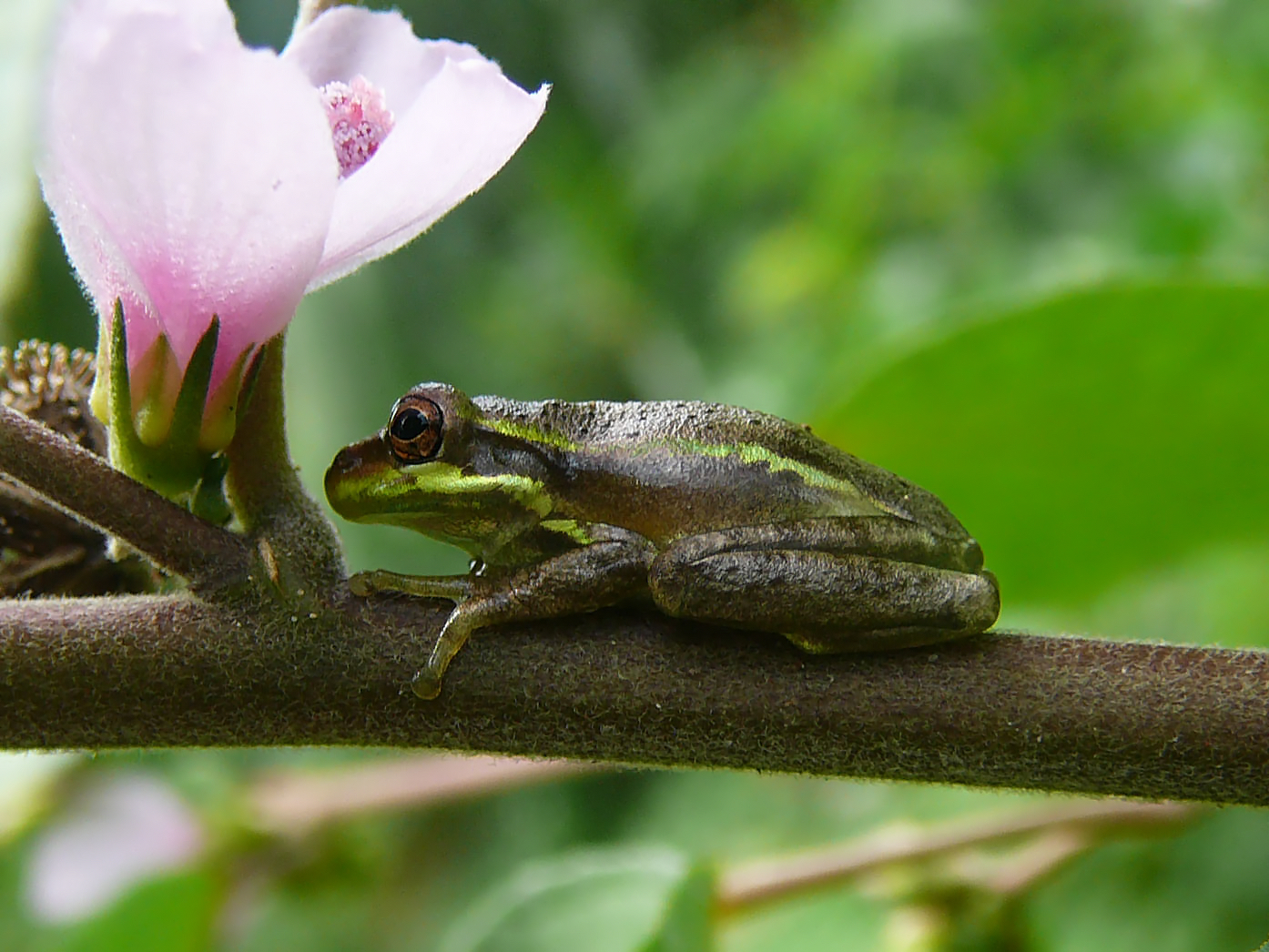
تطورت الضفادع من أسلاف سمكية.

عندما يزيد أحد الألائل الصلاحية أكثر من غيره، فإنَّه سيزداد توافراً في التجمُّع مع ظهور كل جيل جديد. فالانتخاب «يحابي» هذا الأليل. البقاء المُعَزَّز والخصوبة الزائدة هي من الأمثلة على سمات تزيد من الصلاحية. فيما الأليل الضارّ أو الأقل فائدة يحطّ من الصلاحية، وبالتالي يقلّ توافره في التجمع. أي أن الانتخاب «ينبذ» هذا الأليل. تجدر الإشارة إلى أن صلاحية الأليل ليست معطًى ثابتاً، إذ مع تغيّر الظروف البيئية، السمات الضارّة أو المحايدة سابقاً قد تصبح مفيدة. وبنفس الطريقة، السمات المفيدة سابقاً قد تصبح ضارّة. أي أنَّ مسار الاصطفاء بهذه الطريقة يتم باتجاه عكسي. لكن مع ذلك، التطور لا يمكن أن يكون عكوسياً أيضاً؛ فالسمات التي فُقِدَت فيما مضى، لا يمكن أن تظهر ثانيةً باتباع نفس المسار التطوري (انظر مبدأ اللاعكوسية لدولو).

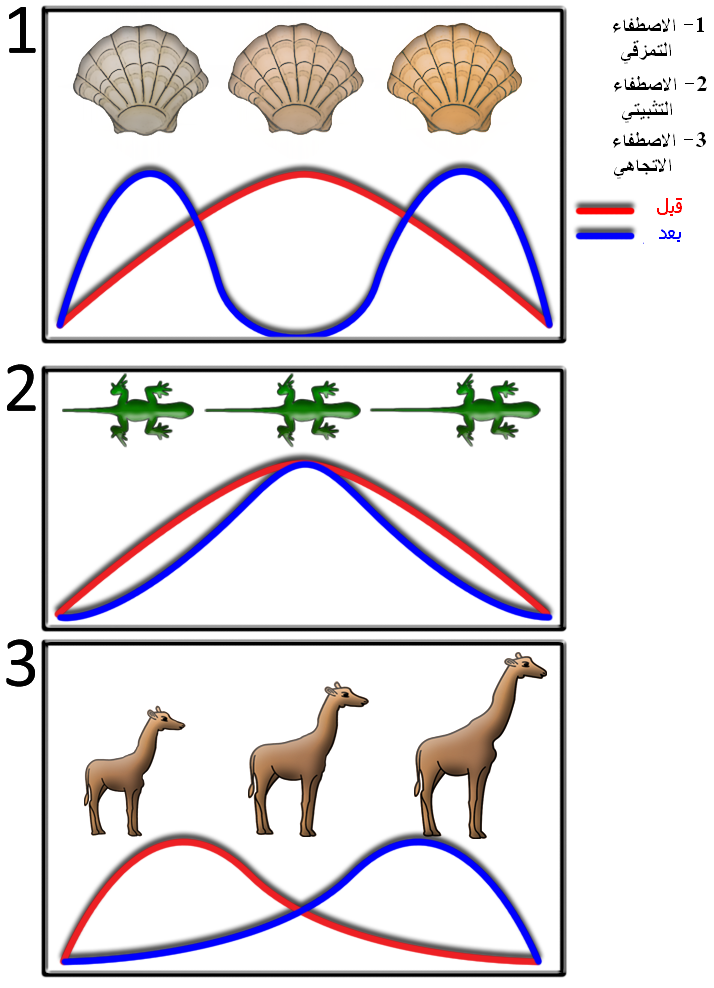
رسم بياني يظهر الثلاثة أنواع من الانتقاء. 1. الاصطفاء التمزقي. 2. الاصطفاء التثبيتي. 3. الاصطفاء الاتجاهي

الاصطفاء الطبيعي الواقع على سمات كميَّة ذات قيم متباينة، كالطول مثلاً، يُصَنَّف لثلاثة أنواع. الأول هو الاصطفاء الاتجاهي (بالإنجليزية: directional selection). وهو يحابي قيمة معينة للسمة، مما يزيد شيوعها لتصبح هي القيمة المتوسطة، فتتحرك دالة السمة باتجاه اليمين أو اليسار على مرّ الزمن، كما في حال ازدياد طول أفراد نوع ما بمعدّل بطيء. النوع الثاني، الاصطفاء التمزقي (بالإنجليزية: disruptive selection)، يحابي قيمتان حرجتان للسمة، وينبذ القيمة المتوسطة. فيصبح للسمة منوالان. هذا يحدث، على سبيل المثال، عندما تكون الأفضلية في البيئة إما لكائنات طويلة أو قصيرة، ولكن ليس لمتوسطة الطول. النوع الثالث والأخير هو الاصطفاء التثبيتي (بالإنجليزية: stabilizing selection). فيه تُنبَذ قيم السمة الحرجة وتُحابَى القيمة المتوسطة، فيثبت التجمع عليها، ممّا يقلل من التنوع الجيني ومن تفاوت القيم حول القيمة المتوسطة، وذلك مثل أن يتقارب أفراد التجمع من نفس الطول المتوسط بمعدل بطيء.
الاصطفاء الجنسي هو حالة خاصة من الاصطفاء الطبيعي، وهو يحابي السمات التي تعزز من النجاح التناسلي (بالإنجليزية: reproductive success) للكائن الحي باستهوائها للجنس الآخر. السمات التي تطورت بفعل الاصطفاء الجنسي تتجلى على الأخص في ذكور بعض فصائل الحيوانات. وذلك على الرغم من أن بعضها يقلل من فرص بقائهم، بما فيها القرون الثقيلة، نداءات التزاوج، والألوان الزاهية الملفتة للمفترسين. إلا أنَّ نقطة الضعف هذه يُعَوض عنها بالنجاح التناسلي المُعَزَّز لدى الذكور الحاملين لتلك السمات المكلفة وصعبة التزييف، التي تم اصطفاؤها جنسياً.
الانتقاء الطبيعي عمومًا يجعل الطبيعة المعيار لتحديد أي من السمات تصلح أو لا تصلح للنجاة. تشير «الطبيعة» في هذا السياق إلى النظام البيئي، وهو النظام الذي يتفاعل فيه الكائن الحي مع العوامل الفيزيائية والأحيائية في بيئته المحلية. يوجين أودم (بالإنجليزية: Eugene Odum)، أحد مؤسسي علم البيئة، عرَّف النظام البيئي على أنه: «أي وحدة تحوي كل الكائنات الحية التي تعمل معاً في منطقة معينة تتفاعل مع البيئة الفيزيائية، بحيث يَنتُج عن تدفق الطاقة مبنى غذائي، تنوع حيوي، ودورات مادة (أي تبادل المواد بين العناصر الحيوية واللاحيوية) واضحي المعالم في النظام.» كل تجمع في النظام البيئي يحتل موقعاً بيئياً متمايزاً، ولديه علاقات متمايزة مع عناصر النظام الأخرى. هذه العلاقات تتضمَّن تاريخ حياة الكائن الحي، موقعه في السلسلة الغذائية، والنطاق الجغرافي الذي يمكن أن يعيش فيه. هذه الإحاطة الواسعة بالطبيعة تمكّن العلماء من تحديد القوى المعينة التي تشكل مجتمعة الانتقاء الطبيعي.
يمكن أن يعمل الاصطفاء الطبيعي على مستويات تراتب مختلفة، مثل الجينات، الخلايا، أفراد الكائنات الحية، مجموعات الكائنات الحية والأنواع. ويمكن أن يعمل الاصطفاء على عدة مستويات في آنٍ واحد. إنَّ واحداً من الأمثلة على الاصطفاء الذي يحدث في مستوى دون الفرد الحي هو الينقولات، وهي الجينات الواثبة التي تستطيع التضاعف والانتشار في أنحاء الجينوم. الاصطفاء الواقع على مستويات أعلى من الفرد، مثل الاصطفاء الزمري (بالإنجليزية: group selection)، قد يسمح بتطور تعاون بين الكائنات الحية، وقد تم تناول ذلك أدناه.

### التطفر الانحيازي
بالإضافة لكونه مصدراً مهماً للتنوع الجيني، التطفّر (حدوث الطفرات) قد يعمل أيضاً كآلية تطور عندما تتفاوت احتمالات حدوث الطفرات المختلفة على المستوى الجزيئي. وهذا ما يُعرف بانحياز التطفّر. بعبارة أخرى: بعض الطفرات يكون حدوثها مرجح أو شائع أكثر من غيرها، ف«ينحاز» التطفر لها. على سبيل المثال، إذا وجد نمطان جينيان يحملان نيوكليوتيدان لهما نفس الصلاحية ويقعان بمواقع متناظرة؛ الأول يحمل نيوكليوتيد G والآخر نيوكليوتيد A، لكن التطفّر (التبدّل) من G إلى A يحدث أكثر من التطفر من A إلى G، فعندها الأنماط الجينية ذات النيوكليوتيد A تميل أكثر لأن تتطور. تباين الأصنوفات (بالإنجليزية: taxa) من حيث الانحياز لطفرات الغرز وطفرات الخبن، قد يؤدي لتطور أحجام مختلفة من الجينوم. وقد لوحظ حدوث التطفر أو النماء الانحيازي في التطور على المستوى المورفولوجي أيضاً. فمثلاً، طبقاً لنظرية التطور البالدويني، التطفر يمكن أن يؤدي بسمات كانت قد تطورت بتأثير البيئة لأن تتمثَّل جينيا.
تأثيرات التطفر الانحيازي تتراكب على سيرورات أخرى، مثل الانتقاء. فإذا حابى الانتقاء طفرتين بقدر متساوٍ، لكن امتلاك كلتاهما معاً لا يعود بفائدة زائدة، فإنَّ الطفرة التي تحدث أكثر، على الأغلب هي التي ستترسخ في التجمع. طفرات فقدان الوظيفة (التي تؤدي لفقدان وظيفة الجين) شائعة ومرجحة أكثر بكثير من الطفرات التي تنتج جينات جديدة وظيفية بالكامل.الانتقاء ينبذ معظم طفرات فقدان الوظيفة. ولكن إذا كانت قوة الانتقاء ضعيفة، فإنَّ انحياز التطفر لفقدان الوظيفة يمكنه التأثير على التطور. مثلاً، الأخضاب (بالإنجليزية: pigments) تفقد فائدتها في حال انتقال الحيوانات للعيش في كهوف مظلمة، ومن ثم تميل لأن تُفقد. هذا النوع من فقدان الوظائف يحدث بسبب انحياز التطفر، و/أو لأن لامتلاكها تكلفة، واختفاء فائدتها أدى بالانتقاء الطبيعي لأن ينبذها. لكن يبدو أن فقدان قدرة التبوغ لدى البكتيريا، خلال عمليات التطور المخبرية، سببه التطفر الانحيازي، لا الانتقاء الطبيعي ونبذه لتكلفة الاحتفاظ بهذه القدرة. عندما لا يؤثر الانتقاء على فقدان الوظيفة، فإنَّ السرعة التي يتم بها الفقدان تكون متعلقة بمعدل التطفر أكثر منها بحجم التجمع الفعال (بالإنجليزية: effective population size)، ‏ مما يشير إلى أنَّ فقدان الوظيفة مسيَّر بالتطفر الانحيازي أكثر من الانحراف الوراثي.

### الانحراف الوراثي

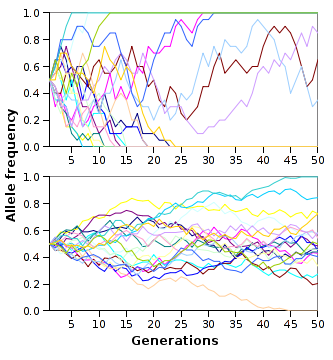
محاكاة لانحراف وراثي لعشرين أليل غير مرتبط في تجمعات لعشرة (أعلى) ومئة (أسفل). إن الانحراف نحو التثبيت هو أكثر سرعةً في التجمع الأصغر.

الانحراف الوراثي (بالإنجليزية: genetic drift) هو تغير تواترات الألائل عشوائياً من جيل لآخر بسبب التوزيع العشوائي للألائل. أي أنَّ الألائل تخضغ لخطأ الاستعيان (بالإنجليزية: sampling error)، وهو الخطأ في تمثيل العينة للمجتمع. فالألائل التي يحصل عليها النسل (العينة)، تكون تواتراتها مختلفة عن تواترات ألائل الجيل السلفي (المجتمع). فعندما تكون القوى الانتقائية ضعيفة نسبياً أو معدومة، «ينحرف» تواتر الألائل لأعلى وأسفل على نحو عشوائي (بسير عشوائي). ويتوقف التواتر عن الانحراف حين يثبت الأليل - إما يزول من التجمع أو يستبدل الألائل الأخرى بالكامل. لهذا قد يتسبب الانحراف الوراثي بإزالة ألائل من التجمع نتيجة للصدفة فقط. حتى بغياب القوى الانتقائية، الانحراف الوراثي قد يؤدي لانحراف وتباعد تجمعين منفصلين كانا قد بدآ بنفس المبنى الجيني، إلى أن يصبحا تجمعين مختلفين بمجموعات مختلفة من الألائل.
عادةً يصعب قياس مدى أهمية الأدوار التي يلعبها الاصطفاء والسيرورات المحايدة، مثل الانحراف الجيني، كقوى محركة للتطور. إن الأهمية النسبية لكل من القوى التكيفية وغير التكيفية في تحريك التغير التطوري هي إحدى المواضيع التي لا تزال قيد البحث في علم الأحياء التطوري.
وفقاً لنظرية التطور الجزيئي المحايدة، معظم التغيّرات التطورية هي ناجمة عن تثبيت الطفرات المحادية بفعل الانحراف الجيني. وبحسب هذا النموذج، هذا يعني أنَّ معظم التغيّرات الوراثية في التجمع هي ناتجة عن ضغط التطفّر المستمر والانحراف الجيني. هذه الصيغة من النظرية المحايدة أصبحت في الغالب مهجورة الآن لأنها لا تتوافق مع التنوع الجيني الملاحظ في الطبيعة. إلا أنَّ هناك صيغة حديثة ومدعومة أكثر لهذا النموذج، ألا وهي النظرية شبه المحايدة، وبموجبها الطفرة التي تكون محايدة في تجمع صغير، قد لا تكون كذلك في تجمع آخر أكبر. وهناك نظريات بديلة أخرى تشير إلى أنَّ الانحراف الجيني تضعفه قوى تطورية عشوائية أخرى، مثل الترافق الجيني، الذي يعرف أيضاً بالجرّ الجيني.
الزمن اللازم لثبات أليل محايد بواسطة الانحراف الجيني يتناسب طردياً مع حجم التجمع. إلا أنَّ عدد أفراد التجمع ليس مهماً هنا، وإنما حجم التجمع الفعال هو المقياس الأساسي. التجمع الفعال عادةً يكون أصغر حجماً من التجمع الكلي بما أنَّه بالأخير هناك عوامل تؤخذ بالحسبان، مثل درجة التوالد الداخلي (زواج الأقارب)، ومرحلة دورة الحياة التي يكون حجم التجمع فيها أصغر ما يمكن. وحجم التجمع الفعال قد يختلف بالنسبة لكل جين في نفس التجمع.

### الترافق الجيني
التأشيب (بالإنجليزية: recombination) يسمح بتفرُّق الألائل المتواجدة على نفس شريط الدنا. لكن بما أن معدل التأشيب منخفض (تقريباً يحدث مرتين في كل كروموسوم في كل جيل)، فإنَّ الجينات التي تتموضع في مواقع متقاربة على الكروموسوم ينخفض احتمال تفرقتها، ويرتفع احتمال توريثها سوياً، وهذه الظاهرة تعرف بالارتباط الجيني (بالإنجليزية: linkage). احتمال توريث أليلان (شكلان مختلفان لنفس الجين) متقاربان سوياً يُحَدَّد عبر قياس اختلال توازن ارتباطهم (بالإنجليزية: linkage disequilibrium)، وهو الفرق بين عدد مرات ظهورهما معاً في الكروموسوم وبين عدد المرات المتوقع بناءً على مقدار تواتر كل منهما. مجموعة الألائل المتجاورة التي عادةً ما تُوَرَّث سوياً تُسَمَّى بالنمط الفرداني (بالإنجليزية: haplotype). هذا الأمر مهم عندما يكون أحد الألائل من بين المجموعة نافعاً جداً، إذ أنَّ الاصطفاء الطبيعي، بمحاباته لهذا الأليل، قد يسبب مسحاً اصطفائياً (بالإنجليزية: selective sweep)، فيه تصبح باقي ألائل النمط الفرداني شائعة في التجمع، وهذه الظاهرة تُعْرَف بالترافق الجيني أو الجر الجيني (بالإنجليزية: genetic hitchhiking).‏ وحجم ملائم من التجمع الفعال يتأثَّر جزئياً بالجر الجيني الذي يحدث من جراء ارتباط جينات محايدة بجينات أخرى وقع عليها الاصطفاء الطبيعي.

### انسياب الجينات
انسياب الجينات هو تبادل الجينات بين التجمعات أو الأنواع المختلفة. وجود أو غياب انسياب الجينات يغيّر من مسار التطور بشكل جذري. وبسبب تعقيد الكائنات الحية، فإنَّ التجمعين المعزولين تماماً عن بعضهما سيتطوران بشكل مختلف ومتفاوت تماما عن بعضهما، حتى وإن بقي التجمعان متشابهان من حيث تكيفهما مع المحيط.
إذا ظهر اختلاف جيني بين التجمعات، فإنَّ انسياب المورثات بينها قد يُدخل سمات أو ألائل ضارة بالنسبة لكل من التجمعات (بما أنها دخيلة وليست متوافقة مع بيئتهم)، الأمر الذي قد يؤدي بالكائنات الحية ضمن كل تجمع لأن تُطوِّر آليات تمنع تزاوجها مع التجمعات البعيدة عنها جينياً، مما يتسبب مع الوقت في ظهور أنواع جديدة. ولذلك يُعدّ تبادل المعلومات الوراثية بين الأفراد أمراً مهماً جداً لتطور مفهوم النوع الأحيائي (BSC).
أثناء تطوير الاصطناع التطوري الحديث، طوَّر سيوال رايت نظرية توازن التناوب الخاصة به، التي تقول بأنَّ انسياب المورثات بين التجمعات المعزولة جزئياً كان عاملاً مهماً في التطور التكيفي. بيد أن أهمية هذه النظرية أصبحت تلقى انتقادات شديدة مؤخراً.

## النتائج
التطور يؤثر على كل جانب من سلوكيات الكائنات الحية ومظاهرها. ومن أبرزها التكيفات السلوكية والفيزيائية الناتجة عن عملية الاصطفاء الطبيعي. هذه التكيفات تزيد من صلاحية الكائن الحي عبر تحسين قدرة العثور على الطعام، تجنب الحيوانات المفترسة، أو اجتذاب الأزواج. تتفاعل الكائنات الحية مع عملية الاصطفاء أحياناً بتشكيل علاقات تعاونية مع بعضها البعض، وذلك عادةً عن طريق مساعدة الأقارب أوالتعايش النفعي المتبادل. على المدى الطويل، يُنتج التطور أنواع جديدة عبر فصل التجمعات السلفية عن بعضها البعض، لتكون تجمعات جديدة تنتهي لأن تصبح غير قادرة على التزاوج فيما بينها.
نتائج التطور هذه تُصنف أحياناً لفئتين: تطور كبروي (بالإنجليزية: macroevolution) وتطور صغري (بالإنجليزية: microevolution). هذا الأول هو تطور واسع النطاق يحدث في أو فوق مستوى النوع، كالانقراض والانتواع. والأخير هو تغيرات تطورية أصغر تحدث ضمن النوع (بين أفراد النوع أو بين تجمعاته)، مثل التكيفات. عموماً يُعتبر التطور الكبروي نتيجة لتراكم تأثيرات التطور الصغري على مدى فترات طويلة. إذاً، الفرق بين التطور الكبروي والصغري ليس جوهرياً - فهو ببساطة يكمن بالمدة الزمنية المستغرقة. غير أنَّ في التطور الكبروي، سمات النوع بأكمله قد تكون مهمة، بما أنها قد تؤثر على احتمال حدوث الانتواع أو الانقراض. فمثلا وجود تنوع كبير في النوع يسمح بتكيفه بسرعة مع المواطن الجديدة، مما يقلل من احتمال انقراضه، بينما النطاق الجغرافي الواسع يزيد من احتمال الانتواع، وذلك بزيادة احتمال انعزال جزء من التجمع عن التجمع الأصلي. هنا، قد يدخل في التطور الكبروي والصغري عمل الاصطفاء الطبيعي على مستويات مختلفة - بحيث يعمل في التطور الصغري على مستوى الجينات والكائنات الحية، فيما عمليات التطور الكبروي، مثل اصطفاء الأنواع، تعمل على أنواع بأكملها وتؤثر على معدلات انتواعها وانقراضها.
هناك اعتقاد شائع خاطئ بأن للتطور أهداف أو خطط بعيدة المدى، ولكنه في واقع الأمر ليس له أي أهداف على المدى البعيد، وليس من الضرورة أن يّنتج عنه زيادة في التعقيد. مع أن الكائنات الأكثر تعقيداً قد نتجت عن عملية التطور، إلا أنَّ ذلك مجرد ناتج عرضي لازدياد العدد الإجمالي للكائنات الحية، وأشكال الحياة الأقل تعقيدا ما زالت هي الشائعة أكثر في الغلاف الحيوي. فمثلاً الغالبية الساحقة من الأنواع تؤلفها بدائيات النواة المجهرية، والتي تشكل، رغم حجمها الصغير، حوالي نصف الكتلة الحيوية، وهي تشكل أيضاً الغالبية العظمى من التنوع الحيوي على كوكب الأرض. لذا فإنَّ أشكال الحياة البسيطة على مر التاريخ كانت وما زالت هي صورة الحياة السائدة على كوكب الأرض، وأشكال الحياة المعقدة تبدو أكثر شيوعاً فقط لأنها بارزة أكثر. إنَّ تطور الكائنات الحية الدقيقة مهم جداً للبحوث التطورية الحديثة، حيث أن تكاثرها السريع يسمح بدراسة تطورها مخبرياً وبملاحظة التطور والتكيف خلال الوقت الفعلي.

### التكيف

عظام متماثلة في أطراف رباعيات الأرجل. عظام هذه الحيوانات لها نفس البنية الأساسية، ولكن تم تكييفها لاستخدامات محددة.

التكيف هو العملية التي تصبح فيها الكائنات الحية ملائمة أكثر للعيش في موطنها. مصطلح «التكيف» قد يُستخدم أيضاً للإشارة لسمة فيزيائية أو سلوكية نتجت عن عملية التكيف لتحسن من قدرة الكائن الحي على المحافظة على حياته وبقاء جنسه. مثال على ذلك هو تكيف أسنان الحصان على طحن العشب - وقدرته على طحن العشب بأسنانه المترافعة هي تكيف. للتمييز بين هذين الاستخدامين للمصطلح، يُستعمل مصطلح «التكيف» للإشارة للعملية التطورية، والمصطلح «صفة تكيفية» للدلالة على السمات الناتجة عن العملية التطورية. الصفات التكيفية هي ناجمة عن الاصطفاء الطبيعي. وقد عيَّن عالم الأحياء التطورية ثيودوسيوس دوبجانسكي التعريفات التالية:
1. التكيف هو العملية التطورية التي تتحسن بها قدرة الكائن الحي على العيش في موطنه أو مواطنه.[183]
2. التكيفية هي حالة التكيف التي يكون عليها الكائن الحي، أي الدرجة التي يستطيع فيها الكائن الحي العيش والتكاثر في مواطن معينة.[184]
3. الصفة التكيفية هي جانب من نمط الكائن الحي النمائي، والتي تُوْجِد أو تحسن من فرص بقائه وتكاثره.[185]

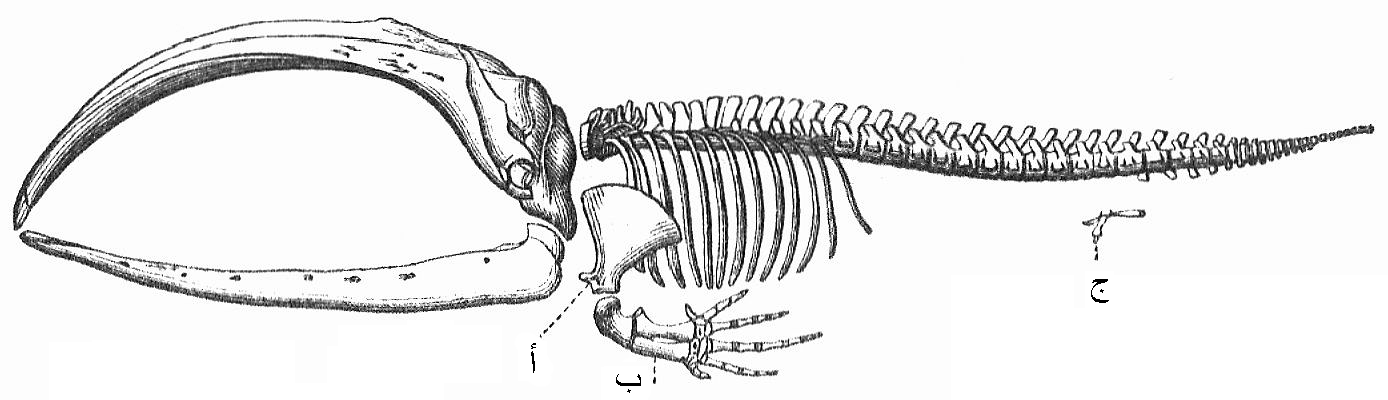
الهيكل العظمي للحوت الباليني، أ وب تشيران إلى عظام الزعانف، والتي تكيفت من عظام ساق أمامية، بينما تشير ج إلى عظام ساق زائدية، مشيرة إلى احتمال حدوث تكيف من اليابس إلى الماء

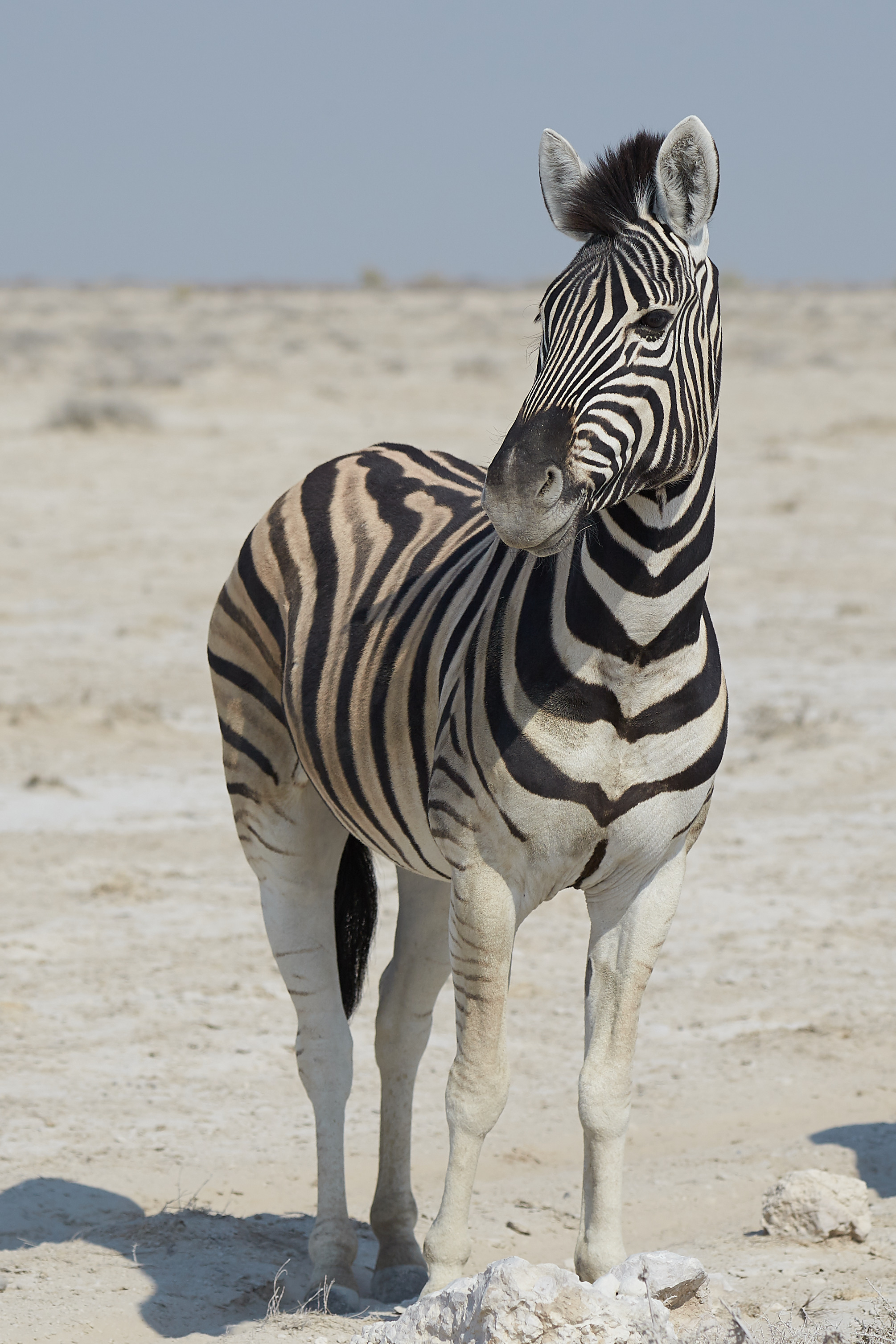
الحمار والحصان ينحدرون من سلف مشترك ضمن فصيلة الخيليات.

التكيف قد يتسبب إما باكتساب خصائص جديدة أو بفقدان خصائص سلفية. من الأمثلة التي يظهر فيها كلا النوعين من التغييرات هو تكيف البكتيريا مع الضغط الاصطفائي الذي تفرضه المضادات الحيوية عليها، إذ تحصل بالبكتيريا تغييرات جينية تكسبها مقاومة لها، وذلك عن طريق إحداث تغيير بمستهدفات الدواء، و/أو عبر زيادة نشاط الناقلات التي تضخ الدواء لخارج الخلية. بعض الأمثلة البارزة الأخرى هي: تطوير الإشريكيات القولونية E. coli للقدرة على استخدام حمض الستريك كمصدر غذاء في تجربة مخبرية طويلة الأمد، وأيضاً تطوير الصيفرية (بالإنجليزية: Flavobacterium) لإنزيم جديد كلياً يسمح لها بالتغذي على المخلفات الناتجة عن تصنيع النايلون، وبالإضافة لبكتيرات التربة السفينغوبيوم والتي طورت مساراً استقلابياً جديداً لتحليل مبيد الآفات الاصطناعي خماسي كلور الفينول.‏
من الأفكار المثيرة للاهتمام والجدل هي أن بعض التكيفات قد تزيد من قدرة الكائنات الحية على توليد التنوع الجيني والتكيف بواسطة الاصطفاء الطبيعي (أي أنها تزيد من تطورية الكائن الحي).

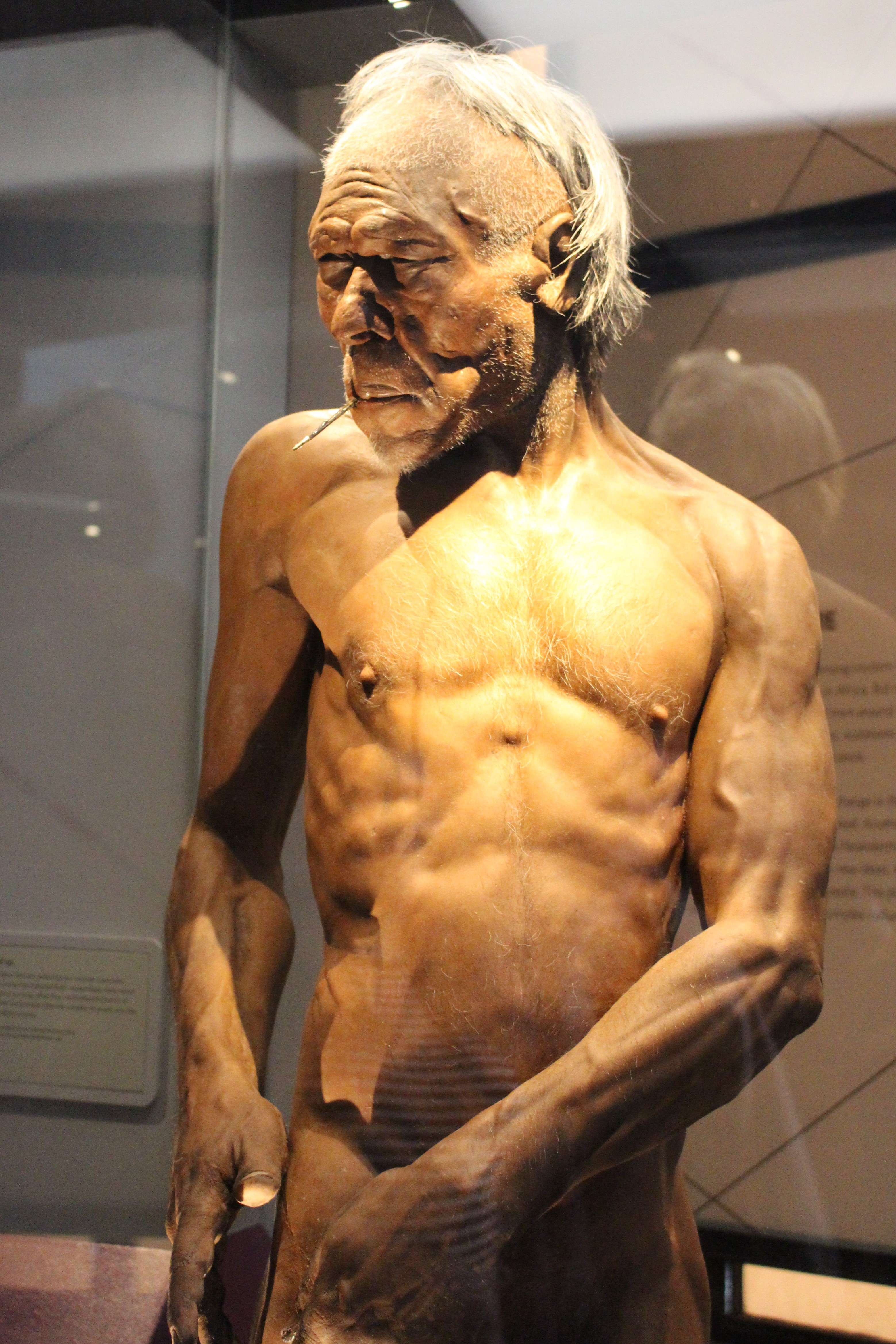
الإنسان هو أحد أنواع فصيلة القردة العليا ضمن قبيلة البشرانوية التي تضم الإنسان العاقل والشمبانزي.

يحدث التكيف عن طريق حدوث تعديلات تدريجية في البنى الموجودة. لذلك البنى المتشابهة في تنظيمها الداخلي قد تكون لها وظائف مختلفة في الفصائل المتقاربة. فهذه هي نتيجة تكييف بنية سلفية واحدة على العمل بطرق مختلفة. على سبيل المثال، عظام أجنحة الخفافيش تشبه كثيراً تلك التي في أقدام الفئران وأيدي الرئيسيات، وذلك يعود لانحدار كل هذه البنى من سلف ثديي مشترك. ولكن بما أنَّ كل الكائنات الحية تربط بينها قرابة إلى حد ما، فإنَّه حتى الأعضاء التي يبدو الشبه بينها قليلاً أو معدوماً، مثل أعين كل من المفصليات والرخويات والفقاريات، أو أطراف وأجنحة المفصليات والفقاريات، قد تكون مستندة إلى مجموعة مشتركة من الجينات المتماثلة، التي تتحكم بتراكيبها ووظائفها. وهذا ما يُسمَّى بالتماثل العميق
خلال التطور، قد تفقد بعض البنى وظائفها الأساسية وتصبح بالتالي بنى آثارية. وظائف هذه البنى قد تكون ضئيلة أو معدومة في النوع الحالي، ولكن تكون لديها وظائف واضحة المعالم في نوع سلفي أو في نوع آخر على درجة كبيرة من القرابة. تتضمَّن الأمثلة على ذلك: الجينات الكاذبة، آثار الأعين اللاوظيفية في الأسماك العمياء التي تعيش في الكهوف، أجنحة الطيور التي لا تطير، وتواجد عظام حوض في الأفاعي والحيتان. الأمثلة على البنى اللاوظيفية في الإنسان تتضمن: أضراس العقل، العصعص، الزائدة الدودية، وبعض السلوكيات اللاوظيفية مثل القشعريرة، وردود الأفعال البدائية.‏
غير أنَّ الكثير من السمات التي تبدو وكأنها تكيفات بسيطة هي في الحقيقة تكانفات، أي تكيفات آنفة (سابقة) (بالإنجليزية: exaptations). وهي بنى كانت قد تكيفت لتأدية وظيفة معينة، ولكنها بالمصادفة أصبحت مفيدة لوظيفة أخرى خلال التطور. إنَّ واحداً من الأمثلة على ذلك هو السحلية الأفريقية المنزلقة (بالإنجليزية: Holaspis guentheri)، التي كانت قد طورت رأساً شديد التفلطح يمكّنها من الاختباء في الصدوع، كما يُلاحظ عند أقربائها الأقربين. ولكن في هذا النوع تحديداً، أصبح الرأس مسطحا لدرجة أنه يساعدها على الانزلاق الهوائي من شجرة لشجرة، لذلك يُعتبر رأسها المسطح تكانفاً. ومن الأمثلة الأخرى هي بعض الآلات الجزيئية المتواجدة في الخلايا، والتي تطورت عبر توظيف عدة بروتينات موجودة سابقا كانت تقوم بوظائف أخرى مختلفة، مثل الأسواط البكتيريّة، وآلات فرز البروتينات.
مثال إضافي آخر هو توظيف انزيمات حالَّة للسكر وأخرى أيضية لتعمل كبروتينات بنائية تُسَمَّى غلوبولينات العدسة، وهي موجودة في العدسة العينية للمتعضيات.
أحد المبادئ الحساسة في علم البيئة هو لاقصاء التنافسي، وينص على أنه لا يمكن لأي نوعين أن يحتلا نفس الموضع في نفس البيئة لفترة زمنية طويلة. وبالتالي يميل الاصطفاء الطبيعي لإجبار الأنواع على التكيف للعيش في مواضع بيئية مختلفة. هذا قد يعني مثلاً، أنَّ نوعين معينين من سمك السكليد قد يتكيفا للعيش بمواطن مختلفة، مما سيقلل من التنافس بينهما من أجل الغذاء، ويجنبهما الإقصاء.
من المجالات التي تخضع للدراسات حاليا في علم الأحياء التطوري النمائي هي الأسس التنموية التي تقوم عليها التكيفات والتكانفات (تكيفات آنفة). هذا البحث يتناول منشأ وتطور عملية النمو الجنيني، وكيف تنشأ عن التعديلات على النمو والعمليات التنموية مميزات وخصائص جديدة.
وأظهرت هذه الدراسات أنَّ التطور قد يعدل من النمو، مما يجعله ينتج بنى جديدة. على سبيل المثال، بنى العظام الجنينية التي تتطور وتشكل الفك في الفقاريات غير الثديية، تتطور لتشكل بدلاً من ذلك جزءا من الأذن الوسطى في الثديات. بعض البنى التي فقدت خلال التطور، من الممكن أن تعود لتظهر ثانيةً بسبب تغييرات تطرأ على الجينات التنموية، كالطفرة في الدجاج التي تجعل الأجنة تنمي أسناناً تشبه تلك لدى التماسيح وغدا يتضح الآن أنَّ معظم التعديلات التي تطرأ على أشكال الكائنات الحية تعود إلى تغييرات تحدث في مجموعة صغيرة من الجينات المحافظة.

### التطور المشترك

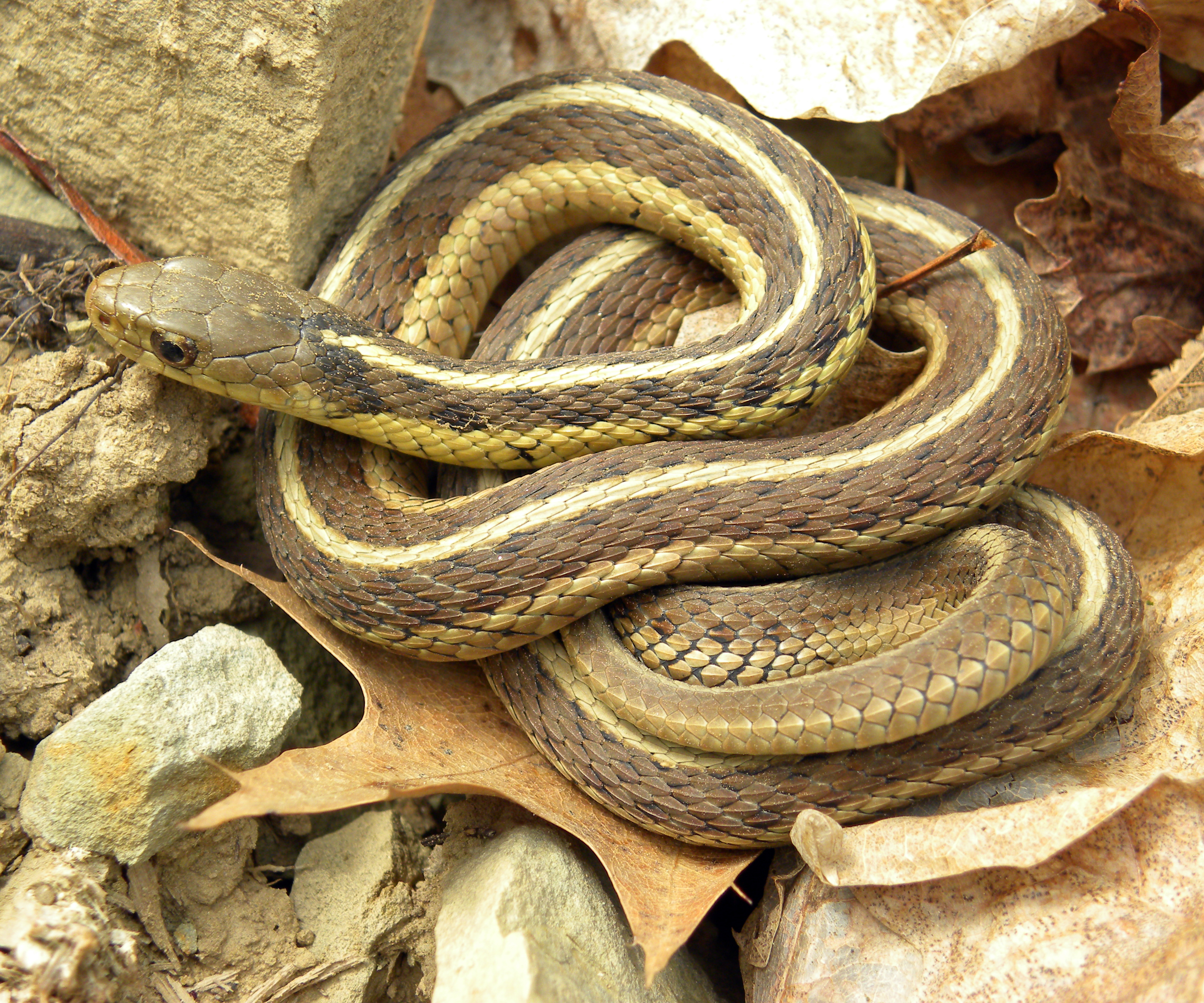
الأفعى المقلمة التي طورت مناعة للسم تيدرودوتاكسين الموجود في فرائسها من البرمائيات

التآثرات (بالإنجليزية: interactions) بين الكائنات الحية ينتج عنها صراع وأيضاً تعاون. وعندما يكون التفاعل بين أزواج من الأنواع، كما في حال الممراض والمضيف، أو المفترس والفريسة، فإنَّها قد تطور مجموعات متلائمة من التكيفات. بحيث يؤدي تطور نوع ما لحدوث تكيفات في نوع ثان، والتي تؤدي بدورها لحدوث تكيفات في النوع الأول. هذه الحلقة من الانتخاب الطبيعي والاستجابة له تُسَمَّى بالتطور المشترك (بالإنجليزية: co-evolution).‏ مثال على ذلك هو إنتاج سم الينفوخ في سمندل الماء خشن الجلد، وتطوير مقاومة لهذا السم في مفترسه، الأفعى المقلمة. وأدى سباق التسلح التطوري في هذا الزوج المؤلف من فريسة ومفترس لإنتاج مستويات عالية من السم في السمندل، وبالمقابل صاحَبَه تطور مستويات عالية من مقاومة للسم في الأفعى.

### التعاون
ليست كل التآثرات التي تتطور بشكل مشترك بين الأنواع تنطوي على صراع. فقد تطورت الكثير من التآثرات النفعية المتبادلة. على سبيل المثال، ثمة تعاون شديد بين النباتات والفطريات الجذرية، التي تنمو على جذورها وتساعدها على امتصاص المغذيات من التربة. وهذه العلاقة تبادلية، إذ تقوم النباتات بتزويد الفطريات بالسكريات الناتجة عن التمثيل الضوئي. إنَّ الفطريات هنا تنمو داخل خلايا النباتات، مما يتيح لها تبادل المغذيات مع مضيفها، وبنفس الوقت إرسال إشارات تثبط جهاز النبات المناعي.
وقد تطورت تحالفات بين أفراد ينتمون لنفس النوع أيضا. ومن الحالات القصوى هي الاجتماعية العليا (بالإنجليزية: eusociality) - سلوك اجتماعي على درجة عالية من التنظيم - الموجودة عند الحشرات الاجتماعية مثل النحل، النمل، والأرضة، حيث تقوم الحشرات العقيمة بحماية وإطعام القلة القادرة على التكاثر في المستعمرة. ومن الأمثلة على التحالفات التي تحدث على نطاق أصغر، هي الخلايا الجسدية المُكونة لأجساد الكائنات الحية، إذ تحافظ ضوابط تكاثرها على على استقرار الكائن الحي، الذي بدوره ينتج خلايا جنسية لانجاب ذرية. هنا تستجيب الخلايا الجسدية لإشارات محددة تأمرها إما بأن تنمو، تبقى على حالتها، أو تموت. وإن لم تستجب لهذه الأوامر وتضاعفت بدون ضوابط، فإن نموها المفرط سيتسبب بالسرطان.
من المحتمل أنَّ مثل هذا التعاون بين أفراد نفس النوع قد تطور بواسطة اصطفاء القرابة (بالإنجليزية: kin selection)، الذي يقوم فيه أحد أفراد النوع بمساعدة أقربائه على التكاثر. يحابي الانتقاء المساعدة بين الأقارب، وذلك لأنه إن تواجدت ألائل معززة لسلوك المساعدة في الفرد المُساعد، فمن المرجح أن يكون أقرباءه حاملين لها أيضا، ولذلك تجد هذه الألائل طريقها إلى الجيل التالي. إحدى العمليات الأخرى المعززة للتعاون هي الاصطفاء الزمري، فيه تعود فائدة التعاون على مجموعة من الكائنات الحية.

### الانتواع

آليات الانتواع الأربع

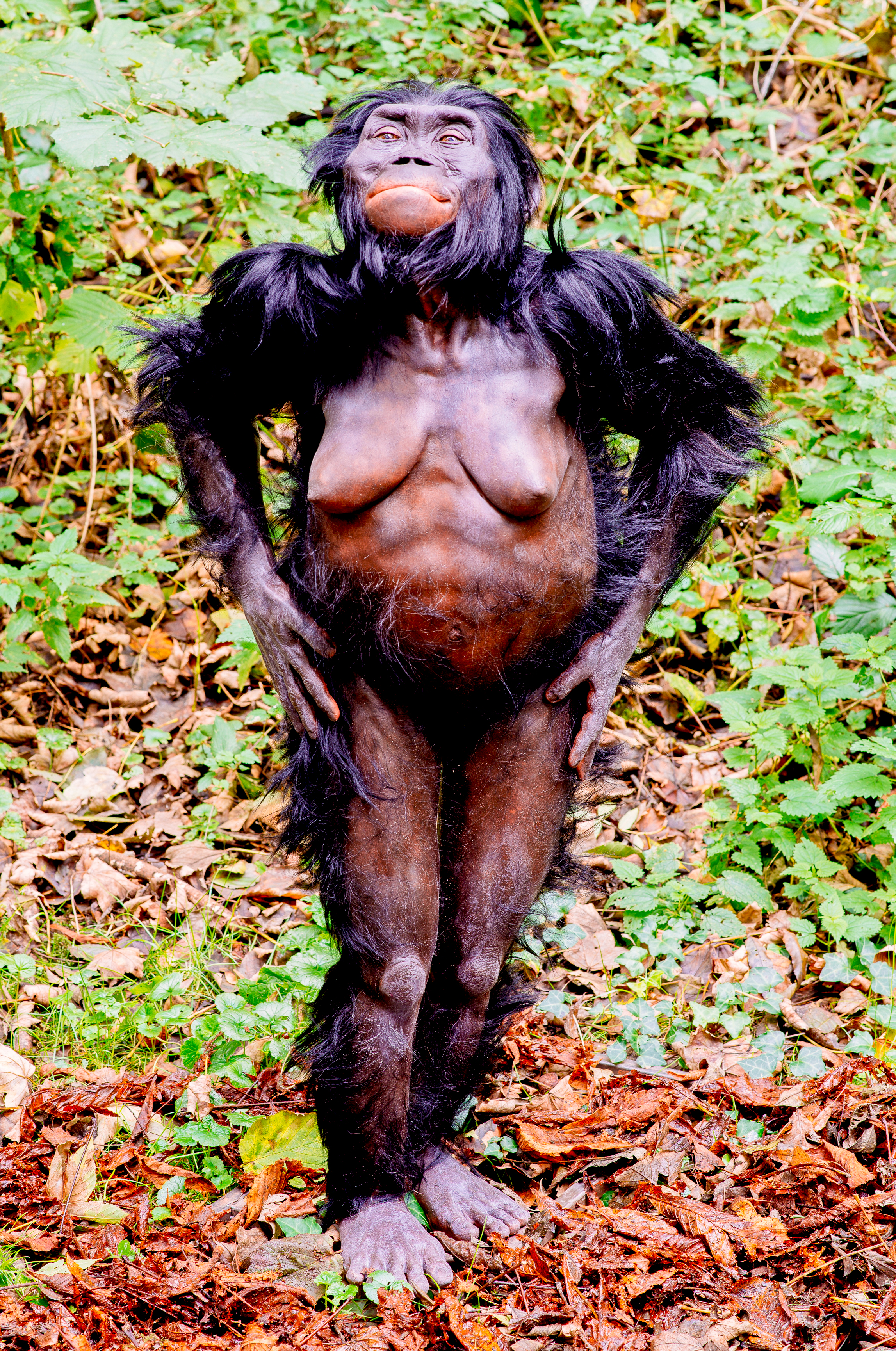
نموذج لشكل أسلاف الإنسان. انحدر الإنسان من قردة عليا منقرضة كانت بلا ذيل وتمشي منتصبة القامة وتُدعي قردالأرض (آرديبيثيكوس) حيث قد أنقسم قرد الأرض لنوعين وهم البشراني والقرد الجنوبي.

الانتواع هو العملية التي يتشعب فيها النوع إلى نوعين سليلين أو أكثر.

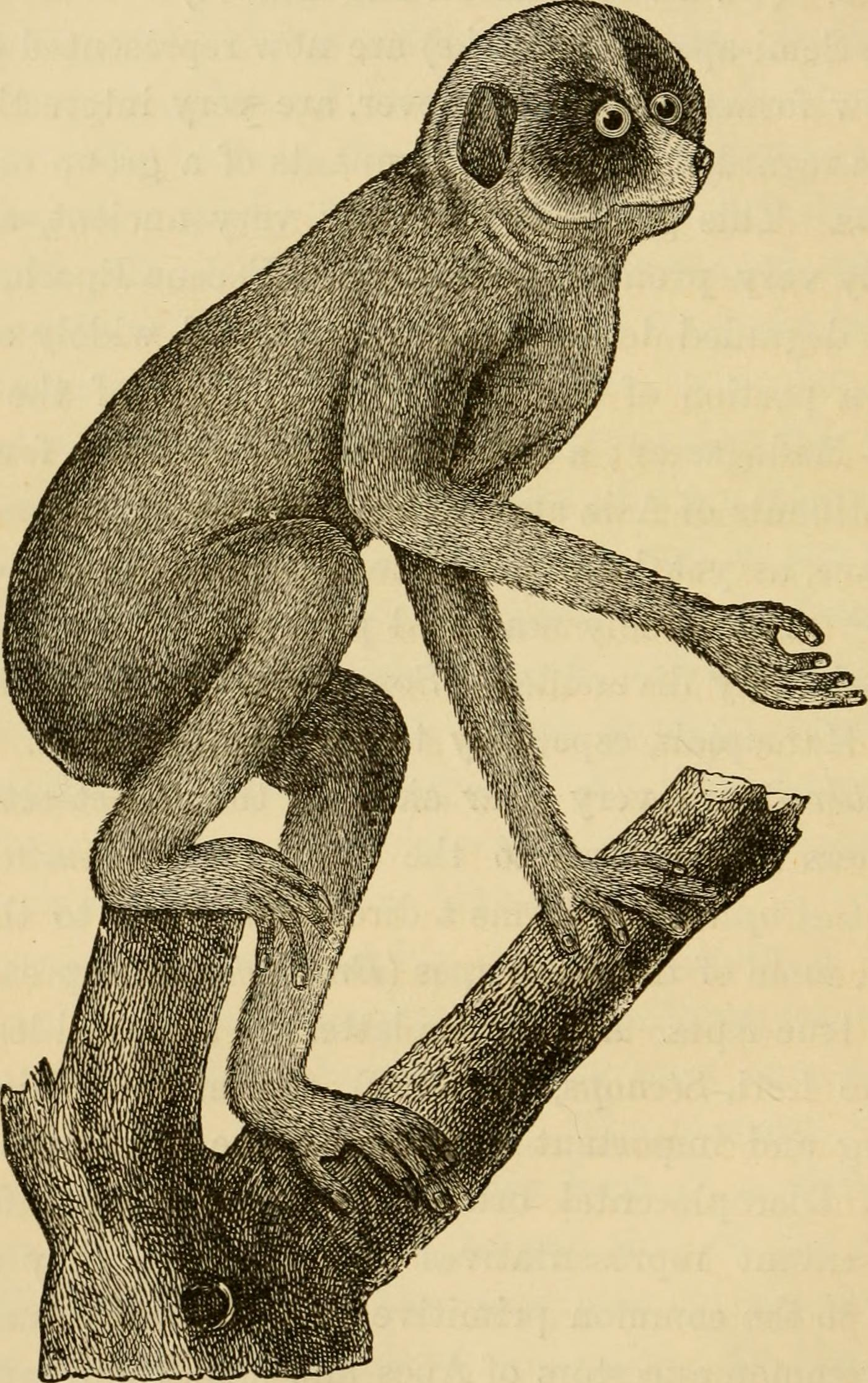
انحدرت القردة العليا عديمة الذيل من قردة العالم القديم منذ ٢٥ إلى ٣٠ مليون سنة مضت.

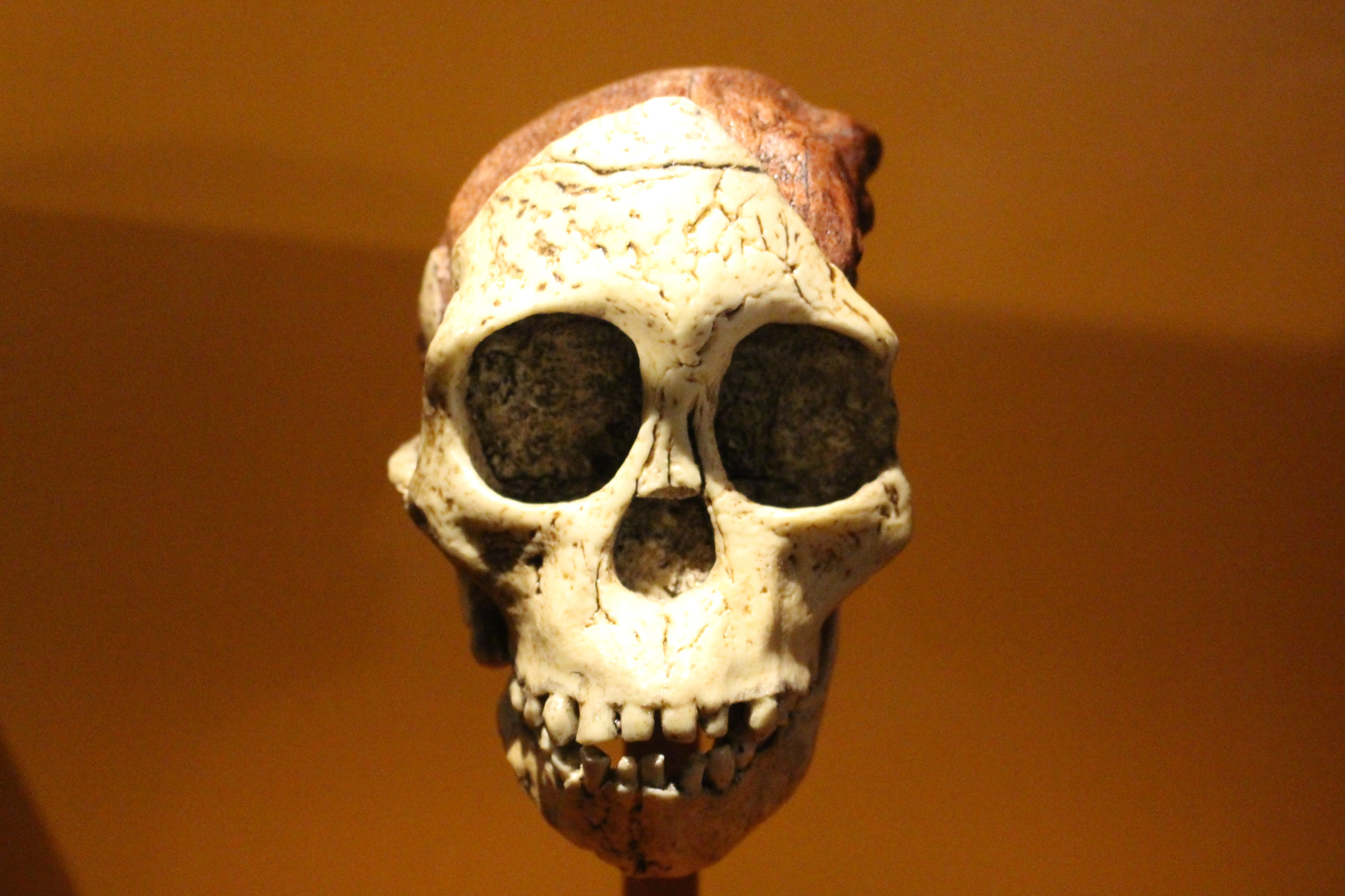
حفرية طفل تونج من نوع إستراليبيثيكوس آفارنسيس الذي يٌعتقد إنحدار الإنسان العاقل منه.

ثمة طرق مختلفة لتعريف مفهوم النوع. واختيار التعريف يعتمد على خصائص النوع المعنى بها. فمثلاً بعضها ينطبق أكثر على الكائنات الحية التي تتكاثر جنسياً، فيما البعض الآخر يكون لاستخدامه فائدة أكثر عند التعامل مع الكائنات التي ليس لديها تكاثر جنسي. ورغم تنوع التعريفات الكبير، إلا أنه يمكن تصنيف كل منها ضمن أحد التوجهات الفلسفية الثلاثة الشاملة: البيئي، التزاوجي البيني، والتطور السلالي. مفهوم النوع الأحيائي هو مثال مثال كلاسيكي على توجه التزاوج البيني. ففي عام 1942، قدَّم إرنست ماير مفهوم النوع الأحيائي الذي عرَّف النوع على أنه: مجموعة من التجمعات التي لها القدرة على التزاوج فيما بينها، والمعزولة تزاوجياً عن المجموعات الأخرى. وعلى الرغم من استعمال مفهوم النوع الأحيائي الواسع وطويل الأمد، إلا أنَّ به ما يثير الجدل كغيره من التوجهات التزاوجية البينية، وأحد الأسباب هو أنها لا يمكن تطبيقها على بدائيات النوى، التي تفتقد للتكاثر الجنسي. وهذا ما يعرف بمشكلة النوع. وقد حاول بعض الباحثين الوصول لمفهوم واحد موحد، بينما تبنى آخرون توجها تعددياً واقترحوا انه قد تكون هناك عدة طرق مختلفة لتفسير تعريف النوع بشكل منطقي.
وجود حواجز تكاثرية بين تجمعين جنسيين متفرعين من نوع واحد هو شرط ضروري كي يصبحا نوعان جديدان. الانسياب الجيني قد يبطيء من هذه العملية بنقله للاختلافات الجينية الجديدة إلى التجمعات الأخرى. تمكُّن الأنواع من التزاوج فيما بينها يعتمد على مدى التباعد الذي حدث بينها منذ تحدرها من سلفها المشترك الأخير، فهناك أنواع تستطيع انجاب نسل، مثل الأحصنة والحمير، التي ينتج عن تزاوجها البغل. عادةً يكون النسل الهجين الناتج عقيما. فرغم أن بعض الأنواع ذات القرابة الكبيرة قد تكون قادرة على التزاوج بانتظام، إلا أن الاصطفاء ينبذ نسلها الهجين، وتبقى هذه الأنواع متمايزة. غير أنه أحيانا قد تنتج هجائن قادرة على التكاثر والبقاء، وهذه الأنواع الهجينة الجديدة قد تمتلك إما خصائص وسطية ناتجة عن مزج خصائص نوعي الأبوين، أو قد تكون لها خصائص ظاهرية جديدة. إنًّ مدى أهمية التهجين في إنشاء أنواع جديدة ما زال غير واضح. إلا أنه شوهدت حالات تهجين في الكثير من الحيوانات،  بما فيها ضفدع الشجر الرمادي، الذي يعتبر حالة مدروسة جيدا.
لقد دُرس الانتواع مرات عديدة في ظروف مخبرية مضبطة وكذلك في الطبيعة. الانتواع الذي يحدث في التجمعات التي تتكاثر جنسيا يكون سببه العزل التكاثري المتبوع بالتباعد السلالي. هنالك أربع آليات يحدث بها الانتواع، وأكثرها شيوعاً لدى الحيوانات هو الانتواع التبايني (بالإنجليزية: allopatric speciation). وهو يحدث في تجمعات عُزلت جغرافياً، الأمر الذي قد يَحدث بفعل الهجرة أو العمليات الجيولوجية المسببة لتجزؤ الموطن. وفي هذه الظروف، يُحدث الاصطفاء الطبيعي تغيرات سريعة في مظاهر الكائنات الحية وسلوكياتها. وبما أنَّ التجمع المنعزل عن التجمع الأصلي يتعرض للانتقاء الطبيعي والانجراف الجيني بشكل مستقل ومختلف عن بقية تجمعات النوع، فإنَّ الانعزال الجغرافي قد ينتج عنه بنهاية المطاف كائنات غير قادرة على التزاوج فيما بينها.
آلية الانتواع الثانية هي الانتواع الخارجي (بالإنجليزية: peripatric speciation)، وهو يحدث عندما تُفصل تجمعات صغيرة عن التجمع الأصلي في بيئة خارجية جديدة. وهو يشبه الانتواع التباعدي من حيث الانعزال الجغرافي والتكاثري، لكن بخلافه، في الانتواع الخارجي يكون حجم التجمع المفصول أصغر بكثير من حجم التجمع الأصلي. وهنا يؤدي تأثير المؤسس لحدوث انتواع سريع، بعد أن يؤدي تزايد التوالد الداخلي لزيادة الضغط الانتقائي على تماثل الزيجوت، الأمر الذي يؤدي إلى تغير جيني سريع.
آلية الانتواع الثالثة هي الانتواع المحاذي (بالإنجليزية: parapatric speciation)، وهو يشبه الانتواع الخارجي من حيث انعزال مجموعة صغيرة في موطن جديد، إلا أنه لا يوجد هنا حاجز فيزيائي يعزل بين التجمعين. وإنما ينتج الانتواع عن تطور آليات تقلل من انسياب الجينات فيما بين التجمعين. 205 عمومًا، هذا يحدث نتيجة لحصول تغييرات بيئية جذرية في موطن النوع. مثال على ذلك هو العشب الربيعي (بالإنجليزية: Anthoxanthum odoratum) الذي يمر بالانتواع المحاذي استجابةً للتلوث المعدني الموضعي الصادر عن المناجم. فهنا تطورت نباتات مقاومة لنسبة المعادن العالية في التربة. والاصطفاء بنبذه للتزاوج مع التجمع الأصلي الحساس للمعادن أدى لإحداث تغيير تدريجي في وقت إزهار النباتات المقاومة للمعادن، الأمر الذي أفضى إلى نشوء عزل تكاثري كامل. الاصطفاء بنبذه للتهجين بين التجمعين قد يؤدي إلى التدعيم، أي تطور سمات تعزز من التزاوج ضمن نفس النوع، وأيضاً لانزياح الخواص، أي زيادة التمايز الظاهري بين النوعين.
والآلية الرابعة هي الانتواع التماثلي (بالإنجليزية: sympatric speciation). في هذا الانتواع يتشعب النوع دون حدوث عزل جغرافي أو تغيير في الموطن. هذه الآلية نادرة، وذلك لأن أدنى انسياب للمورثات قد يلغي الاختلاف الجيني في التجمع. عمومًا، يتطلب حدوث هذا الانتواع في الحيوانات تطور اختلافات جينية بالإضافة لتزاوج غير عشوائي من أجل السماح للعزل التكاثري بالتطور.
أحد أنواع الانتواع التماثلي يتضمن حدوث تزاوج ما بين نوعين قريبين لإنتاج نوع هجين جديد. هذا ليس شائع الحدوث، إذ أن الحيوانات المهجنة بالعادة تكون عقيمة. وهذا يرجع إلى أنَّه خلال الانتصاف، تكون الكروموسومات المثلية لكل من الأبوين تابعة لنوعين مختلفين، ولا يمكنها الازدواج. ولكن هذا الأمر شائع أكثر في النباتات، وذلك لأن النباتات عادة تُضاعف عدد كروموسوماتها، مما يجعلها متعددة الصيغ الكروموسومية. فهذا يسمح للكرموسومات الصادرة عن كل من النوعين الأبويين بتشكيل أزواج متلائمة خلال الانتصاف، بما أن كروموسومات الأبوين هي بالأصل مُمَثلة بأزواج. إنَّ أحد الأمثلة على هذا النوع من الانتواع هو تزواج النوعين أرابيدوپسس ثاليانا (بالإنجليزية: Arabidopsis thaliana) وأرابيدوپسس أرينوزا (بالإنجليزية: Arabidopsis arenosa) لينتجا النوع الجديد أرابيدوپسس سويسيكا (بالإنجليزية: Arabidopsis suecica). وهذا قد حدث قبل حوالي 20000 سنة، وأعيدت عملية الانتواع هذه مخبرياً، مما أتاح دراسة الآلية الوراثية المتعلقة بهذه العملية. إنَّ تضاعف الكروموسومات قد يكون مسببا شائعا للانعزال التكاثري، إذ أنَّ نصف الكروموسومات المضاعفة لن تزدوج أثناء التكاثر مع الكائنات ذات الكروموسومات غير المضاعفة.
أحداث الانتواع مهمة في نظرية التوازن المتقطع، والتي تفسر النمط في السجل الأحفوري للهبَّات القصيرة من التطور والموزعة على فترات طويلة من الركود، حيث تبقى الأنواع ثابتة نسبياً دون تغيير. في هذه النظرية، يكون الانتواع والتطور السريع مترابطين، فيما يعمل كل من الانتقاء الطبيعي والانحراف الجيني على الكائنات الحية التي تمر بالانتواع في مواطن جديدة أو تجمعات صغيرة. ولذلك فترات الركود في السجل الأحفوري تلائم التجمع الأصلي، أما الكائنات التي تمر بانتواع وتطور سريع تكون موجودة في تجمعات صغيرة ومقيدة جغرافياً، ولذلك تأحفرها يكون نادراً.

## الانقراض

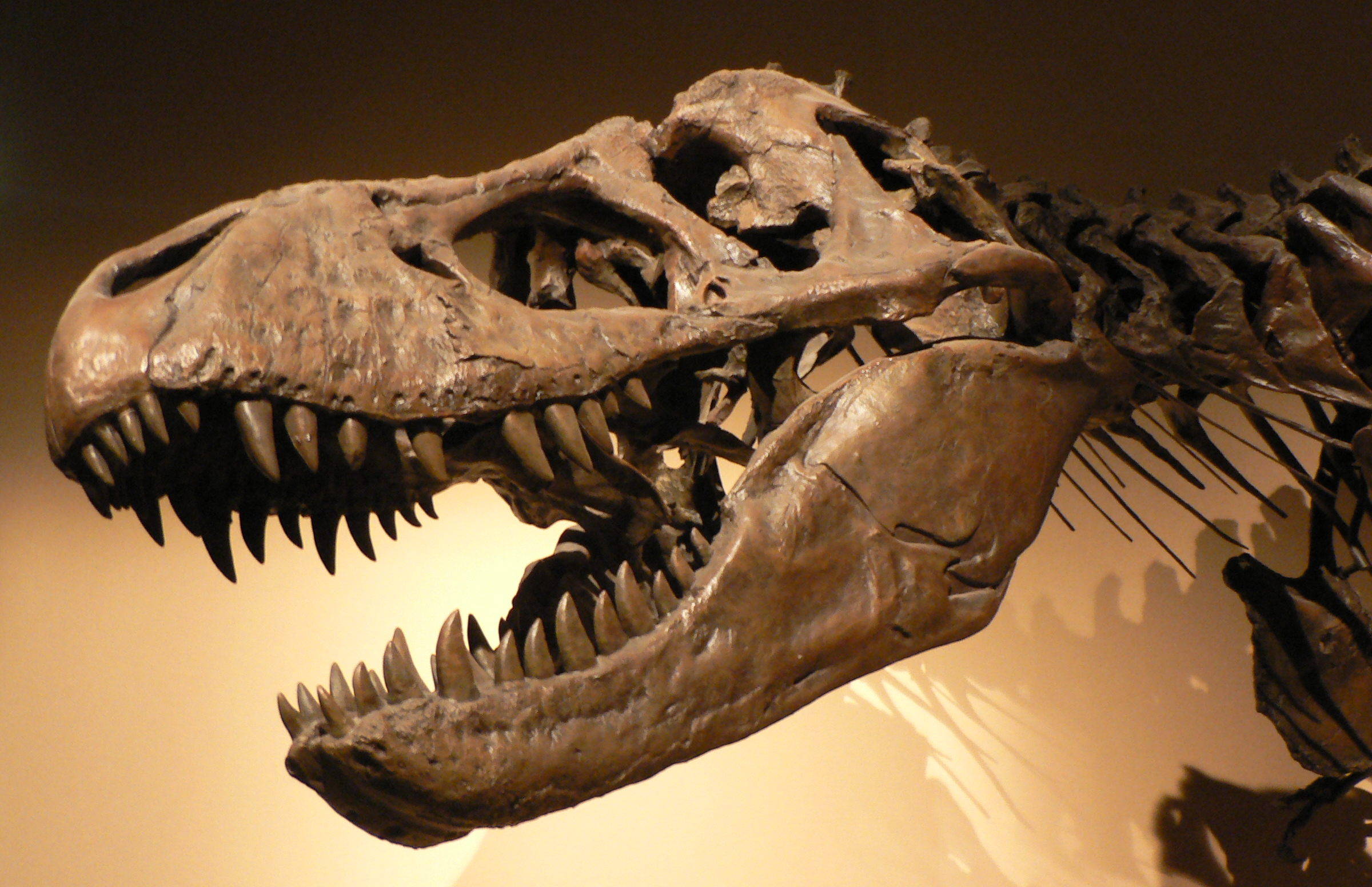
التريرانوصور. وهو من الديناصورات اللاطائرة، انقرض خلال انقراض العصر الطباشيري-الثلاثي مع نهاية العصر الطباشيري

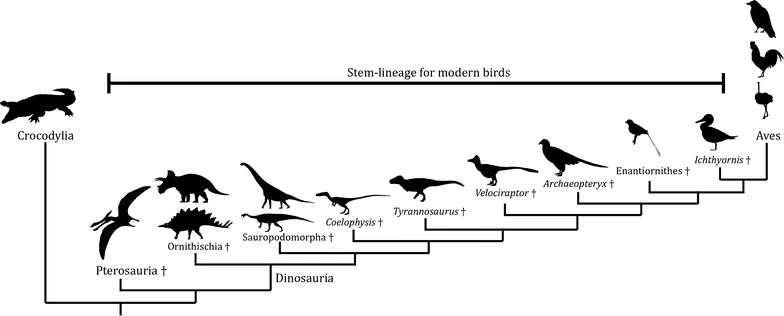
شجرة تطورية توضح العلاقة بين الطيور الحديثة والديناصورات الأخرى.

الانقراض هو اختفاء نوع بأكمله. الانقراض ليس حدثا غير اعتيادي، فالأنواع بشكل مستمر تظهر بالانتواع وتختفي بالانقراض.
تقريبا جميع أنواع الحيوانات والنباتات التي عاشت على سطح الأرض هي الآن منقرضة، ويبدو أن الانقراض هو المصير النهائي لكافة الأنواع. هذه الانقراضات حدثت كثيرا عبر تاريخ الحياة، إلا أن معدل الانقراض قد يرتفع في الانقراضات الجماعية الأحيائية. انقراض العصر الطباشيري-الثلاثي، الذي انقرضت فيه الديناصورات غير الطائرة، هو الانقراض المعروف أكثر. ولكن انقراض العصر البرمي الترياسي كان أكثر شدة، إذ انقرض فيه تقريبا 96% من الأنواع. انقراض العصر الهولوسيني هو انقراض جماعي جارٍ مرتبط بتوسع البشرية عبر الكرة الأرضية خلال عدة آلاف السنوات الماضية. معدلات الانقراضات الحالية هي أعلى ب-100-1000 مرة من قبل، وحوالي 30% من الأنواع الحالية قد تصبح منقرضة مع حلول منتصف القرن الواحد والعشرين. نشاطات الإنسان هي الآن المسبب الرئيسي للانقراض المستمر، وقد يعجل الاحترار العالمي من العملية في المستقبل.
دور الانقراض في التطور ليس مفهوماً بشكل جيد، وقد يتعلق الأمر بنوع الانقراض المعنى به. مسببات الانقراضات الصغيرة المتواصلة، والتي تمثل معظم الانقراضات، قد تكون ناتجة عن تنافس الأنواع من أجل الموارد المحدودة (الإقصاء التنافسي). فإن تمكَّن نوع ما من التفوق على نوع آخر، قد ينتج عن ذلك اصطفاء على مستوى الأنواع، حيث ينجو النوع الأصلح وتقاد باقي الأنواع إلى الفناء. الانقراضات الجماعية المتقطعة هي أيضا مهمة، ولكن بدل أن تعمل كقوة اصطفائية، فإنها تقلل من التنوع كثيرًا وبطريقة عشوائية، وتشجع حدوث هبَّات من التطور السريع وانتواعات في الكائنات الناجية.

## تاريخ الحياة التطوري

### أصل الحياة

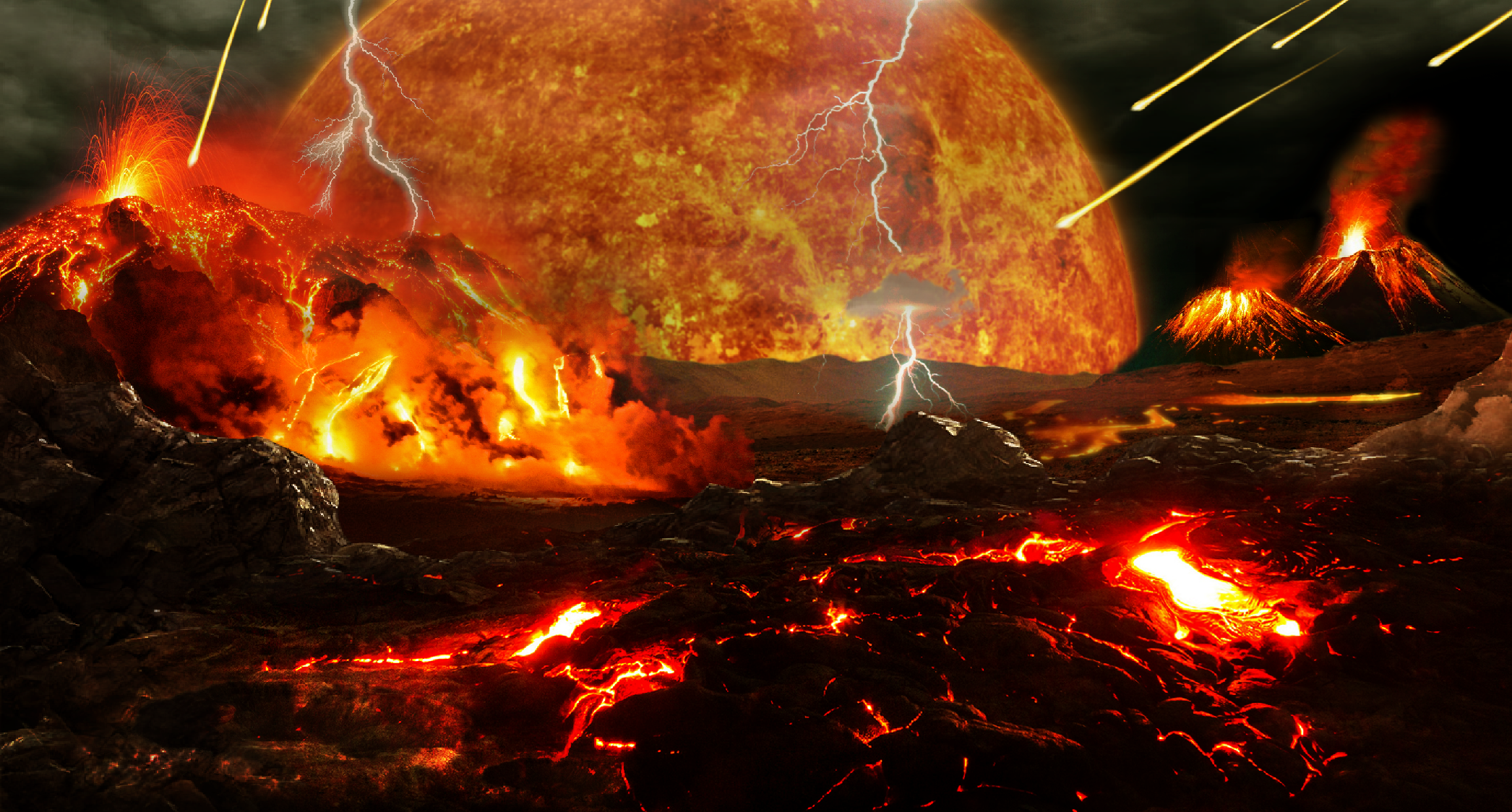
رسم تخيلي للدهر الجهنمي والذي يُعتقد أن الحياة الميكروبية نشأت بعده عقب تصلب القشرة الأرضية.

يبلغ عمر كوكب الأرض حوالي 4.54 مليار سنة، بينما يعود أول دليل قاطع على نشأة الحياة على كوكب الأرض إلى 3.5 مليار سنة على الأقل أثناء الحقبة السحيقة الأولى بعدما بدأت القشرة الجيولوجية بالتصلب بعد أول فترة دهر جهنمي. وُجدت مستحاثات الحصيرة الميكروبية في حجر رملي يرجع إلى 3.48 مليار سنة في غرب غرينلاند، بالإضافة إلى بقايا حياة حيوية وُجدت في صخور ترجع إلى حوالي 4.1 مليار سنة في غرب أستراليا. تعليقا على الاكتشافات الأسترالية، كتب ستيفن بلير هيدجز: » إذا نشأت الحياة سريعا على كوكب الأرض، فإنها قد تكون شائعة في الكون». في يوليو 2016، أعلن العلماء عن تحديدهم لتركيبة من 355 جين من السلف الشامل الأخير لكل الكائنات الحية على سطح الأرض.
يُقدر أن أكثر من 99 في المائة من كل الأنواع (والتي تبلغ أكثر من خمسة مليارات نوع) التي عاشت على سطح الأرض قد انقرضت. تتراوح التقديرات لأعداد الأنواع الحالية على سطح الأرض بين 10 ملايين إلى 14 مليون، منهم حوالي 1.9 مليار تم تسميتها وحوالي 1.6 مليار موثقين في قاعدة بيانات، مما يترك على الأقل 80 في المائة من الكائنات غير موصوفة حتى الآن.
يُعتقد أن الكيمياء عالية الطاقة قد أنتجت جزيئات ذاتية المضاعفة منذ حوالي 4 مليارات سنة، وبعدها بنصف مليار سنة وُجد السلف الشامل الأخير. ينص الإجماع العلمي الحالي على أن الكيمياء الحيوية المعقدة التي كونت الحياة قد أتت من تفاعلات كيميائية بسيطة. قد تكون بداية الحياة قد اشتملت على جزيئات ذاتية المضاعفة مثل الحمض النووي الريبوزي وتجمعات من الخلايا البسيطة.

### السلف المشترك

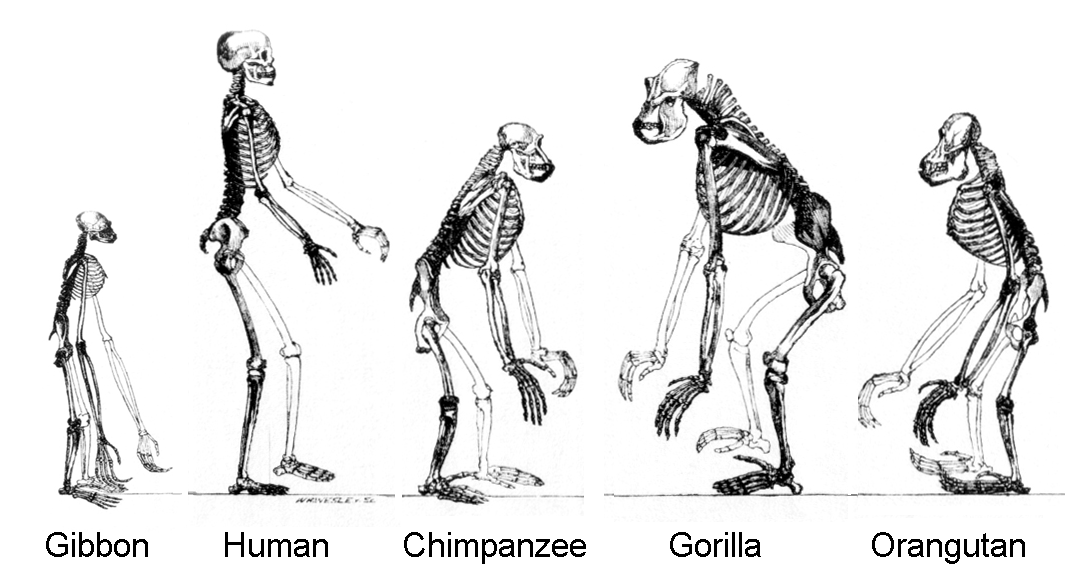
البشرانيات هم من نسل سلف مشترك، والبشرانيات أو القردة العليا هي القردة المتطورة التي لا تمتلك ذيلاً وتضم الإنسان العاقل، والشمبانزي، والغوريلا، والأورنغوتان، والجبون.

الكائنات الحية على الأرض كلها متحدرة من سلف مشترك أو تجميعة جينات سلفية. الأنواع الموجودة حالياً هي من مراحل عملية التطور، وتنوعها هو نتيجة لسلسلة طويلة من الانتواعات والانقراضات. تم الاستدلال على السلف المشترك من أربع حقائق بسيطة تخص الكائنات الحية: أولاً، للكائنات الحية توزيعات جغرافية لا يمكن عزوها للتكيف المحلي. ثانياً، تنوع الحياة ليس بتشكيلة من الكائنات الفريدة كلياً، وإنما من كائنات بينها تنادد. ثالثاً، السمات الأثارية التي تفتقد لوظائف واضحة تشابه سمات سلفية وظيفية. وأخيراً، يمكن تصنيف الكائنات الحية في تراتب من المجموعات المتداخلة بالاستناد إلى هذه التشابهات - على غرار شجرة العائلة. ولكن اقترح بحث حديث أنَّه بسبب نقل الجينات الأفقي، قد تكون «شجرة الحياة» هذه أكثر تعقيداً من مجرد شجرة متفرعة بسيطة بما أنَّ هناك جينات تنتقل بمعزل عن التوريث بين أنواع بعيدة القرابة.
أيضاً الأنواع السالفة تركت سجلات لتاريخها التطوري. فالأحافير تشكل مع التشريح المُقارَن للكائنات الحالية السجل المورفولوجي أو التشريحي. وعن طريق مقارنة البنى التشريحية للأنواع الحديثة والمنقرضة، يستطيع البليونتولوجيين الاستدلال على أصول هذه الأنواع. إلا أنَّ هذه الطريقة تكون أكثر نجاحاً عند التعامل مع كائنات حية ذات أعضاء جسدية صلبة مثل الصدف، العظام والأسنان. فضلاً عن أنَّ بدائيات النواة مثل البكتيريا والعتائق لديها قدر محدود من المورفولوجيات المشتركة، ولذلك أحافيرها لا تزود معلومات عن أصلها.
وفي الآونة الأخيرة أتت أدلة على السلف المشترك من دراسة التشابهات الكيميائية الحيوية بين الكائنات الحية. فمثلاً كل الخلايا الحية تستعمل نفس المجموعة الأساسية من النوكليوتيدات والأحماض الأمينية. وكشف علم الوراثة الجزيئي مع تقدمه وجود سجل للتطور باقٍ في الجينوم الخاص بالكائن الحي: قياس التاريخ الذي تفرعت به الأنواع بواسطة تقنية الساعات الجزيئية التي تنتجها الطفرات. على سبيل المثال، أسفرت هذه المقارنات بين تسلسلات الدنا عن أنَّ الإنسان والشمبانزي يتطابقان في 96% من الجينوم، وتحليل مناطق الاختلاف يساعد على تبيان التاريخ الذي عاش به السلف المشترك الذي انشق عنه هذان النوعان.

### تطور الحياة

شجرة المحتد تظهر تفرع الأنواع الحالية من سلفها المشترك في المركز. لكل من النطاقات الثلاث لون مختلف: لون البكتيريا أزرق، العتائق أخضر، وحقيقيات النوى أحمر.

عاشت بدائيات النوى على الأرض منذ نحو 3 إلى 4 بليون سنة. ولم يحدث أي تغير واضح في مورفولوجيتها أو تنظيمها الخلوي لبضعة بلايين من السنين. نشأت الخلايا حقيقية النواة قبل 1.6 إلى 2.7 بليون سنة. والتغير الكبير التالي في البنى الخلوية حدث حين قامت الخلايا حقيقية النواة بابتلاع البكتيريا في ترابط تعاوني يطلق عليه التعايش الداخلي.‏ وقد مرت البكتيريا المبتلَعة بتطور مشترك مع الخلايا المضيفة، بحيث تطورت البكتيريا إما إلى متقدرات أو هيدروجينوسومات. وأدى ابتلاع آخر لكائنات حية شبيهة بالزراقم إلى تشكل الصانعات اليخضورية في الطحالب والنبات.
كان تاريخ الحياة يدور حول حقيقيات النواة أحادية الخلايا وبدائيات النواة والعتائق، إلى أن بدأت الكائنات الحية متعددة الخلايا بالظهور قبل 610 مليون سنة في المحيطات خلال الحقبة الإدياكارية. لقد حدث تطور تعدد الخلايا في عدة أحداث منفردة في كائنات حية مثل الاسفنجيات، الطحالب البنية، الزراقم، العفن الغروي، والجراثيم المخاطية.
بعد وقت قصير من ظهور الكائنات متعددة الخلايا، ظهر تنوع حيوي بارز عبر 10 ملايين سنة تقريباً في حدث يعرف بانفجار كامبري. وهنا ظهرت في السجل الأحفوري غالبية شعب الحيوانات الحالية بالإضافة إلى بعض السلالات الفريدة التي انقرضت فيما بعد. تم اقتراح مسببات عديدة للانفجار الكامبري، بما فيها تراكم الأكسجين الناتج عن التمثيل الضوئي في الغلاف الجوي.
قبل نحو 500 مليون سنة، استعمرت النباتات والفطريات الأرض، وتبعتها بعد قليل المفصليات وحيوانات أخرى. كانت الحشرات ناجحة على وجه الخصوص، وحتى أنها تشكل اليوم الغالبية من أنواع الحيوانات. ظهرت البرمائيات أول مرة قبل حوالي 364 مليون سنة، وتبعتها الحيوانات السلوية البدائية والطيور قبل نحو 155 مليون سنة (وكلاهما من السلالات الشبيهة بالزواحف)، وتلتها الثدييات قبل نحو 129 مليون سنة، وأسرة الإنسانيات قبل نحو 10 ملايين سنة، ومن ثم الإنسان الحديث قبل نحو 250000 سنة. ولكن رغم تطور هذه الحيوانات الكبيرة، إلا أنَّ الكائنات الحية الأصغر الشبيهة بالتي تطورت في أول هذه السيرورة تبقى ناجحة جداً وهي السائدة على الأرض، إذ أن بدائيات النوى تشكل الغالبية من الأنواع وكذلك الكتلة البيولوجية.

## أدلة السلف المشترك
اكتشف العلماء الذين يعملون في تخصصات مختلفة على مدى سنين أدلة على السلف المشترك لبعض الكائنات الحية. وقد أثبتت هذه الأدلة حدوث التطور وقدمت معلومات وافرة حول العمليات الطبيعية التي تطورت بها الحياة بأنواعها واختلافها على كوكب الأرض. هذه الأدلة تدعم الاصطناع التطوري الحديث، وهو النظرية العلمية التي تشرح كيفية تغير الحياة مع مرور الزمن وأسباب ذلك. يوثق علماء الأحياء التطوريون حقيقة الأصل المشترك بوضع تنبؤات يمكن اختبارها، والتحقق من الفرضيات، وتطوير نظريات تمثل لها وتصف أسبابها.

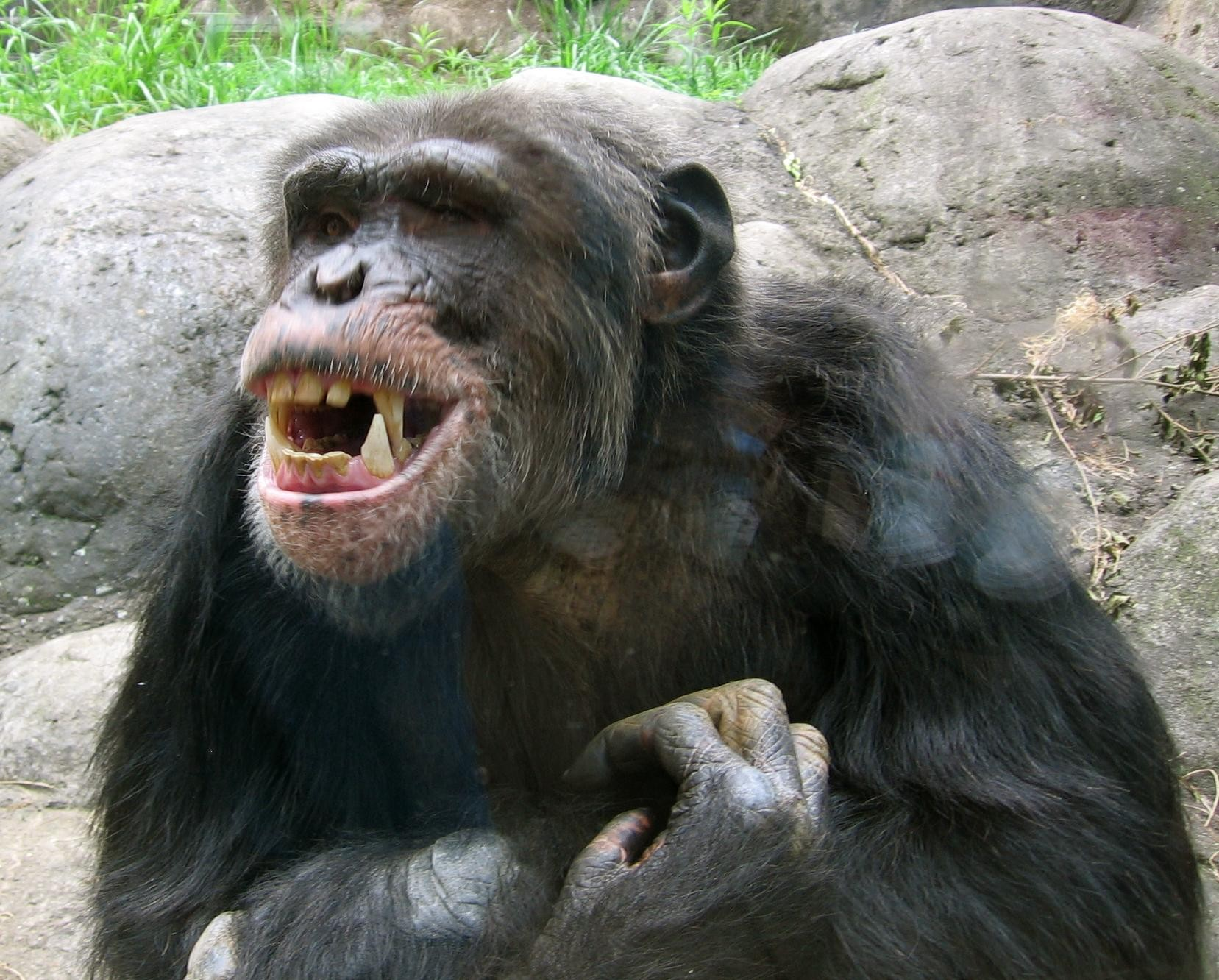
يستخدم الشمبانزي والقردة العليا ضرس العقل في طحن ورق الأشجار والزائدة الدودية في هضم السليولوز الموجود فيه، ويري مؤيدو التطور أن تلك الأعضاء فقدت وظيفتها عند الإنسان بسبب صغر حجم الفك وتغير أنواع الطعام مما يجعلها أعضاء ضامرة، في حين يري معارضو التطور أن مشكلة إنحشار ضرس العقل لم تكن موجودة قبل الثورة الصناعية بسبب النظام الغذائي المعالج وتقليل قوى المضغ وأن نظام الأسنان مصمم ليتحمل الاستخدام المكثف مع أكثر الأطعمة قسوة. كما كشفت دراسة عام 1997 أن للزائدة الدودية دور في صنع عدد من الهرمونات وتخزين البكتيريا النافعة لمواجهة الأمراض كالكوليرا والإسهال.

### البنى الأثارية
تظهر أدلة قوية ومباشرة على السلف المشترك من دراسة البنى الأثارية. تطلق تسمية العضو الأثاري على الأجزاء الجسدية الردمية التي تمتاز بصغر الحجم والضعف لدى مقارنتها بنظيرتها في نوع السلف. عادة ما تكون هذه الأعضاء ضعيفة ونموها متخلف. يمكن تفسير وجود الأعضاء الأثارية باعتبار التغيرات البيئية المحيطة بالنوع أو تغيرات نمط حياته. تكون تلك الأعضاء عاملة عادة في النوع السلفي ولكنها فقدت وظيفتها أو غيرتها. من أمثلة ذلك ضرس العقل عند الإنسان والتي ساعدت الأسلاف السابقة من البشر في طحن الأنسجة النباتية والزائدة الدودية التي تقوم بهضم السيليلوز الموجود في ورق الأشجار، الحزام الحوضي لدى الحيتان، والأثقال (الأجنحة الخلفية) في الذباب والبعوض، وأجنحة الطيور غير الطائرة كالنعام، وأوراق بعض النباتات الصحراوية (مثل الصبار) والنباتات الطفيلية (مثل الحامول). إلا أن البنى الأثارية يمكن أن تستبدل وظائفها بوظائف جديدة. مثلًا: أثقال ذوات الجناحين تساعد في موازنة الحشرة أثناء طيرانها، وجناحا النعامة يستخدمان في طقوس التزاوج.
| التطور                                   | أكثر الاستنتاجات منطقية هي أن هذه المخلوقات انحدرت من مخلوقات كانت فيها تلك الأجزاء عاملة، مما يشير إلى أن أغلب (بل جميع) المخلوقات تنحدر من أسلاف مشتركين. | التطور |
| — ناتان سلفكن، "التحدي الخَلقي"، صفحة 262 | |        |

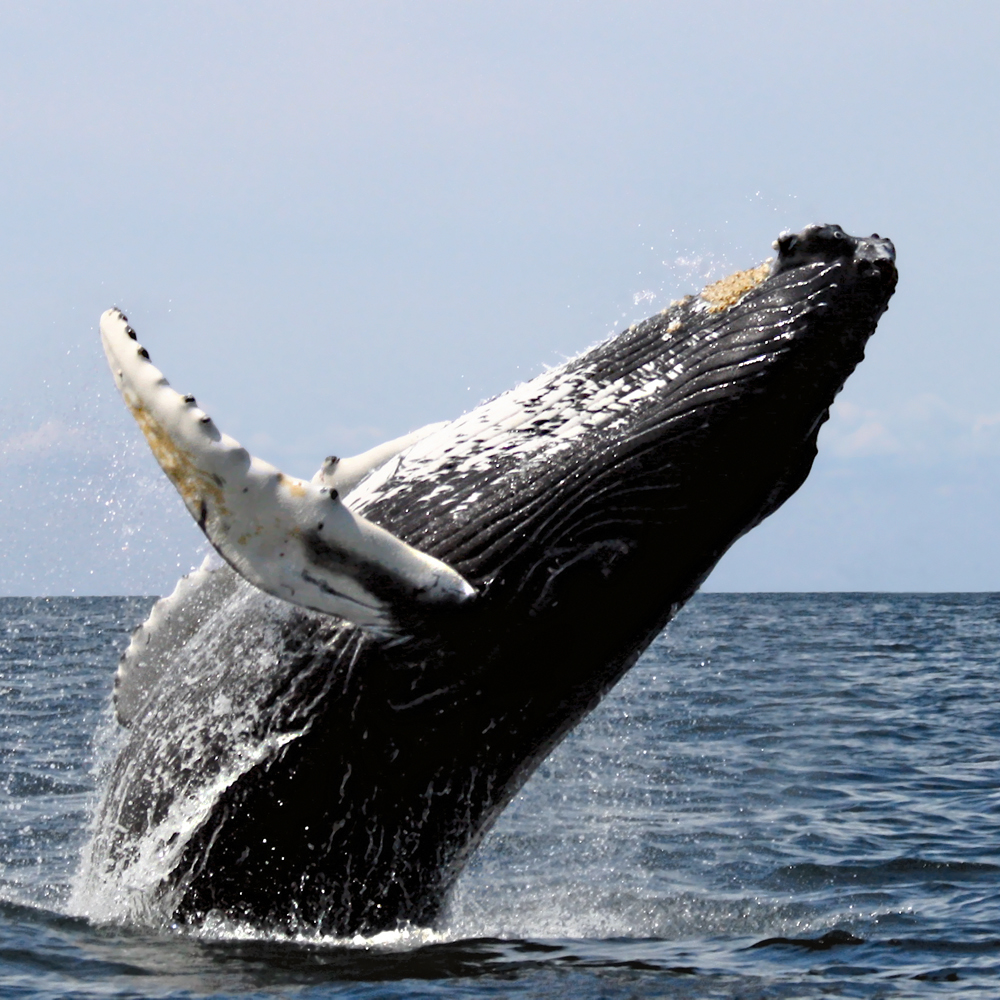
بحسب النظرية فإن الحيتان في الماضي كانت حيوانات ثديية تعيش علي اليابسة.

### التركيبات الخلفية في الحيتان
للحيتان أجزاء خلفية داخلية مختزلة؛ كالحوض والأقدام الخلفية (شكل 3أ). أحيانًا تكون الجينات المسؤولة عن نمو الأطراف الطويلة سببًا في نمو ساقين صغيرتين لدى حوت حديث. في يوم 28 أكتوبر 2006، عثر على دلفين بأربع زعانف ودُرس طرفاه الخلفيان الزائدان. تعتبر هذه الحيتانيات ذات الأرجل مثالًا على إثارة يمكن توقعها بالنظر إلى سلفها المشترك.

### تركيب فم الحشرات
تملك أنواع كثيرة من الحشرات أجزاء فم مشتقة من التركيبات الجنينية ذاتها، مما يشير إلى أن أجزاء الفم تلك هي تعديلات على الخصائص الأصلية لدى سلف مشترك. من هذه الأجزاء الشفة العليا، واللحى (الفكوك العلوية)، والبلعوم السفلي (اللسان أو قاع الفم)، والفكوك السفلية المساعدة، والشفة السفلى (شكل 3ب). أدى التطور إلى تضخم هذه التركيبات وتعديلها في بعض الأنواع، أو اختزالها وفقدانها في أنواع أخرى. تمكن تلك التعديلات الحشرات من الاستفادة من مواد غذائية متعددة ومختلفة.

### التأسل الرجعي
التأسل هو الرجعية التطورية، مثل ظهور صفات على متعضية مرة أخرى بعد أن انحسرت منذ أجيال. يقع التأسل لأن مورثات الخصائص الظاهرية التي وجدت في السابق ما زالت محفوظة في الدنا، وإن كانت تلك المورثات لا يعبَّر عنها ظاهريًا في أغلب المتعضيات التي تحوزها. من أمثلة ذلك ظهور الأرجل الخلفية في الثعابين أو الحيتان (انظر الأمثلة المحددة أدناه)، وأصابع الأقدام الزائدة لدى الحافريات والتي لا تصل إلى الأرض أصلًا، ووجود أسنان للدجاج، وعودة التكاثر الجنسي في ينم وCrotoniidae بعد اختفائه، وظهور ذيل للإنسان، وظهور حلمات زائدة، وتضخم الأنياب.

### الانتقال من الأسماك إلى البرمائيات
قبل 2004 كان علماء الأحياء القديمة قد وجدوا مستحاثات لبرمائيات لها فقرات عنقية، وآذان، وأربع أرجل، في صخور لا يتجاوز عمرها 365 مليون سنة. ولم يستطيعوا أن يجدوا في الصخور الأقدم من 385 مليون سنة سوى الأسماك التي تفتقر إلى هذه الخصائص البرمائية. تنبأت نظرية التطور بأنه بما أن البرمائيات قد تطورت من الأسماك، فلابد من وجود هيئة انتقالية في الصخور التي تعود إلى الفترة الماضية ما بين 365 و385 مليون سنة. ويجب أن يمتاز هذا النوع الانتقالي بخصائص كثيرة تشبه الأسماك احتفظ بها من 385 مليون سنة أو أكثر، ولكن في الوقت ذاته يجب أن يمتاز بخصائص برمائية كذلك. في عام 2004 عثرت رحلة استكشافية انطلقت إلى جزر في القطب الشمالي الكندي بحثًا عن هذه الأحفورة تحديدًا، عثرت في صخور عمرها 375 سنة على أحافير لتيكتاليك. لكن بعد ذلك ببضعة سنوات عثر علماء في بولندا على آثار كائن رباعي الأرجل متحجرة أقدم من تيكتاليك.

### مقاومة المضادات الحيوية
إن تطور وانتشار الجراثيم المقاومة للمضادات الحيوية هو دليل على عملية تطور الأنواع. وبالتالي فإن ظهور المكورات العنقودية الذهبية المقاومة للفانكومايسين والخطر التي تشكله على المرضى هو نتيجة مباشرة للتطور من خلال الاصطفاء الطبيعي. يوضح ظهور سلالات شيغيلا المقاومة لفئة المضادات الحيوية الاصطناعية من السلفوناميدات أيضًا ظهور أجيال جديدة كعملية تطورية. وبالمثل فإن ظهور مقاومة مركب (ثنائي كلورو ثنائي فينيل ثلاثي كلورو الإيثان) في أشكال مختلفة من حشرات بعوض الأنوفيل وظهور ميزات مقاومة مرض الرام المخاطي في مجموعات الأرانب في أستراليا هي دلائل على حدوث تطور بسبب ضغط الاصطفاء التطوري في الأنواع التي تتجدد فيها الأجيال بسرعة.
تطور جميع فئات الجراثيم مقاومتها: بما في ذلك الفطريات (مقاومة المضادات الفطرية)، والفيروسات (مقاومة مضادات الفيروسات)، والكائنات الأولية (مقاومة مضادات الأوالي)، والجراثيم (مقاومة المضادات الحيوية). وهذا أمر متوقع عند النظر إلى أن كل أشكال الحياة تملك رمزًا جينيًا وبالتالي فهي تخضع لعملية التطور ضمن آلياتها المختلفة.

### البكتريا الآكلة للنايلون
مثال آخر للكائنات الحية التي تتكيف مع الظروف الناتجة عن ممارسات الإنسان هي البكتريا الآكلة للنايلون: هي سلالة من الجراثيم الصّيفريّة قادرة على هضم بعض المنتجات الثانوية لتصنيع النايلون 6. هناك إجماع علمي على أنّ القدرة على أكل النايلون قد تطورت على الأرجح كطفرة بخطوة واحدة واستقرت لأنها حسنت من صلاحية البكتيريا التي امتلكت هذه الطفرة. يعتبر ذلك مثالًا جيدًا للتطور من خلال التطفّر والاصطفاء الطبيعي الذي لوحظ عند حدوثه ومن غير الممكن له أن يتحقق حتى تم إنتاج النايلون من قبل البشر.

### تطور الخيول

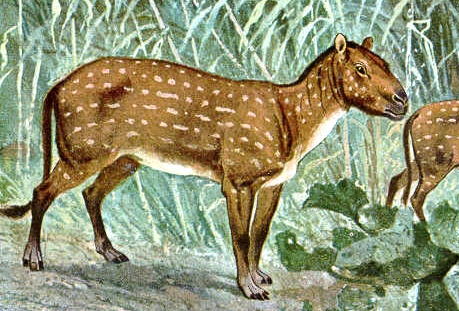
شكل أسلاف الخيول.

يعد تطور عائلة الخيول (الخيليات) مثالًا جيدًا على الطريقة التي يعمل بها التطور. يبلغ عمر أقدم أحفورة حصان حوالي 52 مليون سنة. كان حيوانًا صغيرًا له خمسة أصابع على قدميه الأمامية وأربعة على قدميه الخلفيتين. في ذلك الوقت، كان عدد الغابات في العالم أكثر من اليوم. عاش هذا الحصان في الغابة، يأكل الأوراق والمكسرات والفاكهة بأسنانها البسيطة. كانت بحجم الثعلب فقط.
منذ حوالي 30 مليون سنة، بدأ العالم يصبح أكثر برودة وجفافًا. تقلصت الغابات توسعت المراعي وتغيرت الخيول. أكلوا العشب، كبروا، وركضوا أسرع لأنهم اضطروا للهروب من الحيوانات المفترسة بشكل أسرع. نظرًا لأن العشب يبلى أسنانه، كان للخيول ذات الأسنان طويلة الأمد ميزة.
بالنسبة لمعظم هذه الفترة الطويلة من الزمن، كان هناك عدد من أنواع الخيول ( الأجناس ). يوجد الآن جنس واحد فقط: الحصان الحديث، الخيل. لها أسنان تنمو طوال حياتها، وحوافر على أصابع قدم واحدة، وأرجل طويلة كبيرة للجري، والحيوان كبير وقوي بما يكفي للبقاء على قيد الحياة في السهل المفتوح. عاشت الخيول في غرب كندا حتى 12000 سنة مضت،  ولكن انقرضت جميع الخيول في أمريكا الشمالية منذ حوالي 11000 عام. أسباب هذا الانقراض ليست واضحة بعد. يقترح تغير المناخ والإفراط في الصيد من قبل البشر.
لذلك، يمكن للعلماء أن يروا أن التغييرات قد حدثت. لقد حدثت ببطء على مدى فترة طويلة. كيف حدثت هذه التغييرات تفسرها نظرية التطور.

#### ذبابةالفاكهة في هاواي
في حوالي 6500 ميل مربع (17000 كم 2 )، تمتلك جزر هاواي المجموعة الأكثر تنوعًا من ذبابة الفاكهة في العالم، والتي تعيش من الغابات المطيرة إلى المروج الجبلية. حوالي 800 نوع من ذبابة الفاكهة في هاواي معروفة.
تظهر الأدلة الجينية أن جميع أنواع ذبابة الفاكهة المحلية في هاواي - لقد انحدرت من نوع واحد من الأجداد جاء إلى الجزر، منذ حوالي 20 مليون سنة. كان سبب الإشعاع التكيفي في وقت لاحق هو نقص المنافسة ومجموعة واسعة من المنافذ الشاغرة . على الرغم من أنه من الممكن أن تستعمر أنثى حامل واحدة جزيرة، فمن المرجح أن تكون مجموعة من نفس النوع.

## التطبيقات
المفاهيم والنماذج المستعملة في علم الأحياء التطوري، كالاصطفاء الطبيعي، لديها تطبيقات كثيرة.
الاصطفاء الاصطناعي هو الانتقاء المتعمد للسمات في التجمعات الأحيائية. وقد استخدم لآلاف من السنين في تدجين النباتات والحيوانات. ومؤخراً، أصبح هذا النوع من الانتقاء جزءاً أساسياً في الهندسة الجينية، حيث تستعمل الواسمات المختارة، مثل مقاومة المضاد الحيوي، للتلاعب بالدنا. وبعد دورات متكررة من التطفر والانتقاء، تطورت البروتينات ذات الخواص القيمة، مثل الإنزيمات المعدلة والأجسام المضادة الجديدة، في سيرورة تسمى التطور الموجه.
إنَّ فهم التغيرات التي حدثت خلال تطور يمكن أن يكشف عن الجينات اللازمة من أجل بناء أعضاء من الجسد، والجينات التي قد تكون متعلقة بالأمراض الوراثية. على سبيل المثال، سمكة الكهف العمياء هي سمكة مهقاء فقدت بصرها خلال التطور. وإنَّ جعل تجمعات مختلفة من هذه الأسماك العمياء تتوالد مع بعضها أنتج نسلاً ذو أعين وظيفية بما أنَّ الطفرات المختلفة حدثت في تجمعات منعزلة تطورت بكهوف مختلفة. وهذا ساعد على تمييز الجينات اللازمة للرؤية والتصبغ.
في مجال علم الحاسوب، بدأت عمليات محاكاة التطور باستعمال خوارزميات تطورية وحياة اصطناعية في الستينات، وامتدت فيما بعد لتشمل محاكاة الانتخاب الصناعي. أصبح التطور الاصطناعي طريقة استمثال معترف بها على نطاق واسع بفضل أعمال إنجو ريكينبيرج في الستينات، حيث استخدم استراتيجيات تطورية لحل مسائل هندسية معقدة. الخوارزميات الوراثية بالتحديد أصبحت مشهورة من خلال كتابات جون هولاند. تضمن التطبيقات العملية أيضاً التطور التلقائي لبرامج الحاسوب. تُستعمل الخوارزميات التطورية الآن لحل مسائل متعددة الأبعاد بشكل أفضل من البرامج التي يبتكرها المصممون البشر، وكذلك تستعمل لتحسين تصاميم الأنظمة.

## الاستجابات الثقافية والاجتماعية

عندما أصبح التطور مقبولاً بشكل واسع في سنوات ال-1870، كانت الكاريكاتيرات التي تظهر تشارلز داروين مع جسد قرد أو سعدان رمزاً للتطور.

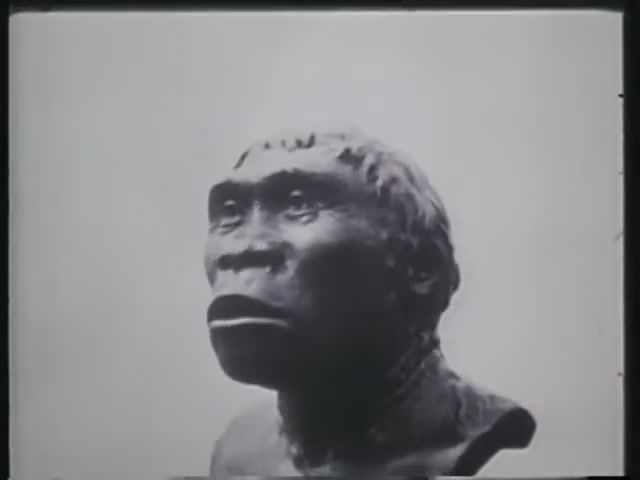
فيلم التطور هو فيلم وثائقي أمريكي من الرسوم المتحركة لشرح نظرية تشارلز داروين عام 1925م من إخراج ماكس وديف فلايشر. الفيلم عبارة عن إعادة إصدار لفيلم التطور لتشارلز أوربان عام 1923. من ولادة الكواكب إلى عصر الإنسان، يظهر في الصورة إنسان بلتداون الذي يشبه وجه الغوريلا.

في القرن التاسع عشر، وبالتحديد بعد نشر كتاب أصل الأنواع عام 1859، مثلت فكرة تطور الحياة مصدراً ناشطاً للنقاشات العلمية التي تتمحور حول تأثيرات نظرية التطور الفلسفية والاجتماعية والدينية. واليوم أصبح الاصطناع التطوري الحديث مقبولاً لدى الغالبية العظمى من العلماء. ولكن ما زال التطور مفهوماً جدلياً ومحل نزاع لدى المؤمنين بوجود إله.
قامت العديد من الديانات والطوائف بالتوفيق بين معتقداتها والتطور بواسطة مفاهيم مثل التطور الربوبي، فيما هناك خلقيون يؤمنون أن التطور تعارضه عقيدة الخلق الموجودة في دياناتهم التي تثير العديد من الاعتراضات على التطور. وكما أظهرت الاستجابات لنشر كتاب أثارات التاريخ الطبيعي للخلق (بالإنجليزية: Vestiges of the Natural History of Creation) عام 1844، كان أكثر جانب جدلي لعلم الأحياء التطوري هو أنَّ مفهوم تطور الإنسان يقترح أنَّ الإنسان لديه أسلاف مشتركة مع القردة العليا، وأن القوى العقلية والأخلاقية للإنسانية تعود لنفس النوع من المسببات الطبيعية التي شكلت السمات الوراثية عند الحيوانات. وفي بعض الدول، لا سيما الولايات المتحدة، أشعلت التوترات بين العلم والدين الجدل الدائر حول التطور والخلق، وهو صراع ديني يركز على السياسات والتعليم الحكومي. رغم أن مجالات علمية أخرى تتعارض مع التفسيرات الحرفية للكثير من النصوص الدينية، مثل علم الكون وعلوم الأرض، إلا أن علم الأحياء التطوري يواجه اعتراضات أكثر بكثير من قبل المفسرين الدينيين.
في بعض الدول، يمنع القانون المعلمين من مناقشة الأدلة على التطور أو الاصطناع التطوري الحديث. قوانين بعض الدول الأخرى تنص على أن يعلم فقط علم الأحياء التطوري في المناهج العلمية الملائمة. وعالمياً يعلم التطور في المواضيع العلمية وبقليل من الخلاف، باستثناء بعض المناطق في الولايات المتحدة وعدة دول إسلامية.
في الولايات المتحدة، تسبب قرار محاكمة القرد عام 1925 في جعل موضوع التطور نادر الظهور بكتب المدرسة الثانوية، ولكن تدريجياً قُدِّم من جديد ليعلم في المدارس بعد نحو جيل، وتمت حمايته قانونياً عام 1968. ومنذ ذلك الحين، تم منع تعليم الخلقية -الاعتقاد الديني المنافس- قانونياً، ولكنه عاد تحت اسم التصميم الذكي، الذي تم منع تعليمه ثانيةً عام 2005.
في الآونة الأخيرة، أصبح الجدل بارزاً أكثر في الدول الإسلامية. علم الأحياء التطوري مدرج في مناهج المدارس الثانوية في معظم هذه الدول. قامت مؤسسات العلوم في أربع عشرة دولة إسلامية (بما فيها باكستان، إيران، تركيا، إندونيسيا، ومصر) بالتوقيع على بيان صادر عن هيئة الإنترأكاديمي (شبكة عالمية لأكاديميات العلوم)، دعماً لتعليم التطور. أما السعودية والسودان فقد حظرتا تعليم التطور بالمدارس. وقد رُوج للخلقية بشدة في تركيا وبعض المجتمعات المهاجرة في أوروبا الغربية، وبالمقام الأول من قبل هارون يحيى.
اعتبر الأوروبيون جدل التطور والخلقية قضية أمريكية. ولكن في السنوات الأخيرة أصبح النزاع قضية في عدة دول ومنها ألمانيا، المملكة المتحدة، إيطاليا، هولندا، بولندا، وصربيا.

### الداروينية الاجتماعية
هي حركة إجتماعية تدعوا لتطبيق المفاهيم البيولوجية للانتخاب الطبيعي والبقاء للأصلح على علم الاجتماع والسياسة وتؤمن بتفوق العرق الأوروبي الأبيض علي باقي الأجناس البشرية، وتم إستخدامها لتبرير الاستعمار الأوروبي للأمريكيتين وأفريقيا والشرق الأوسط والهند وآسيا كونهم أعراق أدنى في السلم التطوري وأنهم أقرب للقرود والحيوانات منهم إلي البشر المتطورين سواء في الذكاء والإبتكار أو في الشكل الخارجي والرقي الحضاري والثقافي، فبالتالي ثرواتهم أولي بها العرق الأبيض الأوروبي كونه العرق الذي أصطفاه الإصطفاء الطبيعي. ويدعوا بعضهم للإبادة الجماعية للأعراق الأدني الأخري لأنهم رعاع همج يستهلكون الطعام وينتجون ذرية مشوهة بين الإنسان والقرد كما أنهم تهديد دائم للأوربيين البيض المتطورين، ومن أجل تسريع الإصطفاء الطبيعي فتتطور البشرية بصورة أسرع. نظر كمفهوم علمي، تضاءلت شعبية الداروينية الاجتماعية على نطاق واسع في أعقاب الحرب العالمية الأولى، وأصبحت سيئة السمعة إلى حد كبير بحلول نهاية الحرب العالمية الثانية، ويرجع ذلك جزئيًا إلى ارتباطها بالنازية، وجزئيًا إلى الإجماع العلمي المتزايد على أنه لا يوجد أساس للنظرية من الناحية العلمية. حين وُصَفَت النظريات اللاحقة، التي صُنِّفَت على أنها داروينية اجتماعية، بأنها داروينية اجتماعية، فقد كان ذلك الوصف عمومًا بمثابة نقد من قبل خصوم تلك النظريات، ولم يحدد مؤيدو أنفسهم بتصنيف كهذا. غالبًا ما أكد الخلقيون أن الداروينية الاجتماعية -المؤدية إلى سياسات مصممة لمكافأة الأكثر تنافسية- هي استتباع منطقي لـ«الداروينية» (نظرية الانتخاب الطبيعي في علم الأحياء). ذكر علماء الأحياء والمؤرخون أن هذه مغالطة لحجة الطبيعة، حيث أن نظرية الانتخاب الطبيعي يقصد بها مجرد وصف لظاهرة بيولوجية ويجب ألا تؤخذ على أنها تعني أن هذه الظاهرة جيدة أو أنه يجب استخدامها كدليل أخلاقي في المجتمع البشري. في حين يدرك معظم العلماء وجود بعض الروابط التاريخية بين تعميم نظرية داروين وأشكال من الداروينية الاجتماعية، إلا أنهم يؤكدون أيضًا أن الداروينية الاجتماعية ليست نتيجة ضرورية لمبادئ التطور البيولوجي.

### الثورة الجنسية
أثرت الداروينية سلبًا على الأخلاق في الثقافة الغربية، ليس فقط الأخلاق الجنسية، ولكن أيضًا سوء معاملة أعراق الأقليات، وقتل المرضى، وصعود حركة الإجهاض. كان ألفريد كينزي هو أبو الثورة الجنسية الغربية الحديثة في خمسينيات القرن الماضي. تكشف مراجعة حياة كينزي وعمله أن الداروينية كانت ذات أهمية بالغة في حملته لقلب الأخلاق الجنسية التقليدية. لقد حاول تحقيق هذا الهدف من خلال إقناع الجمهور والعالم العلمي بأن ما كان يُنظر إليه على نطاق واسع على أنه سلوك منحرف في ذلك الوقت، بما في ذلك الزنا والفحشاء والمثلية الجنسية والسادية المازوخية والولع الجنسي بالأطفال، كلها كانت تمارس على نطاق واسع وبالتالي فهي "طبيعية" ومقبولة وأن معارضيها لديهم تابوهات بناء علي تقاليد وقيم دينية. لقد تبين الآن من خلال الأبحاث التجريبية المكثفة أن استنتاجات كينزي معيبة بشكل قاتل. تسببت ثورة كينزي الجنسية في مشاكل اجتماعية كبيرة وتفشي الأمراض وتفكك الأسرة، ويري الباحثون أن كلاً من داروين وكينزي، مثل فرويد، أثرا سلباً على الأخلاق.
ورغم أن سيغموند فرويد فتح الباب أمام مجتمع خال من المحظورات الجنسية، إلا أن كينزي فتحه على مصراعيه، منهيا ما يسميه كثيرون التزمت الجنسي التاريخي. تاريخيًا، كانت الحرية الجنسية غير المقيدة شائعة في العديد من المجتمعات مثل اليونان القديمة وروما القديمة، بإستثناء المجتمعات المسيحية والإسلامية واليهودية.
كان كينزي - شاب طويل القامة، أشقر، وسيم المظهر - كان من كشافة النسر، ومعلمًا في مدرسة الأحد، وكان متدين دينيًا. المؤثرات الرئيسية، إن لم تكن حاسمة، التي غيرت هذا الإخلاص كانت داروين وعلم تحسين النسل. أبلغت صحيفة مدرسة كينزي طلاب الصف عام 1914 أنهم سيضطرون إلى العمل بجد لأن الطلاب كانوا يدخلون عالمًا حيث، بلغة الداروينية الاجتماعية، "لا ينجو منه إلا الأصلح". وتوقع فصله أيضًا أن كينزي سيصبح "داروين ثانيًا".
كان تأثير معلمة الأحياء في المدرسة الثانوية، ناتالي روث، حاسمًا في حياته، والتي ألهمت كينزي ووضعته على الطريق لدراسة علم الأحياء ويصبح من دعاة التطور (وفي النهاية يتخلى عن الدين ويصبح ناشطًا متشددًا ضد كل الأديان). بسبب حبه للطبيعة، شعر أن اختياره المهني يسمح له بالجمع بين علم الأحياء والهواء الطلق. كان كينزي طالبًا جيدًا دائمًا (كان طالبًا متفوقًا في المدرسة الثانوية)، وتفوق في الكلية وأنهى الدكتوراه في جامعة هارفارد، حيث أصبح ملحدًا. وخلص كينزي إلى أن العلم يحمل مفتاح الارتقاء بالإنسانية، وهي الفكرة التي ألهمت عمله الجنسي البشري وهيمنت عليه. تغلغلت أفكاره حول تحسين النسل أيضًا في عمله، على الرغم من أن هذا لم يكن واضحًا دائمًا (انظر أدناه).

### الإلحاد
أدت نظرية النشوء والإرتقاء لإنتشار الإلحاد واللادينية بشكل غير مسبوق في تاريخ البشرية منذ القرن التاسع عشر إلي اليوم وهو ما يُعرف أيضًا بالإلحاد العلمي؛ كونها قدمت تفسير مادي مدعوم بأدلة حول كيف جاء الإنسان للحياة بدون تدخل إلهي خارق للطبيعة، وقدمت أيضا فرضيات لتفسير كيف نشأت الحياة طبيعيًا من خليط من المركبات الكيميائية أو عبر النيازك عن طريق الصدفة والعشوائية بدون الحاجة لخالق. مما جعل الكثيرين يرون تعارضًا بين قصة الخلق الدينية والتطور بالإصطفاء الطبيعي والتطفر فتشكك الكثير من الناس في وجود الله ودفع كثير منهم للإلحاد. حتي أن داروين نفسه أصابته شكوك في وجود الله بعد تأسيسه لنظريته خاصة بعد وفاة ابنته آنا اليزابيث في عمر العاشرة مما جعله يترك إيمانه ويتحول لللأدرية. ومن أشهر من ألحدوا بسبب النظرية هو المناظر الملحد الشهير ريتشارد دوكينز.

## نقد نظرية التطور
ينتقد العديد من الأشخاص والمنظمات نظرية التطور لأسباب دينية غالباً بدعوي تعارضها مع خلق الإنسان من طين الموجودة في جميع الأديان، وكونها تنفي تدخل الله مباشرة بخلق الإنسان وتوكل ذلك للإصطفاء الطبيعي والطفرات العشوائية، وكون الملحدين والادينيين يستخدمونها في الطعن في صحة الأديان ولإنكار وجود الله. ومن أبرز حجج الخلقيين ضد نظرية التطور هي حجة التصميم الذكي التي يدعمها معهد ديسكفري والتي تقول بأن بعض الميزات في الكون والكائنات الحية لا يُمكن تفسيرها إلا بمسبب ذكي، وأن الإصطفاء الطبيعي يفشل في فعل ذلك رغم إقرار مؤيدي التصميم الذكي بالتطور لكنهم يجعلون لله دورا في توجيه التطور علي عكس معارضي التطور تماما والذين يؤمنون أن الإنسان خُلق من طين مباشرة. فمثلا التركيب المعقد للعين استُخدِم كدليل في تدعيم نظرية أن العين صممت بواسطة خالق حيث قيل أنه من غير الوارد أن تكون قد تطورت بواسطة الاصطفاء الطبيعي. في سنة 1802 أطلق عليها الفيلسوف المسيحي الإنجليزي ويليام بالي “معجزة تصميم”. وكذلك تشارلز داروين نفسه كتب في كتابه أصل الأنواع أن تطور العين بواسطة الاصطفاء الطبيعي لأول وهلة يبدو “سخيفا” لكنه اخذ في الشرح أنه بالرغم من صعوبة تخيل الفكرة الا أنها معقولة جدا حيث قال ««إذا كان من الممكن إظهار وجود تدرجات عديدة من عين بسيطة وفي حالة منقوصة إلى عين معقدة وبالغة لحد الكمال، وأن كل درجة من هذه الدرجات كانت مفيدة لمالكها، كما هو الحال بالتأكيد، وإذا زاد على ذلك، أنه كلما تمايزت العين فإن هذه التمايزات سوف تكون مفيدة لأي حيوان تحت تأثير الظروف المتغيرة للحياة، عندئذ فإن الصعوبة في تصديق أنه من الممكن تكوين عين كاملة ومعقدة عن طريق الانتقاء الطبيعي، مع أن هذا شيء غير قابل للتحقيق طبقا لتخيلنا، لا يجب اعتبارها كشيء مدمر للنظرية».
اقترح داروين تدرج من «عصب بصري بالكاد مغلف بالصبغيات دون أن يكون لديه أية آليات أخرى» إلى «درجة أعلى في الكمال» معطيا امثلة لمراحل منقرضة في التطور. اقتراح داروين اكتشف أنه صحيح وتحقق الأبحاث الحالية في الآليات الجينية المسئولة عن تطور العين.
في عصرنا الحاضر تطورت أيضا أبحاث التطور وأصبحت تستخدم وسائل في متناولنا الآن وهي التحليل الجيني لدراسة الآلية المسؤولة عن تطور العين والتطور الحيوي بصفة عامة.

### الإستحالة الرياضية
كورت غودل عالم في الرياضيات والمنطق والفلسفة أعرب ذات مرة عن قلقه بشأن الأسس الرياضية للتطور. في كتابته إلى زميله هاو وانغ، أشار إلى أن «تكوين جسم الإنسان خلال الزمن الجيولوجي بواسطة قوانين الفيزياء (أو أي قوانين أخرى ذات طبيعة مماثلة)، بدءًا من التوزيع العشوائي للجسيمات الأولية وحقول القوى، غير ممكن مثل احتمال انفصال الغلاف الجوي عن طريق الصدفة إلى مكوناته.»
يشارك جيرد بي. مولر مع إيفا جابلونكا، و كيفين لالاند،, أليكس ميسودي، و ستيوارت نيومان، و ماسيمو بيغليوتشي، و كيم ستيرلني، وجون أودلينغ-سمي، و "توبياس أولر"، وكذلك دينيس نوبل وآخرون، يعدون من المدافعين عن إطار عمل تطوري بديل لنظرية التطور؛ وذلك على أساس ما وصل إليه العلم خلال السبعين سنة الماضية (منذ اكتشاف تركيب الحمض النووي DNA)، وعلى سجلات الحفريات التي زادت.

### إستحالة التولد التلقائي للحياة
فيما يتعلق بأصل الحياة وكيفية نشوءها علي الأرض، يخلص الباحث الرائد في هذا المجال، ليزلي أورجيل، بعد أن لاحظ أنه لا يمكن للبروتينات ولا الأحماض النووية أن تنشأ دون الآخر، مما يتعارض مع فكرة النشوء التلقائي للحياة من شوربة كيميائية كما يفترض العلماء، أو في بركة ساخنة كما أفترض داروين، فيقول:
«وهكذا، للوهلة الأولى، قد يتعين على المرء أن يستنتج أن الحياة لا يمكن أن تنشأ أبدًا بوسائل كيميائية.»
فالحياة نظام معلوماتي يختلف عن أي نظام مادي أخر في الكون، ومستحيل أن تظهر تلك المعلومات تلقائيا بدون خالق، وقد اكتشف علماء الوراثة أن هناك حد أدنى من الجينوم بنقص اي منهم لا يعيش الكائن اي يموت مباشرة اي بمعنى اخر لا يستطيع أن يبدا بجينات اقل من هذا العدد. يفترض مفهوم الحد الأدنى من الجينوم أنه يمكن تقليل الجينومات إلى الحد الأدنى، نظرًا لأنها تحتوي على العديد من الجينات غير الأساسية ذات الأهمية المحدودة أو الظرفية للكائن الحي. ولذلك، إذا تم تجميع مجموعة من جميع الجينات الأساسية معًا، فيمكن إنشاء الحد الأدنى من الجينوم بشكل مصطنع في بيئة مستقرة. ومن خلال إضافة المزيد من الجينات، يصبح من الممكن إنشاء كائن حي يتمتع بالخصائص المرغوبة. نشأ مفهوم الحد الأدنى من الجينوم من الملاحظات التي تشير إلى أن العديد من الجينات لا تبدو ضرورية للبقاء على قيد الحياة.

### غياب الأشكال الإنتقالية
لا يوجد أي دليل علمي يمكن ملاحظته على التطور الكبير (أي التطور من نوع من الكائنات الحية إلى نوع آخر)، فلو كان التطور الكبير حقيقة، لكان من المفترض أن يستمر التطور، ويجب أن يكون هناك العديد من الأشكال "الانتقالية" التي يمكننا ملاحظتها، فهناك مليارات من الهياكل غير الانتقالية! ولكن (باستثناء عدد قليل من المخلوقات المشكوك فيها للغاية مثل الديناصورات ذات الريش المثيرة للجدل، والحيتان السائرة المزعومة.
«وبدلاً من ملء الفجوات في السجل الحفري بما يسمى بالحلقات المفقودة، وجد معظم علماء الحفريات أنفسهم في مواجهة موقف حيث لم يكن هناك سوى فجوات في السجل الحفري، مع عدم وجود دليل على وجود وسيط تحويلي بين الأنواع الأحفورية الموثقة.»
أجرى علماء الوراثة التطوريين تجارب على ذباب الفاكهة والأنواع الأخرى التي تتكاثر بسرعة لإحداث تغييرات طفرية على أمل أن تؤدي إلى أنواع جديدة وأفضل، لكن جميعها فشلت في تحقيق هدفها. لم يتم إنتاج أي نوع جديد حقًا، ناهيك عن "نوع أساسي" جديد.
وقد اعترف مؤخراً أحد رواد التطور البارزين، جيفري شوارتز، أستاذ الأنثروبولوجيا في جامعة بيتسبرغ، بما يلي:
«لقد كان ولا يزال هو الحال، باستثناء ادعاء دوبجانسكي بشأن وجود نوع جديد من ذبابة الفاكهة، لم يتم ملاحظة تكوين نوع جديد بأي آلية على الإطلاق.»
إن تاريخ التطور بأكمله، بدءًا من تطور الحياة من اللاحياة إلى تطور الفقاريات من اللافقاريات إلى تطور الإنسان من القرد، يخلو بشكل لافت للنظر من الوسائط: الروابط كلها مفقودة في السجل الأحفوري، تمامًا كما هي في العالم الحاضر.
ولا يوجد أي دليل على كيفية تطور الكائنات وحيدة الخلية في العالم البدائي إلى مجموعة واسعة من اللافقاريات المعقدة متعددة الخلايا في العصر الكامبري. وحتى التطوري العقائدي غولد يعترف بما يلي:
كان الانفجار الكامبري هو الحدث الأكثر روعة وإثارة للحيرة في تاريخ الحياة.

### القانون الثاني للديناميكا الحرارية
السبب العلمي الرئيسي وراء عدم وجود دليل على التطور سواء في الحاضر أو الماضي هو أن أحد أهم قوانين الطبيعة الأساسية يمنع حدوثه. ينص قانون زيادة الإنتروبيا - المعروف أيضًا باسم القانون الثاني للديناميكا الحرارية - على أن جميع الأنظمة في العالم الحقيقي تميل إلى "الانحدار" نحو عدم التنظيم وانخفاض التعقيد.
يعد قانون الإنتروبيا هذا، بكل المقاييس، واحدًا من أكثر قوانين الطبيعة عالميةً وأفضلها إثباتًا. وهو لا ينطبق فقط على الأنظمة الفيزيائية والكيميائية، ولكن أيضًا على الأنظمة البيولوجية والجيولوجية - في الواقع، على جميع الأنظمة، دون استثناء.
يقول إليوت هيرشيل ليب وياكوب ينغفاسون العالمين في الفيزياء الرياضية:
«لم يتم العثور على أي استثناء للقانون الثاني للديناميكا الحرارية على الإطلاق، ولا حتى استثناءً صغيرًا. مثل الحفاظ على الطاقة ("القانون الأول")، فإن وجود قانون دقيق للغاية، ومستقل تمامًا عن تفاصيل النماذج يجب أن يكون له أساس منطقي مستقل عن حقيقة أن المادة تتكون من جسيمات متفاعلة.»

### تزوير الحفريات وتعارضها مع التطور

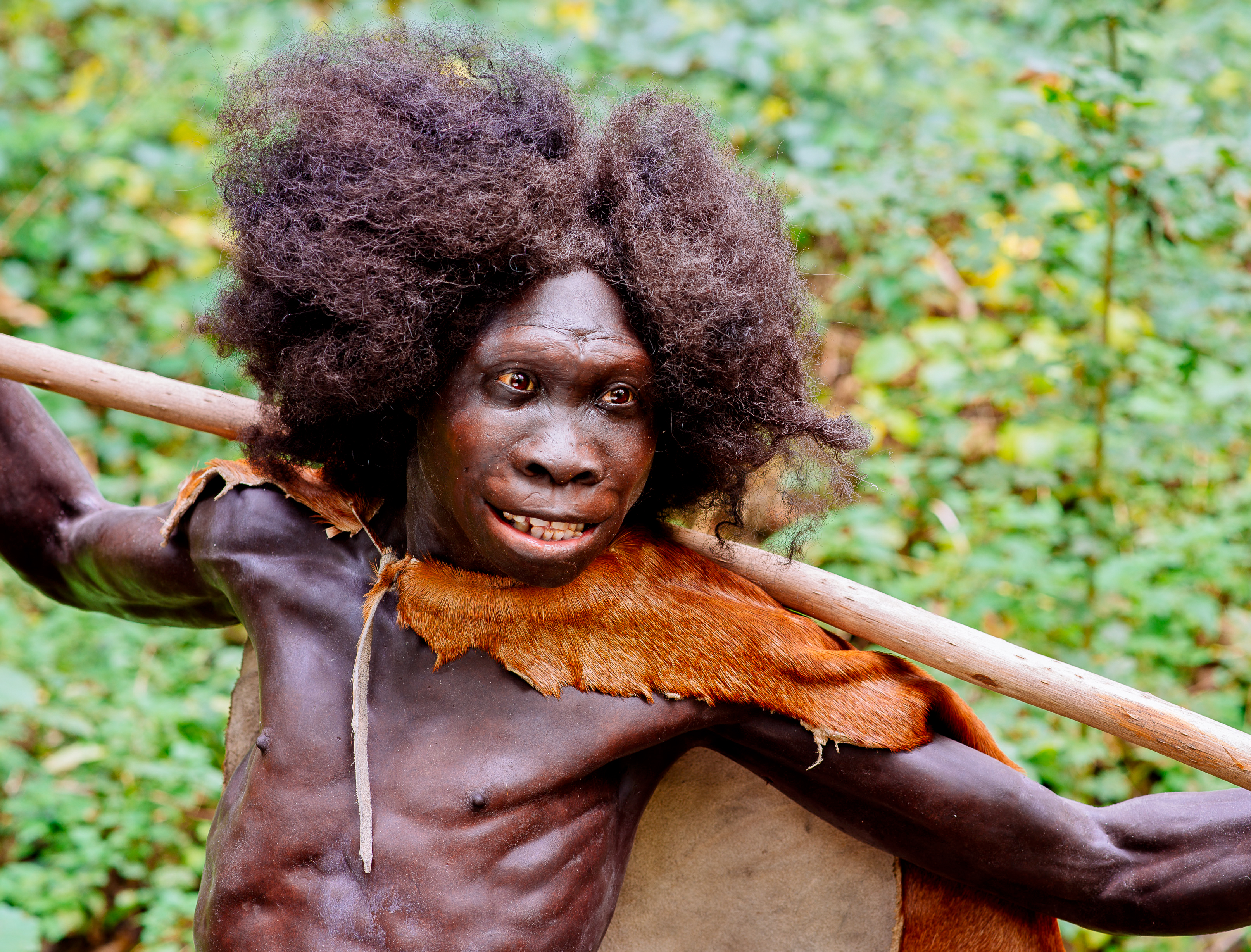
إعادة بناء لشكل صبي توركانا الذي قُدر عمره ب1.6 مليون سنة ويشبه الأفارقة الحاليين تمامًا مما يتعارض مع الجدول الزمني للتطور.

- إنسان بلتداون فقد ادعى مؤيدو نظرية التطور العثور على عظمة فك وجزء من جمجمة داخل حفرة بإنجلترا، وأن عظمة فكها أشبه بفك القرد، والأسنان والجمجمة كانتا أشبه بأسنان وجمجمة الإنسان، وزعموا أن عمرها أكثر من أربعين ألف سنة، فأعدت لها رسومات وتأويلات، وقدموها بوصفها دليلا مهما على تطور الإنسان وأنها اكتشاف مذهل عن الإنسان البدائي.[397][398] وفي سنة 1949 حاول علماء المتحجرات البريطانيين تجربة طريقة اختبار الفلور لتحديد تاريخ المتحجرة، فأجري الاختبار على متحجرة إنسان بلتداون، فكانت النتيجة أن عظمة الفك لا تحتوي على أي فلور ويدل هذا على أنها لم تظل مدفونة في الأرض لأكثر من بضع سنين، أما الجمجمة التي احتوت على مقدار ضئيل من الفلور فقد تبين أن عمرها لا يتجاوز بضعة آلاف من السنين، كما اتضح أن الأسنان الموجودة في عظمة الفك تنتمي إلى الأورانجوتان قد تآكلت اصطناعيا، وأن الأدوات البدائية المكتشفة مع المتحجرات هي مجرد أدوات بسيطة مقلدة شحذت بواسطة أدوات فولاذية[399]، وبالتحليل المفصل كشف هذا التزوير[400] للجمهور بعد 40 سنة وذلك سنة 1953، فالجمجمة تخص إنسانا عمره نحو خمسمائة سنة في حين كانت عظمة الفك السفلي تخص قردا مات مؤخرا، وقد تم ترتيب الأسنان على نحو خاص في شكل صف ثم اضيفت إلى الفك وتم حشو المفاصيل لكي يبدو الفك شبيها بفك الإنسان، وبعد ذلك تم تلطيخ كل هذه القطع بثنائي كرومات البوتاسيوم لإكسابها مظهرا عتيقا، ثم بدأت هذه اللطخ بالاختفاء عند غمسها في الحمض، فقد ظهرت الأدلة على حدوث كشط صناعي فكانت الأدلة واضحة على زيفها.[401]
- سمكة سيلاكانث وهي السمكة التي رأى مؤيدوا نظرية التطور في حفرياتها جسمها الممتليء وبقايا أعضاء داخلية ظنوا أنها مثل البرمائيات، وكذلك رأو زعانفها الكبيرة فتخيلوا أنها هي جد البرمائيات التي انتقلت بالأسماك إلى البر، فقالوا أنها منقرضة لأنه لم يرها أحد حية إلى اليوم وأنها عاشت مند 70 مليون سنة وأنها كانت تعيش قرب سطح الماء لكي يسهل عليها القفز إلى البر فجعلوها إحدى أدلة نظرية التطور، لكن ذلك لم يكن صحيحا ففي 22 ديسمبر من سنة 1938 حيث مع تطور أدوات الغوص والصيد في أعماق البحار والمحيطات تم اصطياد أول سمكة من هذا النوع ليتأكدوا أنها لا زالت حية إلى اليوم، أي لم تنقرض أصلا، ولكنها تعيش في الأعماق ولذلك لم يكن يراها أحد إلى ذلك الوقت، وأن أعضائها الداخلية ليست مثل البرمائيات، ثم توالت عشرات الاصطيادات لها حول العالم، حتى أن أحد من انخدع بها في البداية وهو عالم الكيمياء التطوري جي سميث وهو الرئيس الشرفي لمتاحف أسماك جنوب إنجلترا الذي قال:«إن العثور على سمكة كويلامانث حية هو مثل العثور على ديناصور في الشارع».[402]
- حفرية إنسان الساحل التشادي وهي عبارة عن جمجمة اكتشفت في تشاد بوسط أفريقيا في 2002 بعمر يصل إلى 7 ملايين سنة، وتشبه الإنسان الحالي، وتعد أقدم عضو في العائلة البشرية، وتبين الجمجمة بشكل حاسم أن الفكرة القديمة المتصلة بالحلقة المفقودة ما هي إلا افتراضات لا قيمة لها، ولا بد أن يكون جليًا أن لب فكرة الحلقة المفقودة الذي كان موضع شك، لا يمكن التمسك به مطلقًا بعد هذه الحفرية[403]، وحتى بعض مؤيدي نظرية التطور اعترفوا أن هذه الجمجمة المكتشفة يمكن ان تقضي على أفكارهم بشأن تطور الإنسان[404]، وأن لهذا الاكتشاف أثر قنبلة نووية صغيرة.[405]
- اكتشاف حفرية الهيكل العظمي لصبي توركانا التي قدر عمرها ب1.6 مليون سنة، الذي يشبه في شكله الجسماني ونسب أوصاله الأفارقة الحاليين الذين يعيشون عند خط الاستواء، وعلى الرغم من صغر سنه فأوصاله تضاهي في مقاييسها تقريبا مقاييس الذكور البالغين في أمريكا الشمالية[406]، وقد تأكد أن الحفرية خاصة بصبي في الثانية عشرة من عمره، كان سيبلغ طوله 1.83 متر إذا ما وصل لمرحلة المراهقة، وجمجمته تشبه الإنسان النياندرثالي.[407]
- اكتشاف حفرية في منطقة بإثيوبيا لفك الإنسان العصري يعود عمرها إلى 2.3 مليون سنة، هذا الفك له أهمية كبيرة لأنه بين أن الإنسان العصري وُجد على الأرض قبل فترة أطول مما توقعه أنصار نظرية التطور.[408]

## نظرة الأديان للتطور

### المسيحية والتطور
تعارض المسيحية التطور بناء علي عدة نقاط
- خلق الله آدم من تراب ثم نفخ في أنفه نسمة حياة حسب سفر التكوين في التوراة.
- جلبت خطيئة آدم الموت للعالم « وأما شجرة معرفة الخير والشر فلا تأكل منها لأنك يوم تأكل منها موتا تموت» حسب سفر التكوين 2: 17.
- تتطلب نظرية التطور ملايين السنين من الموت قبل أن يكون الإنسان على قيد الحياة
- بسبب خطيئة آدم التي جلبت الموت للعالم تجسد الله الإبن في صورة بشر (يسوع المسيح) وصُلب ودفن ثلاث ليالٍ وقام من الأموات ليكفر خطيئة البشرية كي لا يموت من يؤمن به بل تكون له حياة أبدية حسب ما ورد في إنجيل يوحنا.

ولذلك، فإن نظرية التطور والكتاب المقدس لا يمكن أن يكونا صحيحين معًا.
في حين تقبل بعض الجماعات المسيحية التي لا تفسر نصوص الكتاب المقدس حرفيًا التطور بإعتباره سببًا ثانويا لوجود الإنسان بعد الخلق الإلهي.

### الإسلام والتطور
يعارض المسلمون تطور الإنسان لكون الله  قد ذكر في القرآن خلق الإنسان من طين بيديه ثم قال كن فيكون، فصار نفسًا حية ثم خلق من ضلعه حواء. وهو ما يتعارض مع فكرة التطور بالإصطفاء الطبيعي الذي يحتاج مليارات السنين من اجل الوصول للإنسان، كما ينفي التطور أي دور لله في خلق الإنسان بل نتج عن الصدفة والعشوائية، فيرون أنها بوابة من أبواب الكفر والإلحاد. ولكن لا يعارض المسلمون تطور الحيوانات بأمر الله  حيث لم يذكر القرآن كيف خلق الله الحيوانات.
ويري بعض المسلمون بأن الخلية الأولية الحية خُلقت من الطين ثم تركها الله تتطور بالقوانين الكونية التي وضعها وصولًا لآدم، أو أن كان هناك بشر قبل آدم و أن آدم خُلق خلقًا مستقلا ويستدلون بمعرفة الملائكة بأن البشر سيُفسدون الأرض وسيسفكون الدماء ﴿وَإِذْ قَالَ رَبُّكَ لِلْمَلَائِكَةِ إِنِّي جَاعِلٌ فِي الْأَرْضِ خَلِيفَةً قَالُوا أَتَجْعَلُ فِيهَا مَن يُفْسِدُ فِيهَا وَيَسْفِكُ الدِّمَاءَ وَنَحْنُ نُسَبِّحُ بِحَمْدِكَ وَنُقَدِّسُ لَكَ قَالَ إِنِّي أَعْلَمُ مَا لَا تَعْلَمُونَ﴾، أو أن "آدم" في قصة بداية الخلق ربما يرمز إلى الجنس البشري، وليس فقط إلى شخص واحد،
ويري البعض الأخر أن قصة آدم وحواء هي قصة رمزية وليست حقيقية، وأنها ترمز لسقوط الإنسان من الغابة أو الشجرة (الجنة) إلي الأرض بعد أن صار عاقلًا بعد أن أصطفاه الله علي باقي الحيوانات (الإصطفاء الطبيعي). أو لإيصال فكرة وهدف معين وهو طاعة الله لكي لا نسقط في الجحيم.

## وصلات خارجية
معلومات عامة
- "التطور". نيو ساينتست. مؤرشف من الأصل في 2015-07-07. اطلع عليه بتاريخ 2011-05-30.
- "مصادر حول التطور من الكليات الوطنية". واشنطن العاصمة: الأكاديمية الوطنية للعلوم. مؤرشف من الأصل في 2020-02-03. اطلع عليه بتاريخ 2011-05-30.
- "فهم التطور: مصدرك لكل ما تحتاجه من معلومات حول التطور". جامعة كاليفورنيا في بركلي. مؤرشف من الأصل في 2017-10-10. اطلع عليه بتاريخ 2011-05-30.
- "تطور التطور – 150 عاماً من كتاب "أصل الأنواع" لدارون". مقاطعة ألرينغتون، فرجينيا: مؤسسة العلوم الوطنية الأمريكية. مؤرشف من الأصل في 2019-04-23. اطلع عليه بتاريخ 2011-05-30.
- خط زمني للبشر (تفاعلي) – سميثسونيان، المتحف الوطني للتاريخ الطبيعي (أغسطس 2016).
- يوتيوب: العلماء يبرهنون وجود آدم - نظرية التطور المحمدية وعلم الوراثة.

تجارب تتعلق بعملية التطور الحيوي
- لينسكي، ريتشارد. "التطور التجريبي". جامعة ولاية ميشيغان. مؤرشف من الأصل في 2019-07-17. اطلع عليه بتاريخ 2013-07-31.
- تشيستين، إريك؛ ليفنات، آدي؛ باباديميتريو، كرريستوس؛ فازيراني، أومش (22 يوليو 2014). "الخوارزميات والألعاب والتطور". Proc. Natl. Acad. Sci. U.S.A.  [لغات أخرى]‏. واشنطن العاصمة: الأكاديمية الوطنية للعلوم. ج. 111 ع. 29: 10620–10623. Bibcode:2014PNAS..11110620C. DOI:10.1073/pnas.1406556111. ISSN:0027-8424. مؤرشف من الأصل في 2018-11-16. اطلع عليه بتاريخ 2015-01-03.{{استشهاد بدورية محكمة}}:  صيانة الاستشهاد: علامات ترقيم زائدة (link)

محاضرات على الإنترنت
- كارول، شون بي. "The Making of the Fittest". مؤرشف من الأصل في 2013-03-18. اطلع عليه بتاريخ 2011-05-30.
- ستيرنز، ستيفن سي. "مبادئ التطور وعلم البيئة والسلوك". مؤرشف من الأصل في 2012-10-05. اطلع عليه بتاريخ 2011-08-30.